# Mâcon
Pour le vin, voir mâcon (AOC).
Pour les articles homonymes, voir Macon.
Mâcon est une commune française, capitale du Mâconnais, préfecture du département de Saône-et-Loire, dans la région Bourgogne-Franche-Comté.
Au dernier recensement (2022), la commune comptait 34 759 habitants tandis que son aire d'attraction, qui s'étend sur trois départements, rassemble 139 440 habitants. Il s'agit ainsi de la sixième plus grande ville de Bourgogne-Franche-Comté derrière Dijon, Besançon, Belfort, Chalon-sur-Saône, Auxerre et devant les villes de Nevers et Sens.

## Géographie

### Localisation

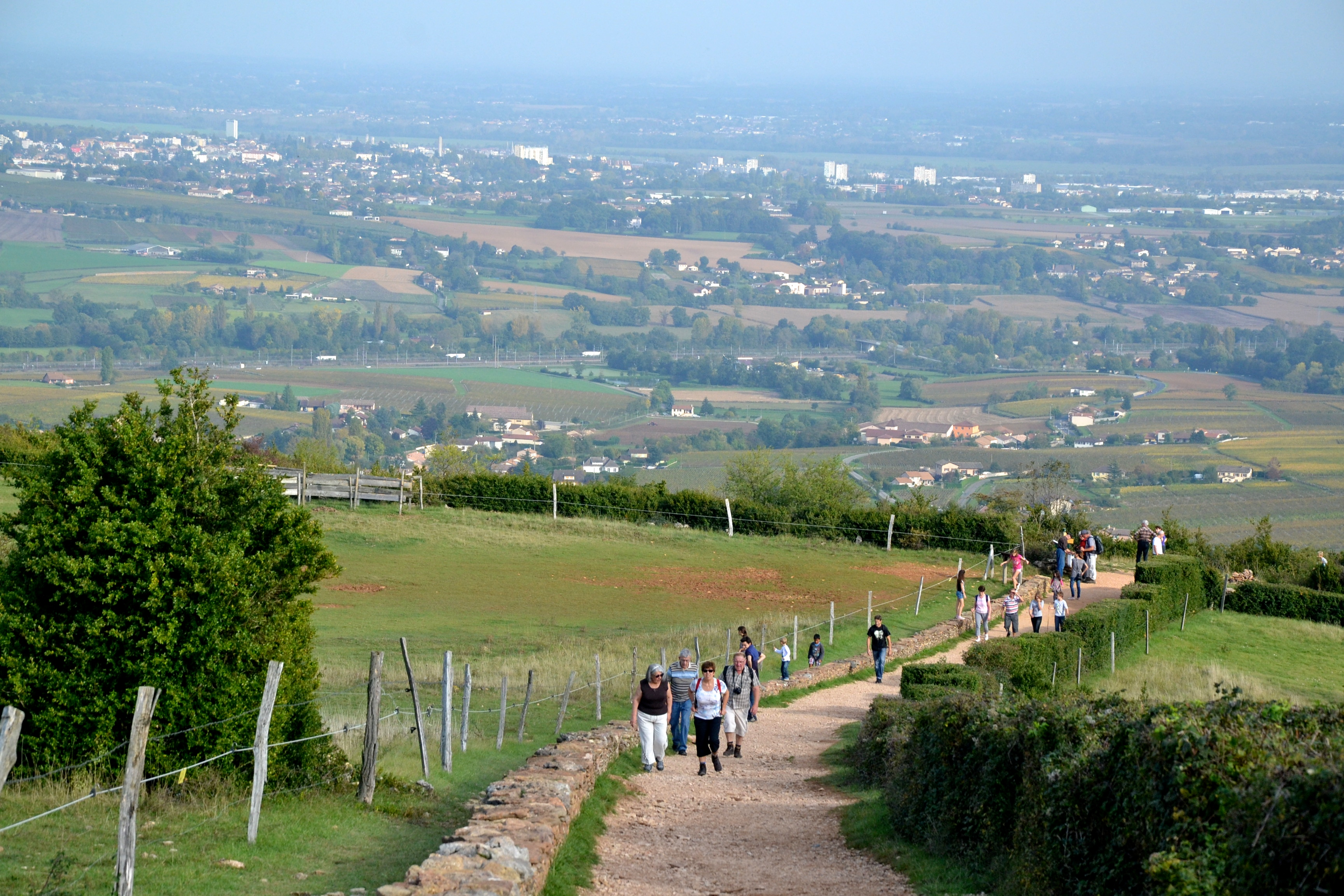
Mâcon et la vallée de la Saône depuis le chemin d'accès à la roche de Solutré.

La ville s'étend sur la rive occidentale de la Saône, entre la Bresse à l'est et les monts du Beaujolais au sud. Mâcon est la ville la plus méridionale de la région Bourgogne-Franche-Comté, ce qui lui donne avec ses toits de tuiles romanes et ses façades colorées un petit air de ville du Sud.
Entourée par les vignobles du Mâconnais, la plaine dans laquelle se trouve Mâcon est coincée entre le massif du Jura et le Massif central par le biais des monts du Mâconnais, ce dernier étant proche de la commune (Pierreclos, Serrières et Cenves forment la frontière nord-est du massif),.
Elle est située à 32 kilomètres à l'ouest de Bourg-en-Bresse (préfecture du département de l'Ain dont la commune est limitrophe), à 53 kilomètres au sud de Chalon-sur-Saône (sous-préfecture de Saône-et-Loire), à 60 kilomètres au nord de Lyon, à 340 kilomètres au sud de Paris, et à 150 kilomètres à l'ouest de Genève.
Le territoire de Mâcon est formé de deux parties depuis 1972 : la partie nord constitue les communes associées de Saint-Jean-le-Priche et de Sennecé-lès-Mâcon, et la partie sud est formée par la partie historique de la ville et par la commune associée de Loché. La superficie de la commune est de 2 699 hectares, dont 580 hectares d'espaces verts.

#### Communes limitrophes
Partie nord de la commune (communes associées de Sennecé-lès-Mâcon et Saint-Jean-le-Priche)

### Hydrographie

#### Cours et plans d'eau
La Saône borde la ville et marque la frontière avec le département de l'Ain. La ville s'est développée sur la rive droite de la rivière, qui reste encore aujourd'hui un élément structurant la cité.
D'autres cours d'eau sillonnent la commune comme l'Abyme qui traverse l'ancienne commune de Flacé ou bien la Petite Grosne qui sépare Loché du reste de Mâcon,. Dans la commune associée de Sennecé-lès-Mâcon, on trouve le ruisseau Bonnetin. Les trois cours d'eau se jettent à Mâcon dans la Saône.
Concernant les plans d'eau, il en existe quelques-uns dont deux qui forment les deux ports de la ville. De plus, trois étangs voués aux loisirs ont été construits en 2014 au sud de la ville autour de la RCEA. Ces trois plans sont les étangs du Cèdre, de Beaulieu et des Noyerats.

#### Crues de la Saône

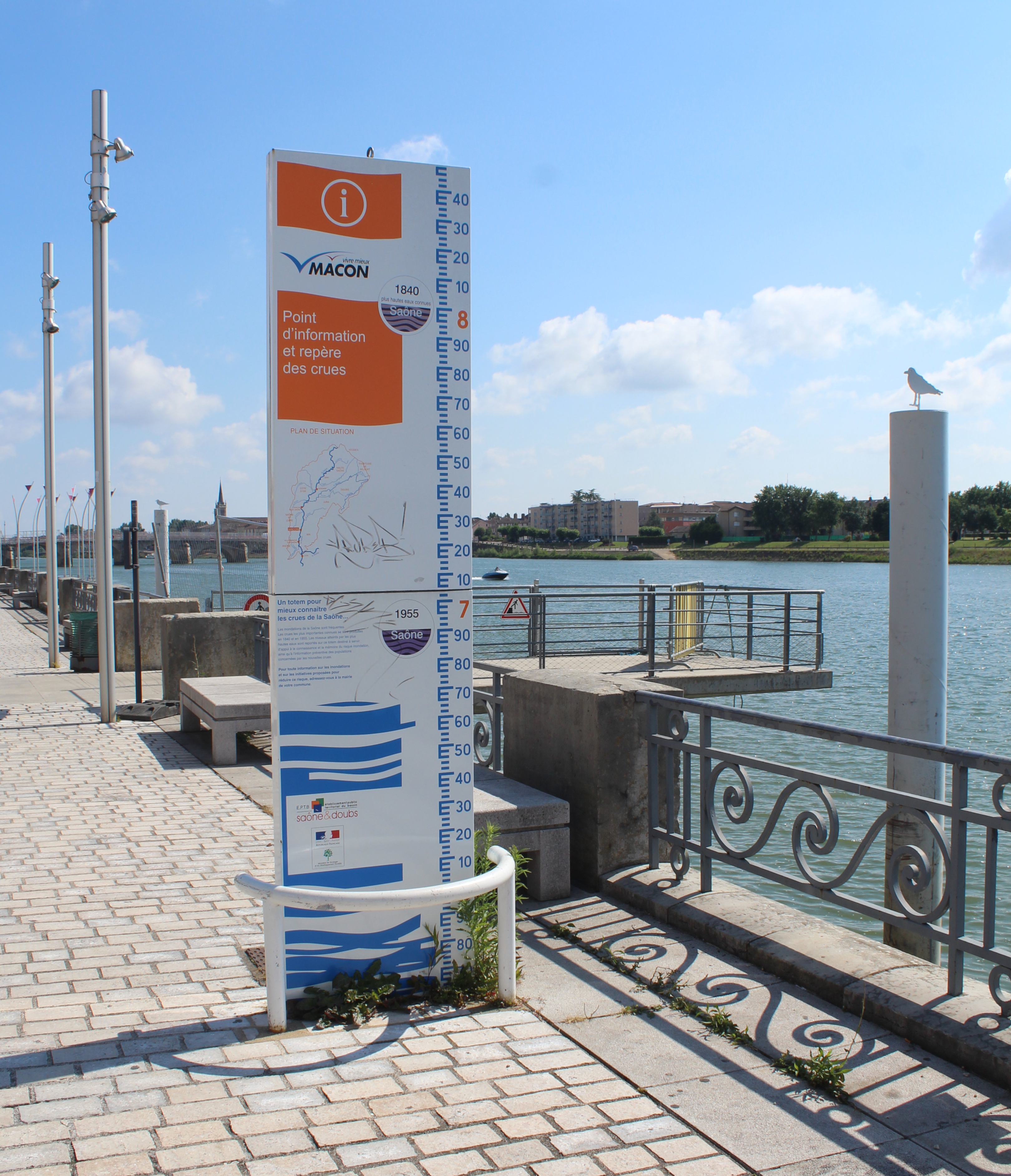
Hauteur des eaux durant les crues les plus importantes de la Saône.

Les inondations de la Saône sont fréquentes. En conséquence, les prairies inondables du val de Saône, situées sur l'autre rive, se trouvent régulièrement sous les eaux. Quelquefois, lorsque les crues sont plus importantes, les rues de Mâcon se trouvent elles aussi sous les eaux. Entre 580 et 2001, on dénombre 34 crues importantes. Ce n'est que depuis 1640 qu'il existe des données chiffrés de ces phénomènes à la suite de la mise en place d'un saônomètre.
Quelques épisodes ont marqué la crue dont le premier référencé en 580 où Grégoire de Tours relate un véritable désastre qui fut suivi de famines et d’épidémies. Depuis l'apparition de données mesurées, trois ont vu les eaux atteindre une hauteur de plus de 6,9 m. En deuxième place ex-æquo, on retrouve les années 1711 et 1955 avec un hauteur enregistrée à 6,95 m. Le phénomène le plus important fut celui de novembre 1840, mois durant lequel la cote enregistrée fut de 8,05 m.
Pour limiter les dégâts provoqués par les crues, les bords de Saône ont fait l'objet de lourds aménagements depuis les années 1950. Néanmoins, la fréquence de ces dernières a tendance à augmenter puisqu'il y avait 36 ans d'écart entre deux crues sur la période 1640 - 1896 contre 5,8 ans entre 1904 et 2001 (année de la dernière crue importante).

### Climat
Pour des articles plus généraux, voir Climat de la Bourgogne-Franche-Comté et Climat de Saône-et-Loire.
En 2010, le climat de la commune est de type climat océanique altéré, selon une étude du Centre national de la recherche scientifique s'appuyant sur une série de données couvrant la période 1971-2000. En 2020, Météo-France publie une typologie des climats de la France métropolitaine dans laquelle la commune est dans une zone de transition entre le climat océanique altéré et le climat océanique altéré et est dans la région climatique Bourgogne, vallée de la Saône, caractérisée par un bon ensoleillement (1 900 h/an), un été chaud (18,5 °C), un air sec au printemps et en été et des vents faibles.
Pour la période 1971-2000, la température annuelle moyenne est de 12 °C, avec une amplitude thermique annuelle de 18,1 °C. Le cumul annuel moyen de précipitations est de 827 mm, avec 10,5 jours de précipitations en janvier et 6,9 jours en juillet. Pour la période 1991-2020, la température moyenne annuelle observée sur la station météorologique de Météo-France la plus proche, « Mâcon », à Charnay-lès-Mâcon à 3 km à vol d'oiseau, est de 12,3 °C et le cumul annuel moyen de précipitations est de 833,7 mm. 
La température maximale relevée sur cette station est de 39,8 °C, atteinte le 13 août 2003 ; la température minimale est de −21,4 °C, atteinte le 15 février 1956,,.
| Mois                                  | jan.             | fév.             | mars           | avril           | mai             | juin           | jui.           | août           | sep.            | oct.            | nov.            | déc.            | année      |
| ------------------------------------- | ---------------- | ---------------- | -------------- | --------------- | --------------- | -------------- | -------------- | -------------- | --------------- | --------------- | --------------- | --------------- | ---------- |
| Température minimale moyenne (°C)     | 0,7              | 1                | 3,8            | 6,5             | 10,5            | 14,1           | 15,9           | 15,4           | 11,7            | 8,6             | 4,2             | 1,5             | 7,8        |
| Température moyenne (°C)              | 3,5              | 4,6              | 8,5            | 11,7            | 15,7            | 19,5           | 21,5           | 21,1           | 17              | 12,7            | 7,4             | 4,1             | 12,3       |
| Température maximale moyenne (°C)     | 6,3              | 8,3              | 13,2           | 16,8            | 20,8            | 24,8           | 27,1           | 26,9           | 22,3            | 16,9            | 10,5            | 6,7             | 16,7       |
| Record de froid (°C) date du record   | −21,2 24.01.1963 | −21,4 15.02.1956 | −10,2 01.03.05 | −4,4 08.04.21   | −1,8 04.05.1967 | 3,7 04.06.1953 | 5,9 08.07.1954 | 5,8 30.08.1986 | 1 29.09.1950    | −4,8 31.10.1997 | −8,7 27.11.1989 | −16,2 30.12.05  | −21,4 1956 |
| Record de chaleur (°C) date du record | 17,8 10.01.15    | 21 24.02.21      | 24,6 31.03.21  | 29,8 18.04.1949 | 32,8 25.05.09   | 37,4 18.06.22  | 39,2 04.07.15  | 39,8 13.08.03  | 35,2 05.09.1949 | 29,5 02.10.23   | 23,1 07.11.1955 | 19,3 16.12.1989 | 39,8 2003  |
| Ensoleillement (h)                    | 61,6             | 96               | 163,7          | 191,7           | 216,5           | 249,1          | 274,9          | 251,1          | 194,8           | 120,3           | 71,3            | 52,1            | 1 943      |
| Précipitations (mm)                   | 58,1             | 48,9             | 49,1           | 65,5            | 75,7            | 69,8           | 72,2           | 72,6           | 71,1            | 91,1            | 92,8            | 66,8            | 833,7      |

| Diagramme climatique                                  |          |             |             |              |              |              |              |              |             |             |            |
| J                                                     | F        | M           | A           | M            | J            | J            | A            | S            | O           | N           | D          |
| 6,30,758,1                                            | 8,3148,9 | 13,23,849,1 | 16,86,565,5 | 20,810,575,7 | 24,814,169,8 | 27,115,972,2 | 26,915,472,6 | 22,311,771,1 | 16,98,691,1 | 10,54,292,8 | 6,71,566,8 |
| Moyennes : • Temp. maxi et mini °C • Précipitation mm |          |             |             |              |              |              |              |              |             |             |            |

Les paramètres climatiques de la commune ont été estimés pour le milieu du siècle (2041-2070) selon différents scénarios d'émission de gaz à effet de serre à partir des nouvelles projections climatiques de référence DRIAS-2020. Elles sont consultables sur un site dédié publié par Météo-France en novembre 2022.

## Urbanisme

### Typologie
Au 1er janvier 2024, Mâcon est catégorisée centre urbain intermédiaire, selon la nouvelle grille communale de densité à sept niveaux définie par l'Insee en 2022.
Elle appartient à l'unité urbaine de Mâcon, une agglomération inter-régionale regroupant 16  communes, dont elle est ville-centre,,. Par ailleurs la commune fait partie de l'aire d'attraction de Mâcon, dont elle est la commune-centre,. Cette aire, qui regroupe 105 communes, est catégorisée dans les aires de 50 000 à moins de 200 000 habitants,.

### Occupation des sols
L'occupation des sols de la commune, telle qu'elle ressort de la base de données européenne d’occupation biophysique des sols Corine Land Cover (CLC), est marquée par l'importance des territoires artificialisés (58 % en 2018), en augmentation par rapport à 1990 (53,7 %). La répartition détaillée en 2018 est la suivante : zones urbanisées (30,3 %), zones industrielles ou commerciales et réseaux de communication (23,1 %), forêts (13,9 %), terres arables (10 %), zones agricoles hétérogènes (6,3 %), eaux continentales (5 %), espaces verts artificialisés, non agricoles (4,6 %), prairies (4,5 %), cultures permanentes (2,3 %). L'évolution de l’occupation des sols de la commune et de ses infrastructures peut être observée sur les différentes représentations cartographiques du territoire : la carte de Cassini (XVIIIe siècle), la carte d'état-major (1820-1866) et les cartes ou photos aériennes de l'IGN pour la période actuelle (1950 à aujourd'hui).

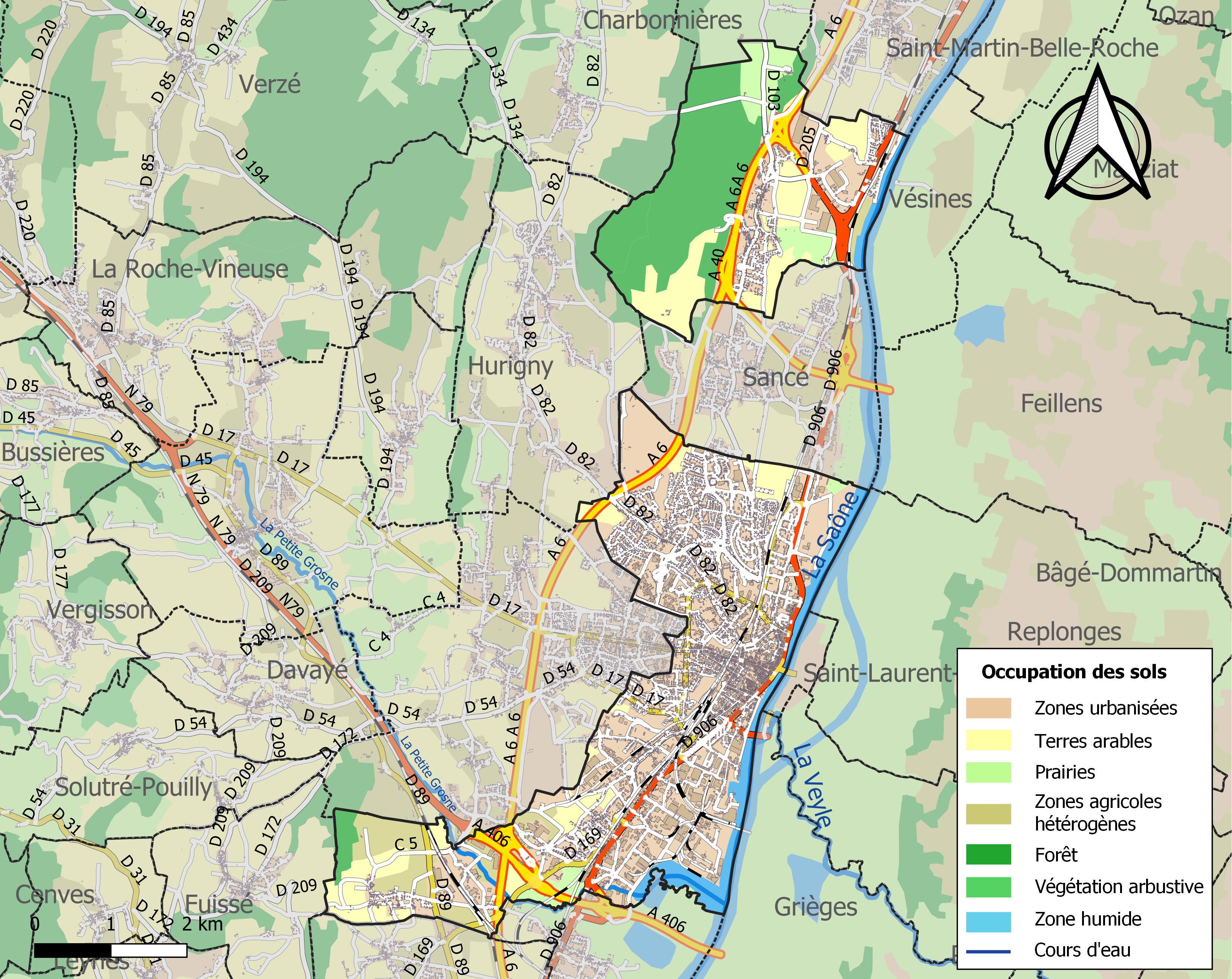
Carte des infrastructures et de l'occupation des sols de la commune en 2018 (CLC).

### Morphologie urbaine
Mâcon compte plusieurs quartiers et communes associées.

Quartiers de Mâcon (excepté les communes associées).
Quartiers du nord.
Quartiers du centre.
Quartiers du sud.

#### Centre-ville

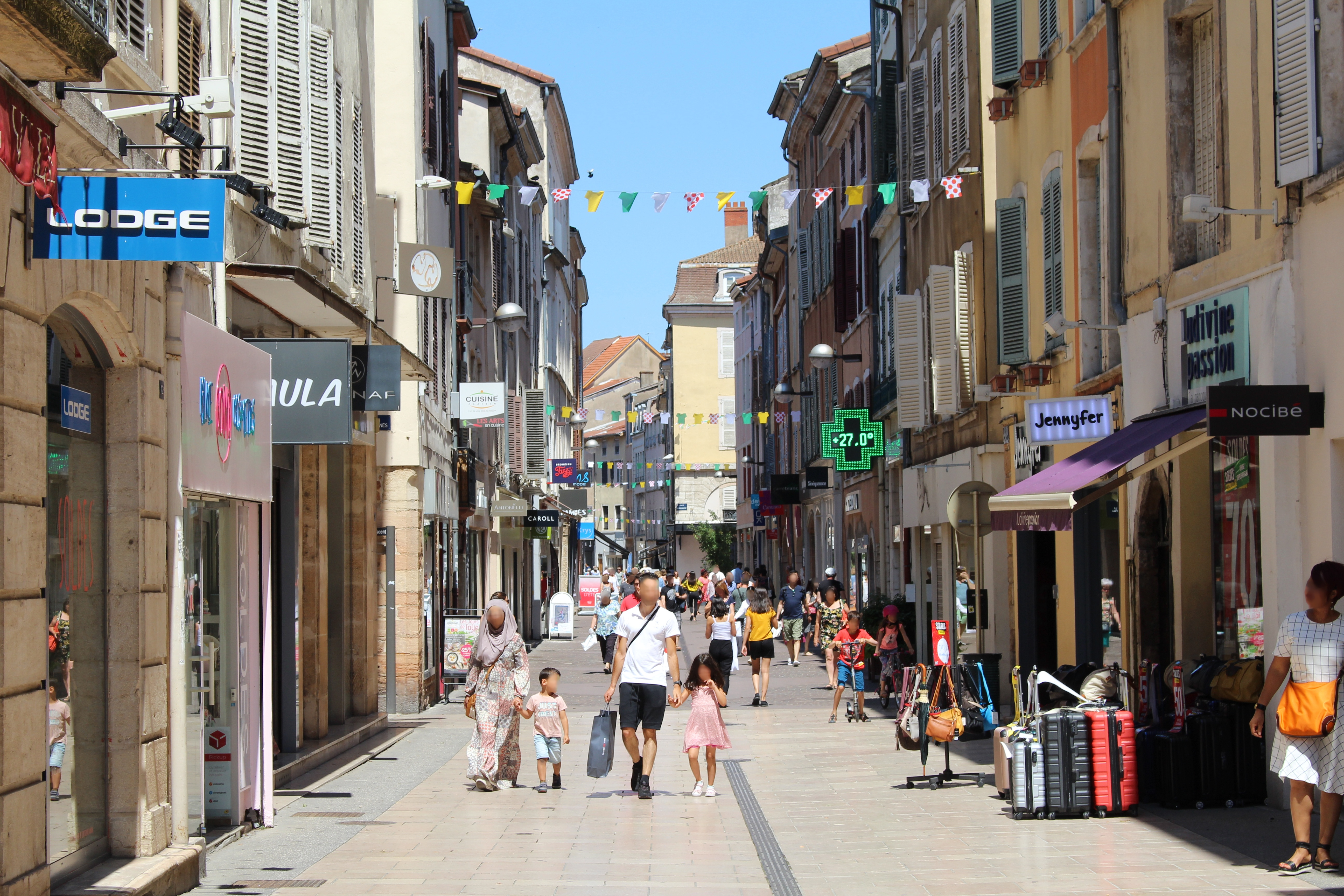
La rue Carnot en juillet 2019.

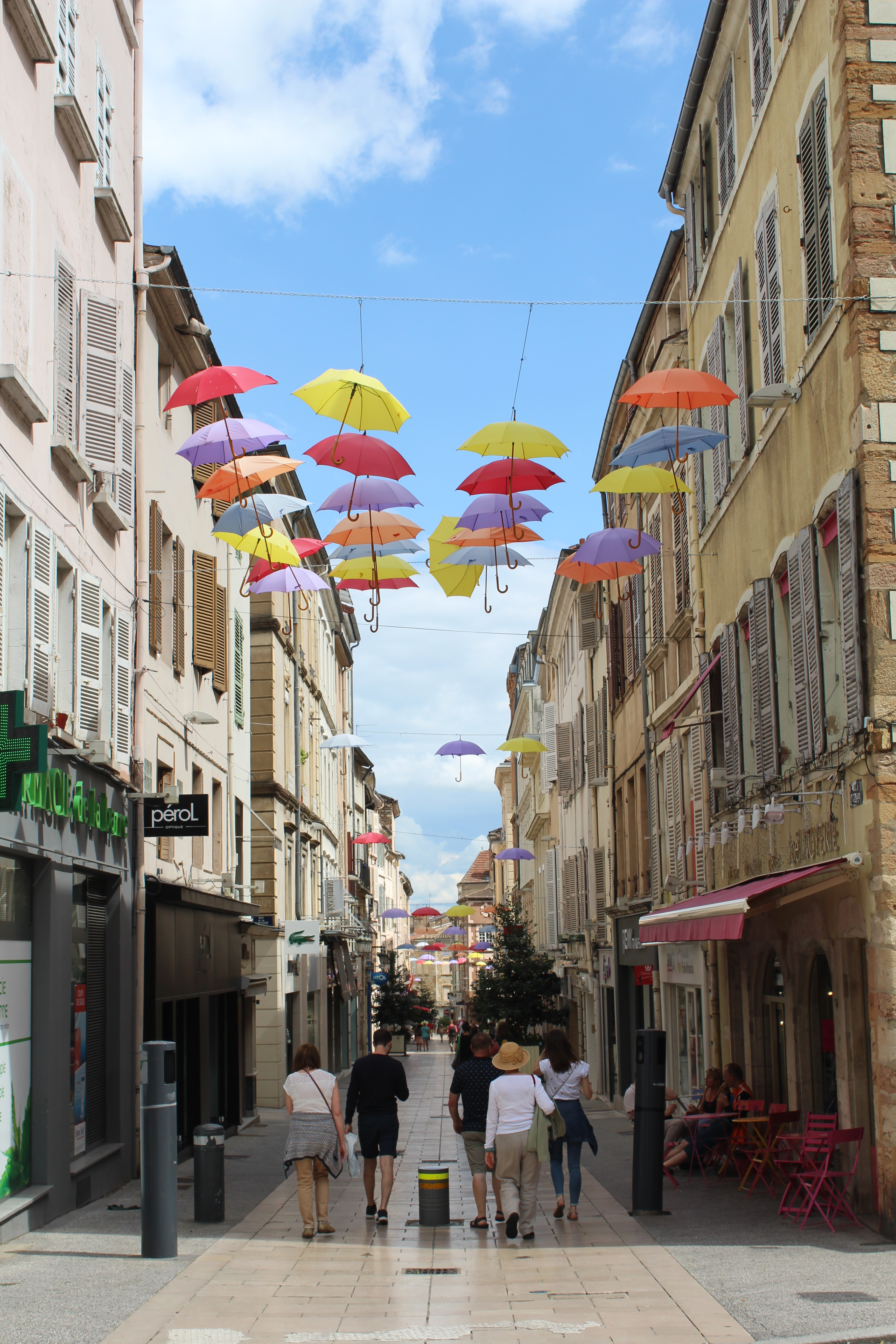
Rue de la Barre.

Le centre-ville de Mâcon s'étend de la place Gardon au nord, jusqu'au rond-point de l'Europe au sud ; et de la place de la Barre à l'ouest, jusqu'aux quais bordant la Saône à l'est de la ville. C'est le centre commerçant de la ville, la plupart des commerces se trouvant près de la mairie (rue Carnot, rue Dufour, rue Sigorgne, rue Philibert-Laguiche, rue Dombet, rue Franche, quai Lamartine, esplanade Lamartine et rue de la Barre). C'est aussi le centre historique, abritant la plupart des monuments historiques (cathédrale Saint-Vincent, église Saint-Pierre…) ainsi que les deux musées de la ville.
Différents quartiers composent le centre-ville. Le quartier Saint-Antoine, est, avec la place aux Herbes, le cœur historique de Mâcon, malgré son relatif éloignement de la mairie. Ce quartier couvre la partie nord du centre-ville ; il est traversé par la rue de Strasbourg et constitué de petites ruelles. On y trouve la préfecture de Saône-et-Loire ainsi que l'ancienne cathédrale Saint-Vincent communément appelée le Vieux Saint-Vincent.

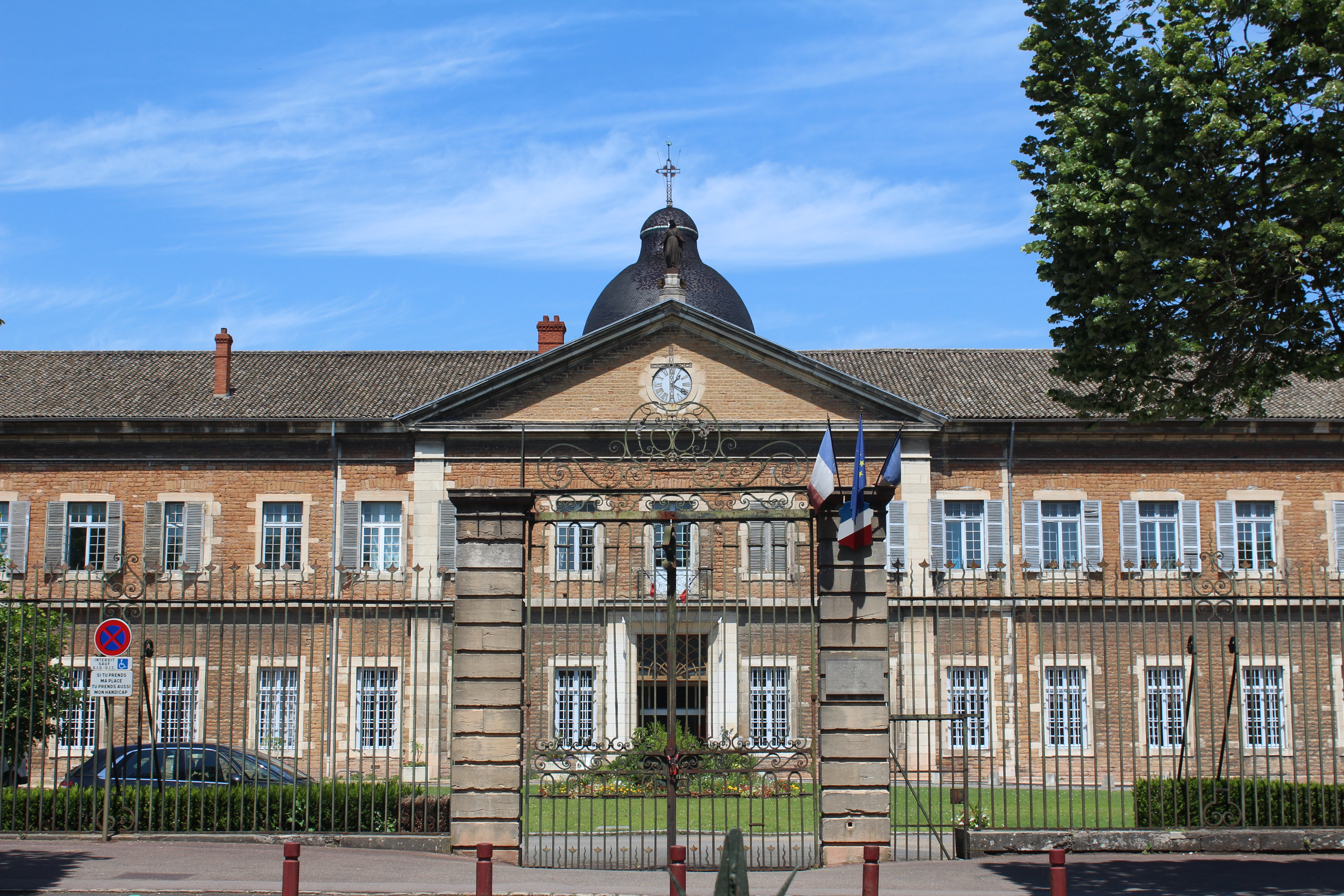
L'Hôtel-Dieu construit au XVIIIe siècle par Melchior Munet et son maître Soufflot.

Plus à l'ouest se trouve le square de la Paix, bordé par l'Hôtel-Dieu, le palais de Justice, l'église Saint-Vincent ainsi que le Vallon des Rigolettes et le quartier de l'Héritan.

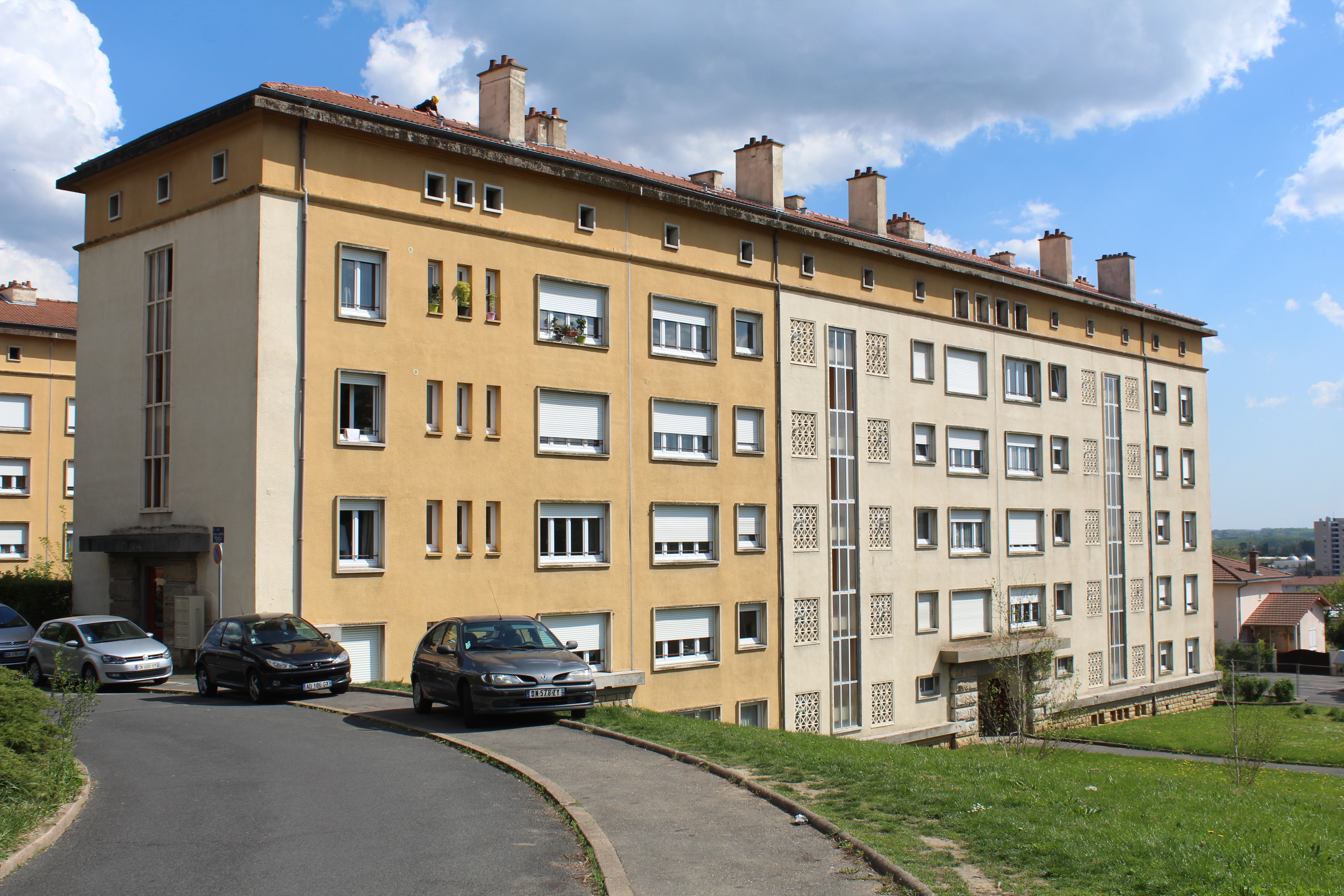
Immeuble au quartier de Bioux.

Bioux, le quartier ouvrier historique de Mâcon, forme le sud-ouest du centre de Mâcon et est isolé des autres quartiers à cause de la voie ferroviaire qui la sépare de l'hypercentre. Construit après la Seconde Guerre mondiale pour répondre aux besoins de logements, le quartier forme un petit village avec des commerces et l'école au centre, des immeubles et des habitations en périphérie.
Sur les bords de Saône, entre la fin des années 1990 et le début des années 2000, l'esplanade Lamartine a subi de profonds travaux de réaménagement et d'embellissement. Au parking tortueux et aux pavés abîmés ont succédé un parc de stationnement souterrain de trois niveaux, une esplanade agrandie et plus claire, des bars, une scène sur l'eau pouvant accueillir toutes sortes de manifestations, concerts et spectacles et installée sur la Saône. La statue de Lamartine, qui trône sur l'esplanade, a été entièrement rénovée. Des petits jardins agrémentent maintenant l'immense espace que représente l'esplanade Lamartine de Mâcon. De part en part on y trouve également en lettres d'argent gravées dans le sol un extrait du fameux poème de Lamartine Le Lac : « Ô temps suspends ton vol… »
Durant les années 2010, les places de la ville ont été réaménagées et rendues plus verdoyantes et une meilleure cohérence a été créée entre l'usage automobile et piétonnier. Certains commerces, qui avaient tendance à se déplacer auparavant en périphérie, retrouvent pour certains le centre-ville. Aménagées dans une partie de ce qui fut un couvent jusqu'à la Révolution, les halles Saint-Pierre en sont un exemple. Le gros projet d'aménagement de l'îlot Laguiche en est un autre exemple : situé entre la rue Philibert Laguiche et la place aux Herbes, ce futur ensemble abritera environ 1 500 m² de locaux commerciaux, une quinzaine de logements qualitatifs (12 neufs et 3 réhabilités allant du T2 au T5), un parking de 14 places en sous-sol réservé aux résidents des logements ainsi qu'un nouvel espace créé entre la rue Philibert-Laguiche et la place aux Herbes qui apportera une touche de verdure et de lumière aux bâtiments. Les travaux de démolition ont débuté en novembre 2018 (désamiantage) et se sont poursuivis en deux étapes de janvier à avril 2019 (curage et démolition) puis à partir de septembre 2019 (début des travaux de construction proprement dits) pour une livraison des commerces (dont un magasin FNAC) en septembre 2020 en vue d'une ouverture pour les fêtes de fin d'année 2020. La livraison des appartements est prévue pour mi-2021.

#### Quartiers nord

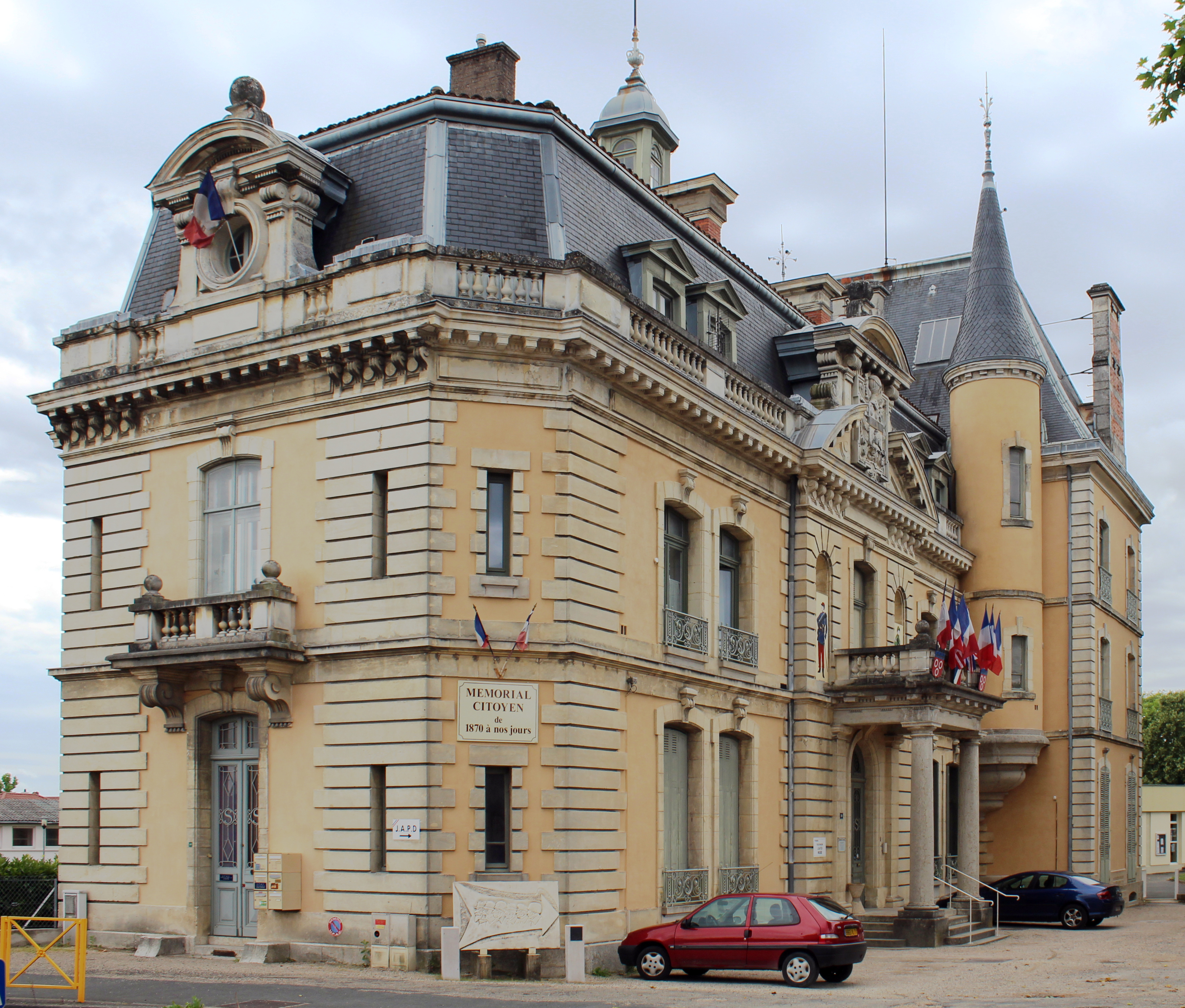
Musée du Souvenir français.

Le nord de Mâcon correspond quasiment à l'ancienne commune de Flacé-lès-Mâcon. Il s'agit aujourd'hui d'un quartier résidentiel de la ville dont le cœur villageois est encore bien visible. Le territoire du nord de Mâcon correspond environ à celui de Flacé qui occupait 508 hectares avant la fusion. On a des traces de l'ancienne commune de l'époque gallo-romaine, et est dénommée Villa Flaciaco. Deux secteurs forment le nord de Mâcon, l'un est composé de résidences et l'autre est dominé par les HLM.
Le secteur nord-ouest correspond au cœur de Flacé avec son bourg qui comporte une mairie annexe, une église et un petit centre-ville. Il est principalement composé de zones résidentielles de type pavillonnaire. On y trouve aussi les lycées mâconnais (René-Cassin, Alphonse-de-Lamartine, Alexandre-Dumaine) ainsi que la plupart des collèges, quelques zones résidentielles se confondant avec celles de Charnay-lès-Mâcon, le centre hospitalier de Mâcon.
Le Nord-Est de Mâcon est, quant à lui, composé de diverses zones résidentielles ainsi que du centre sportif de la ville (parcours P.A.P.A, piscine municipale, C.R.E.P.S, clubs d'aviron, de voile, de kayak et de ski nautique, plusieurs terrains et clubs de football, le Palais des Sports).
Les zones résidentielles sont quant à elles dominées par des HLM avec des quartiers tels que la ZUP de Mâcon ou le boulevard des États-Unis (appartenant administrativement au quartier des Saugeraies). Depuis le 1er janvier 2015, les quartiers des Saugeraies et de Martbé ont été classés « Quartiers prioritaires ».
Un programme de réhabilitation du quartier de Marbé a commencé en 2007 après les premières démolitions. Ensuite, le dimanche 28 juin 2009, trois immeubles du quartier Marbé ont été détruits par implosion. Puis, le 27 juin 2010, de nouveaux bâtiments ont été détruits. Enfin, le 30 juin 2013, la dernière démolition du quartier a eu lieu avec celle de la barre des Perrières. Le programme a été achevé en 2016.

#### Quartiers sud

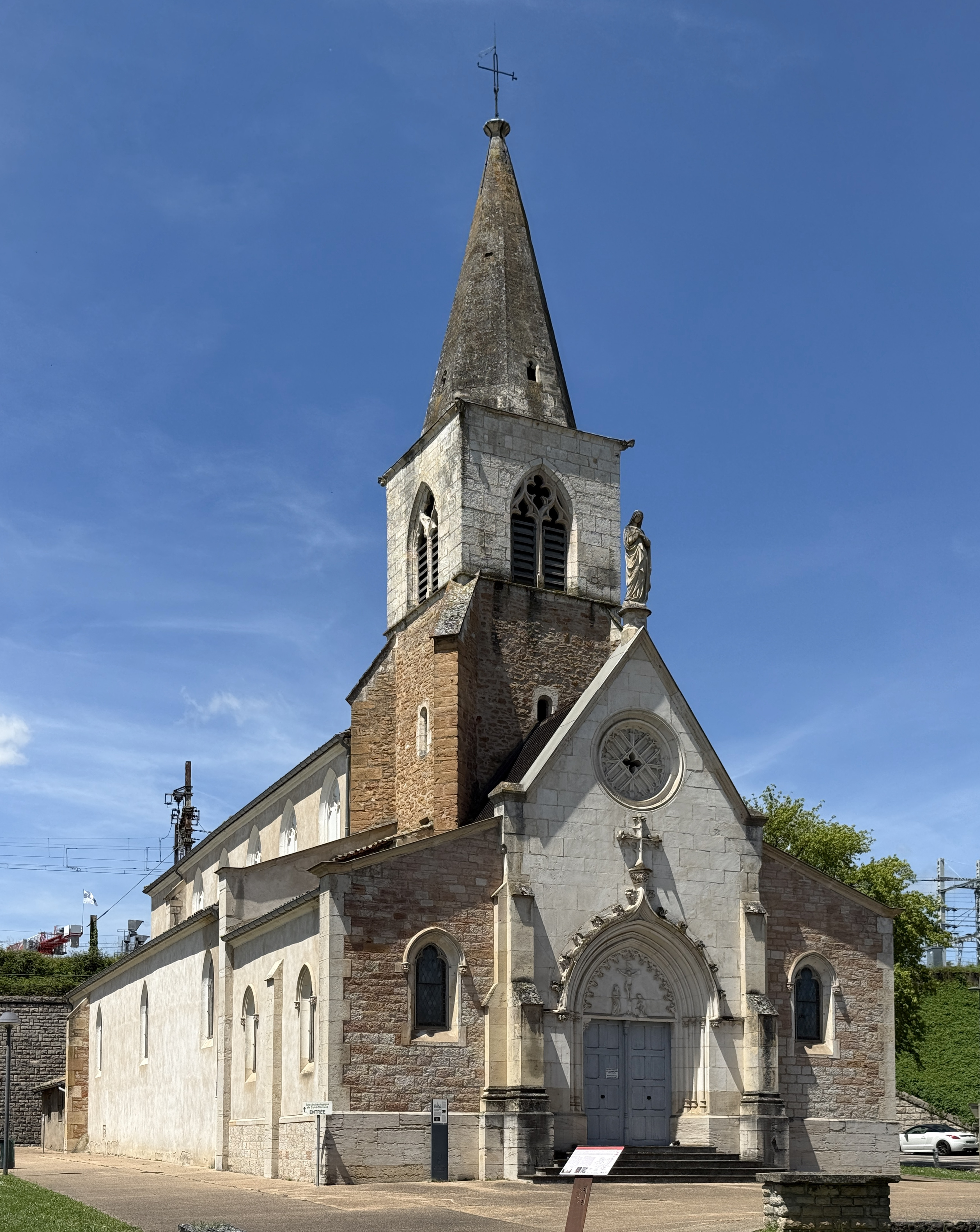
Église Saint-Clément.

Le Sud de Mâcon est composé de trois zones majeures dont une zone industrielle et commerciale.
La première zone, située au sud-est et aussi appelée Percée Sud, est l'ensemble Saint-Clément / Les Blanchettes. Ce secteur est bordé à l'est par la Saône, et au nord par la rue Gambetta qui rejoint la gare au droit de l'esplanade. Saint-Clément, autrefois Saint-Clément-lès-Mâcon, a été rattaché à Mâcon en 1856. Saint-Clément ne représente qu'une petite partie mais constitue la zone commerciale du sud de Mâcon avec le rond-point de l'Europe. C'est à Saint-Clément que se trouve l'église romane du même nom. Les Blanchettes est un grand ensemble datant des années 1950-1960, traversé par l'avenue Édouard-Herriot. C'est un quartier très boisé, avec notamment le parc des Allumettes et ses nombreux jeux pour enfants. Les Blanchettes est classé quartier prioritaire.
La seconde zone est la plus étendue de cette partie de la ville, il s'agit de la zone industrielle sud de Mâcon (la plus importante de l'agglomération) qui est composée du port fluvial de Mâcon (6e de France).
La troisième et dernière zone du sud de Mâcon est La Chanaye / Fontenailles et se situe au sud-ouest de la ville. Fontenailles est une zone résidentielle constituée de maisons individuelles. La Chanaye (prononcer « Chanai ») est une zone de HLM bordée par les Serres Mâconnaises. Ce quartier fait partie, avec le boulevard des États-Unis et la ZUP de Mâcon des quartiers prioritaires.

#### Communes associées

##### Loché
Loché est une commune associée de Mâcon dont la fusion-association date de 1972. Elle est située au sud-ouest du centre de Mâcon, les deux territoires sont séparés par la Petite Grosne. C'est sur le territoire de ce bourg viticole qu'est implantée la gare de Mâcon-Loché-TGV.
Le village est mentionné dès l'époque gallo-romaine, un certain Lopchius installa sa villa sur le territoire actuel de la commune qui prit le nom de Lochiacus.

##### Saint-Jean-le-Priche
Saint-Jean-le-Priche est une commune associée de Mâcon, la fusion-association date de 1972. Son territoire est séparé du reste de Mâcon, la commune de Sancé sépare les deux territoires.
Le village était lié à la commune bressane de Vésines jusqu'à la Révolution française puisque cette dernière était rattachée à l'église de Saint-Jean.
On a des traces d’une paroisse dès le Xe siècle, où elle était attestée sous la forme latinisée Sanctus Joannès Priscius et appartenait aux domaines de l'église de Saint-Vincent de Mâcon.

##### Sennecé-lès-Mâcon

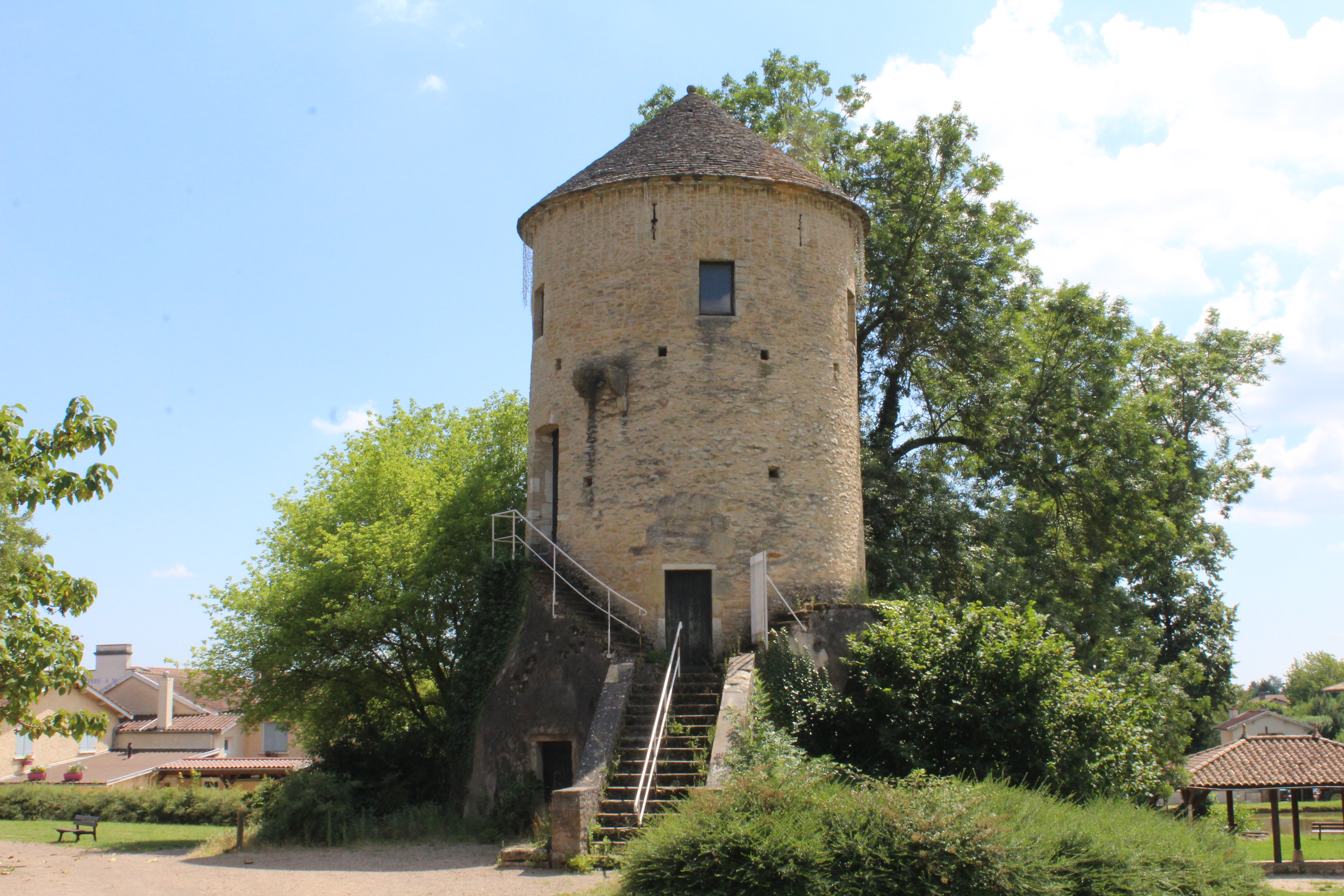
Tour de Sennecé, vestige d'un château médiéval.

Sennecé-lès-Mâcon est une commune associée de Mâcon dont la fusion-association date de 1972. Tout comme Saint-Jean-le-Priche, la commune associée est séparée du reste de Mâcon du fait de la présence de Sancé entre les deux. Sennecé et Saint-Jean forment l'exclave nord de Mâcon.
Les premiers écrits mentionnent le village dès le IXe siècle sous le nom Villa Senisciacus. C'est dans ce village qu'a été implanté le parc d'activité Mâcon Nord localisé à proximité de la gare de péage de Mâcon Nord.

### Voies de communication et transports
- Autoroutes
- RCEA (N79)
- Routes principales (D 906, D 1079)
- Routes secondaires
- Routes tertiaires
- Voies ferroviaires
- Voies fluviales

Voies de communication de Mâcon :

Mâcon est reliée aux grandes agglomérations voisines par différentes voies de communication. La plaine de Saône étant un lieu d'échanges national et même européen privilégié, la ville de Mâcon dispose d'un maillage exceptionnel, elle est desservie par la plupart des axes nord-sud (Paris-Lyon-Marseille) et est au centre des échanges est-ouest (Bordeaux-Nantes-Genève).

#### Routes

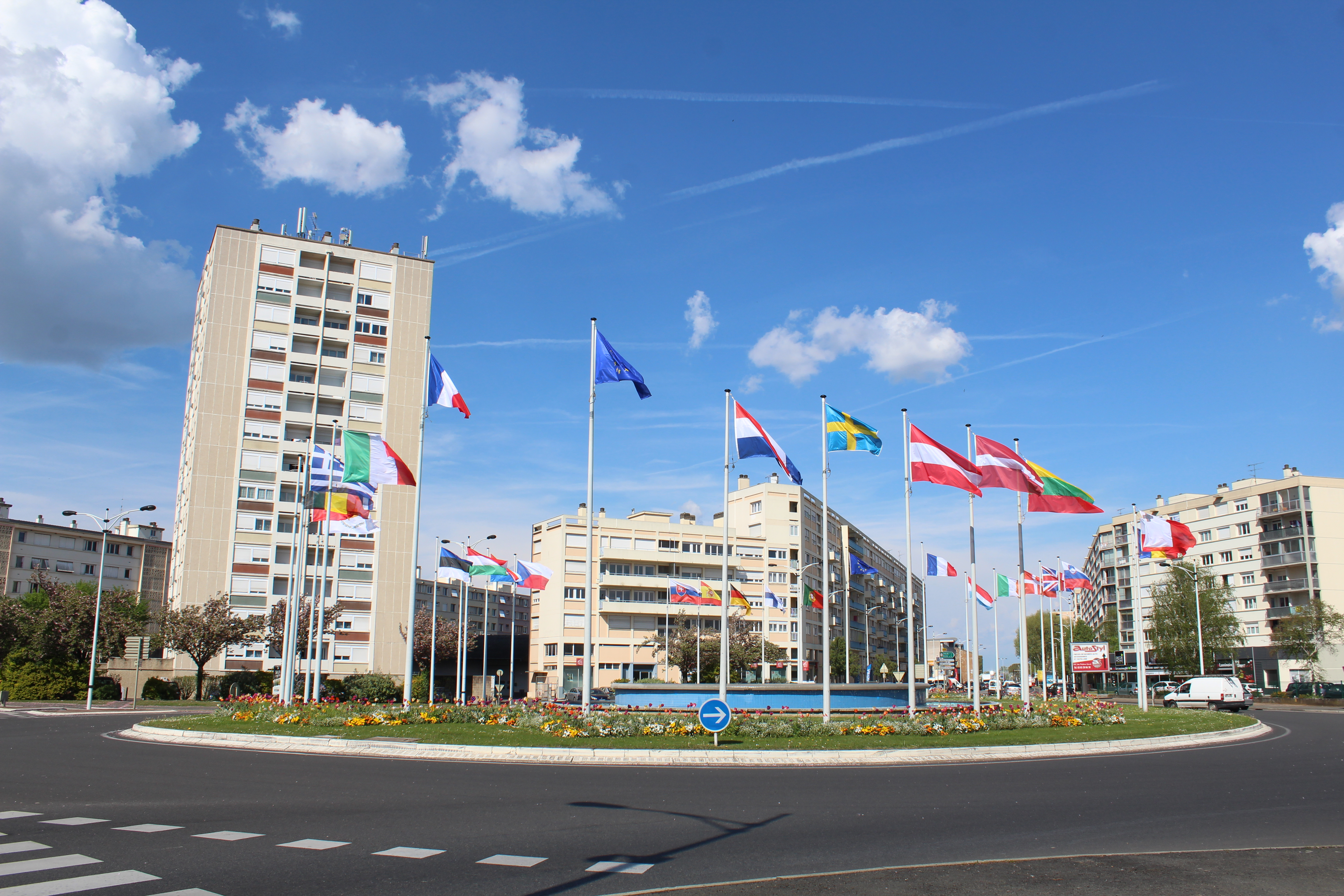
Carrefour de l'Europe, rond-point traversé par la route D 906.

Trois autoroutes encerclent Mâcon dont la plus importante est l'autoroute A6. Reliant les villes de Paris et Lyon, l'axe de communication permet aussi de se diriger vers Chalon-sur-Saône, Beaune et Dijon par le nord mais aussi Belleville et Villefranche-sur-Saône par le sud. Même si la voie s'arrête officiellement à Lyon, elle se prolonge jusqu'à Marseille, prenant le nom d'autoroute A7.
À hauteur de Sennecé, la route est rejointe par l'autoroute A40 qui vient de Genève. Gratuite entre les gares de péage de Mâcon-Centre et de Replonges, la voie est principalement empruntée lors de la saison hivernale du fait qu'elle permet de se diriger vers les stations de ski,.
Dans le but de relier les deux voies précédemment citées, l'autoroute A406 définit le contournement sud de Mâcon. Inaugurée en 2011, elle termine dans la commune, continue vers l'ouest par l'intermédiaire de la route nationale 79 (RCEA) et permet de gagner environ 15 minutes pour ceux qui désirent relier le sud du Mâconnais à la Bresse.
La route nationale 6 déclassée mi-2016 en route départementale porte le nom de D 906. Elle traverse Mâcon du nord au sud en emprunte les quais de Saône, c'est le long de cet axe que les principales zones économiques et commerciales se sont installées au fil des années.
À proximité des quais, un pont faisant la renommée de la ville, le pont Saint-Laurent, permet aux véhicules de traverser la Saône pour se diriger dans l'Ain et sa capitale Bourg-en-Bresse. Pour cela, il suffit de circuler sur la route D 1079. Cet axe de communication faisait partie de la route nationale 79 avant son déclassement en route départementale en 2006. Le pont François-Mitterrand est le deuxième ouvrage d'art reliant Mâcon à la rive gauche de la Saône. Il permet de contourner le centre de Saint-Laurent-sur-Saône et de réduire la circulation sur le pont Saint-Laurent.
Enfin, la route Centre-Europe Atlantique, plus connue sous le sigle RCEA, permet une circulation directe d'Annemasse à Nantes ou Bordeaux, elle transite à Mâcon par l'intermédiaire de la route nationale 79. En 2019, des travaux sont entrepris sur la section Prissé - Mâcon pour la mise en 2 x 2 voies de la route afin de permettre une continuité entre la voie et l'autoroute A406.

#### Voies cyclables
Les cyclistes bénéficient d'un réseau étoffé dans la ville puisqu'il existe 30 kilomètres d'itinéraires cyclables en plus des 3,6 kilomètres de voies dans les zones de rencontre. Parmi ces voies cyclables, Mâcon est au carrefour de la voie bleue qui la relie à la ville de Tournus et de la voie verte de Bourgogne du sud qui la relie à Chalon-sur-Saône,. Afin de relier ces deux voies, une liaison a été réalisée et passe par les quais de Saône depuis 2014,.

#### Chemin de fer

##### Voies ferroviaires

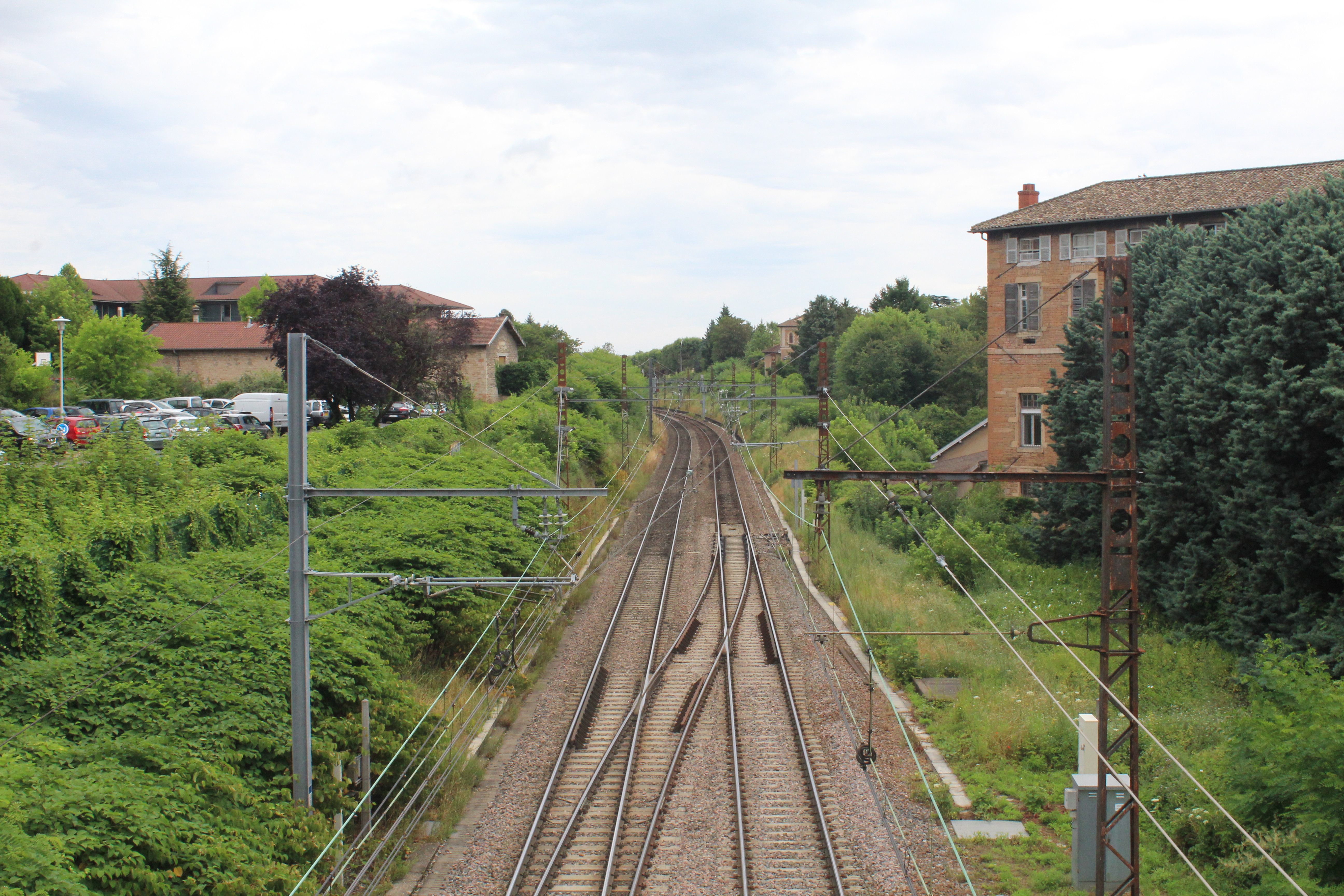
Ligne PLM en direction de Dijon.

Trois différentes lignes se rencontrent à Mâcon à différents endroits. Mise en service sur sa section entre Chalon et Lyon le 19 juillet 1854, la ligne PLM relie la capitale à Lyon et Marseille. La construction à Mâcon s'est effectuée entre 1848 et 1852 et a séparé la ville en deux, séparant notamment le centre-ville des quartiers des Neuf-Clés et de Bioux. À la suite de la construction d'une autre ligne durant les années 1980 reliant ces grandes lignes, cette voie est principalement utilisée par les TER Bourgogne et Rhône-Alpes qui assurent respectivement les liaisons vers Dijon et Lyon.
La ligne édifiée durant les années 1980 est la LGV Sud-Est qui traverse seulement Loché et sa gare ferroviaire, elle rejoint les mêmes villes que la ligne PLM mais traverse le bocage bressan avant de rejoindre Lyon. Elle permet une liaison directe vers Paris en environ 1 h 35, contre 3 h 30 auparavant avec l'ancienne ligne.
La ligne de Mâcon à Ambérieu est une autre voie qui traverse la Saône, elle a été mise en service le 11 juin 1857, peu après la fin de mise en service de la ligne PLM. Elle assure des communes bressanes de l'Ain dont Bourg-en-Bresse et Ambérieu-en-Bugey grâce au réseau TER Auvergne-Rhône-Alpes.
Jusqu'au 1er novembre 1968, il existait une ligne entre la ville et Moulins. Ouverte à l'exploitation le 15 août 1870 entre Paray et Mâcon, la voie sera par la suite prolongée jusqu'à la préfecture de l'Allier. Aujourd'hui, sa section entre Cluny et Mâcon est une voie verte.

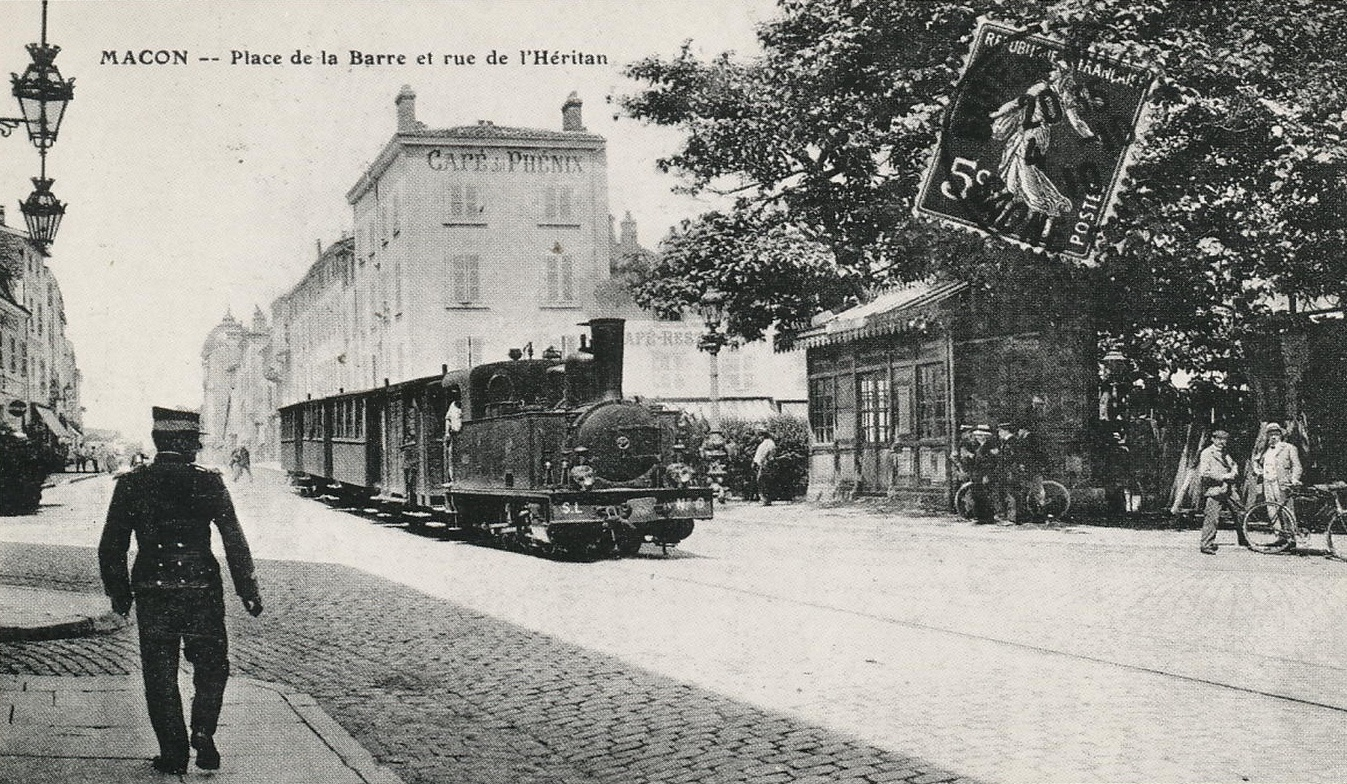
L'arrêt Place de la Barre, au commencement de la ligne de Mâcon à Fleurville via Lugny, avec un train à l'approche.

Au début du XXe siècle, il existait une ligne longue de 35 km, la ligne de Mâcon à Fleurville via Lugny, gérée par la compagnie des chemins de fer d'intérêt local de Saône-et-Loire reliant la gare PLM et celle de Fleurville-Pont-de-Vaux. Inaugurée le 11 novembre 1900 mais fermée en 1935 et déclassée en 1939, la voie ferroviaire passait par les villages viticoles du Mâconnais et du Haut-Mâconnais, dont Igé, Azé et Lugny, chef-lieu de canton,. Il existait cinq arrêts sur le territoire communal actuel, tous les trains partaient de la gare historique, puis s'arrêtaient sur la Place de la Barre et à Chailly-Guéret. Ensuite, deux arrêts se situaient à Flacé dont un facultatif. En 1923, l'arrêt de la Place de la Barre n'existe plus à la suite des travaux d'embellissement effectués dès 1921 qui a vu la statue des Porteurs de Bennes remplacer l'ancien bâtiment indiquant la halte.
De l'autre côté de la Saône, à Saint-Laurent, un réseau ferroviaire analogue à celui de la Saône-et-Loire existait et concernait le département de l'Ain. Il s'agissait des Tramways de l'Ain et un projet abandonné en 1902 avait pour but de relier les deux réseaux à Mâcon en passant par le pont Saint-Laurent.

##### Gares ferroviaires

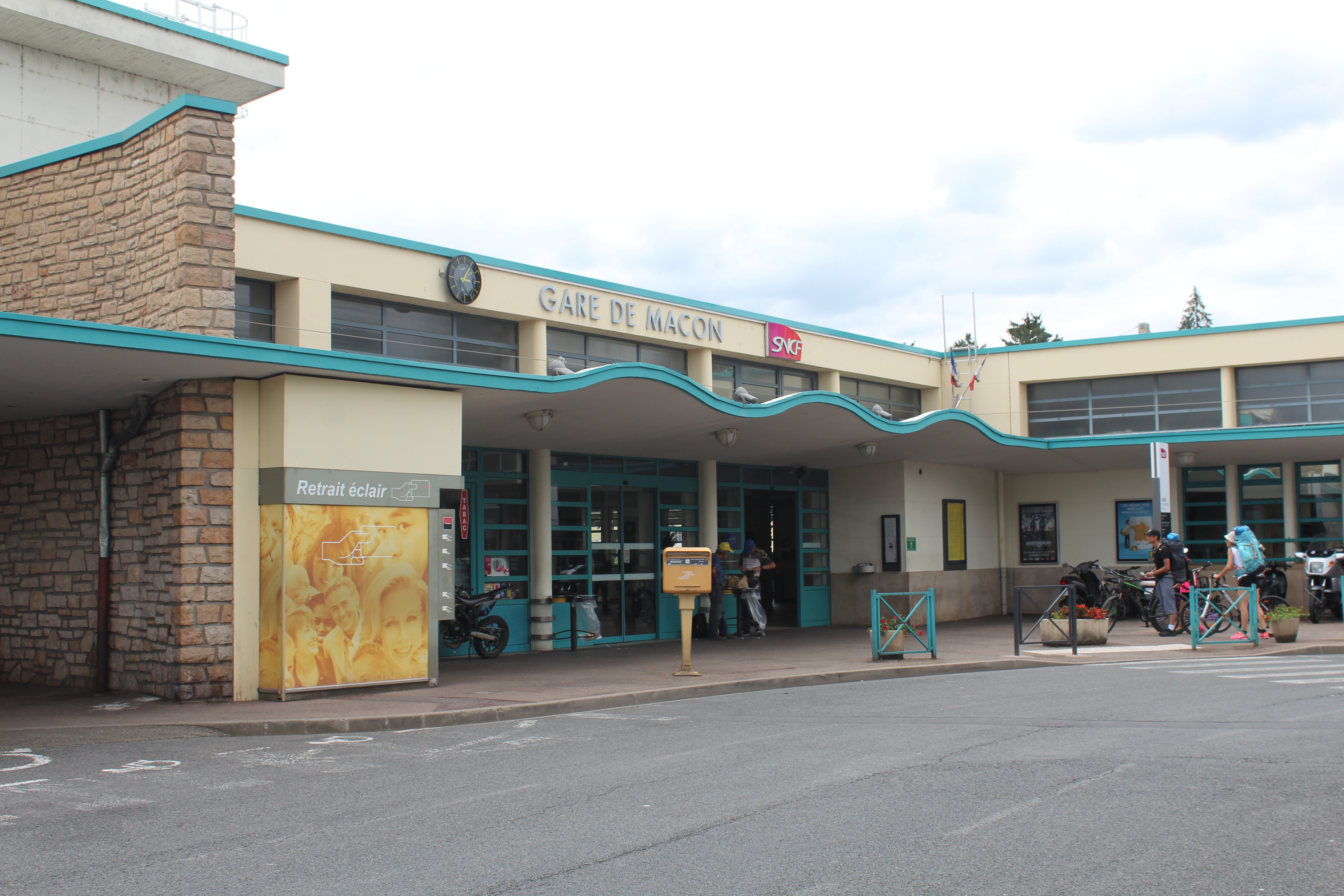
Gare de Mâcon-Ville.

Deux gares se répartissent les voyageurs à Mâcon. Celle de Mâcon-Ville, l'infrastructure historique, a été inaugurée en 1854 et fait partie des axes Dijon-Lyon et Dijon-Marseille). Située au centre-ville, elle est desservie par la ligne PLM et celle de Mâcon à Ambérieu. Durant la Seconde Guerre mondiale, le bâtiment principal est détruit puis un autre a été reconstruit par la suite, ce qui explique l'architecture moderne de la gare en comparaison des gares de centre-ville qu'on peut trouver notamment à Bourg-en-Bresse ou Chalon-sur-Saône.
Dans la commune associée de Loché, la gare de Mâcon-Loché-TGV permet aux Mâconnais de rejoindre la LGV Sud-Est. À l'origine, cette infrastructure ne devait pas exister du fait que la SNCF voulait assurer une liaison directe entre Lyon et Paris mais les collectivités locales se sont mobilisées pour l'installation de la gare afin de développer l'économie locale. C'est alors le 27 septembre 1981 que la gare ainsi que celle du Creusot-TGV furent inaugurées.

#### Transport fluvial

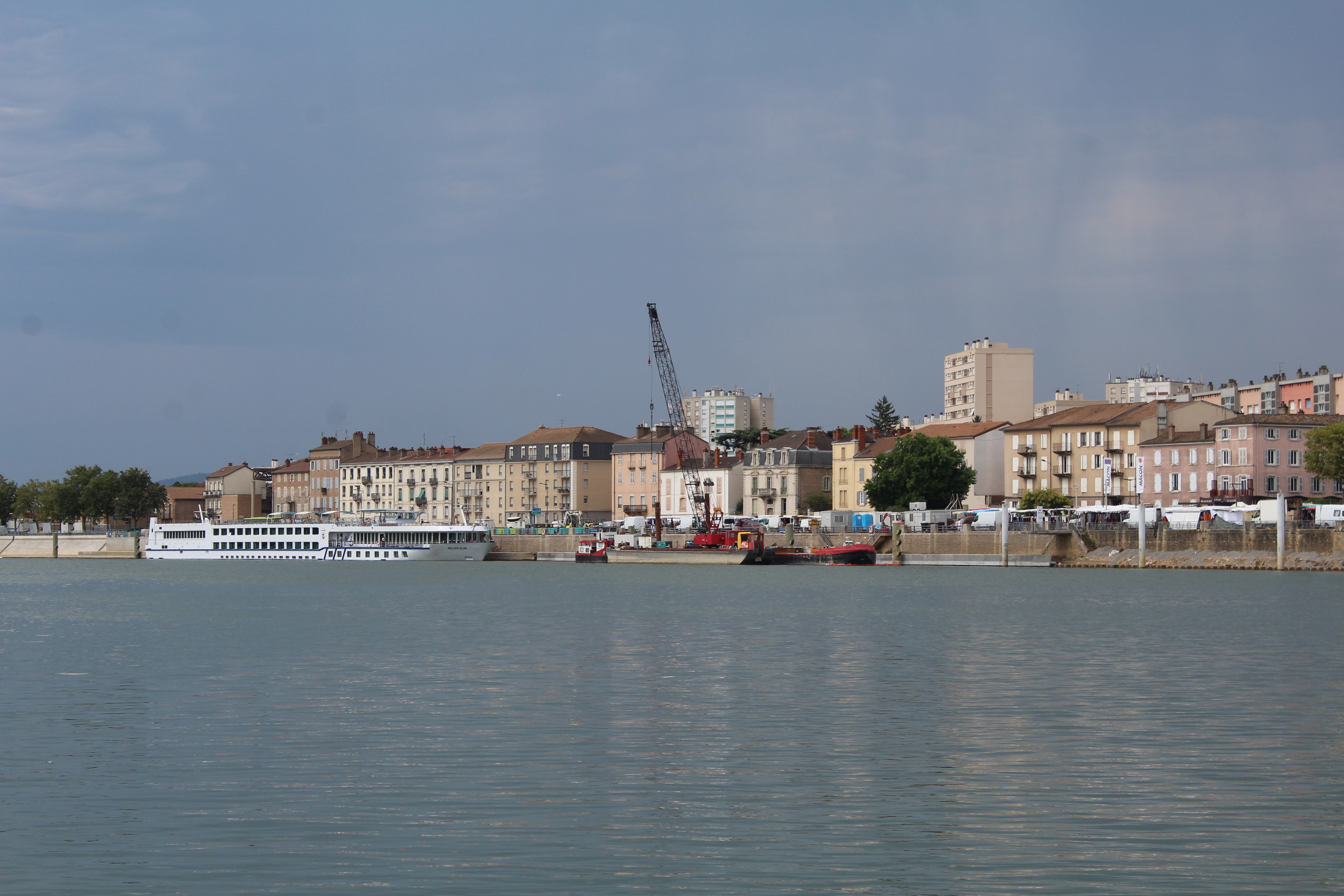
Bateau faisant escale au quai des Marans.

La Saône qui permet via le Rhône un accès à la mer Méditerranée est un axe fluvial important pour Mâcon puisqu'elle possède au nord un port de plaisance avec 420 anneaux. De plus, le quai des Marans, 1er port de Mâcon, accueille aujourd'hui près de 70 000 touristes qui font escale le long des quais de Saône par l'intermédiaire de bateaux-hôtels.
Ce quai servait de port jusqu'au début du XXe siècle, époque à laquelle une gare d'eau est construite à l'extrémité sud du quai, le long de l'actuelle rue du Port. Cependant, durant les années 1960-1970, la zone portuaire grande de 28 hectares, concentre principalement son activité autour de l'agroalimentaire, des produits manufacturés, des conteneurs et du vrac.

#### Transports urbains
Mâcon est desservie par le réseau de transports urbains Tréma, dont l'autorité organisatrice est le SITUM (Syndicat intercommunal des transports urbains du Mâconnais - Val de Saône). Le SITUM est constitué actuellement[Quand ?] de trois membres : la CAMVAL (26 communes) et les communes de Chaintré et Crêches-sur-Saône. Le PTU du SITUM s'étend donc sur 28 communes au total.
Le 30 juin 2009 au soir, Mâcon Bus a cessé d'exploiter le réseau. En effet, le contrat de délégation de service public entre le SITUM et la société Mâcon Bus (filiale de Transdev), exploitant le réseau depuis 1987, n'a pas été renouvelé lors du dernier appel d'offres et depuis le 1er juillet 2009, c'est la société CarPostal Mâcon (filiale de CarPostal France) qui assure les transports urbains sur le réseau, renommé Tréma. Le 1er juillet 2017, Transdev reprend la gestion et l'exploitation du réseau.

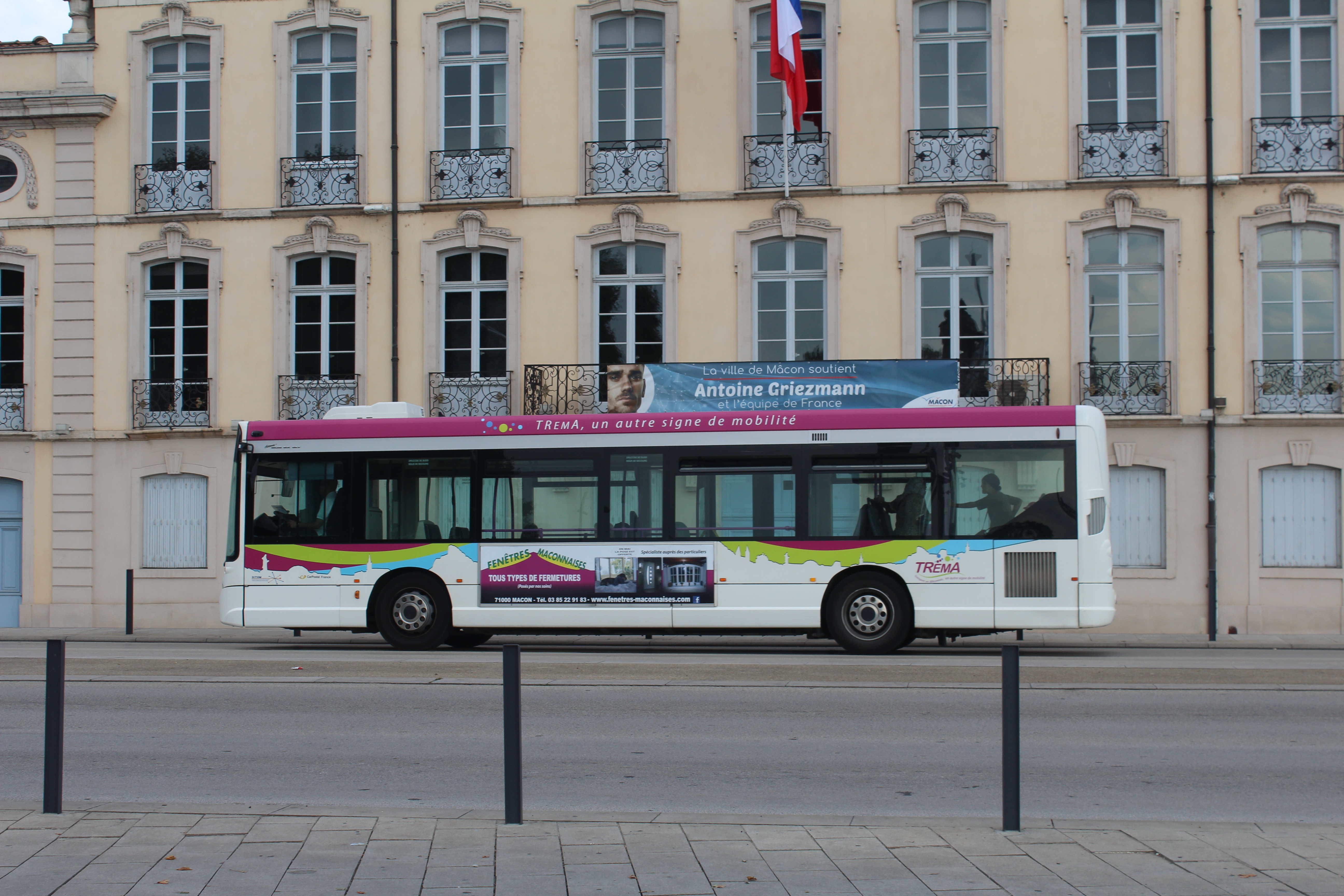
Bus du réseau Tréma.

Le réseau Tréma, restructuré le 31 août 2009, propose l'offre suivante :
- des lignes régulières urbaines (A à G) desservant Mâcon, Crêches-sur-Saône, Sancé, Saint-Laurent-sur-Saône, le centre de Charnay-lès-Mâcon et la gare de Mâcon-Loché-TGV ;
- un service de transport à la demande TrémA'Fil pour desservir les autres communes du périmètre du SITUM, densifier l'offre sur les lignes régulières les moins fréquentées (F et G) et offrir une desserte d'arrêt urbain à arrêt urbain le matin avant le début des services sur les lignes régulières et le soir après la fin des services.
- Des lignes scolaires baptisées TrémA'Scol.

#### Transports interurbains régionaux

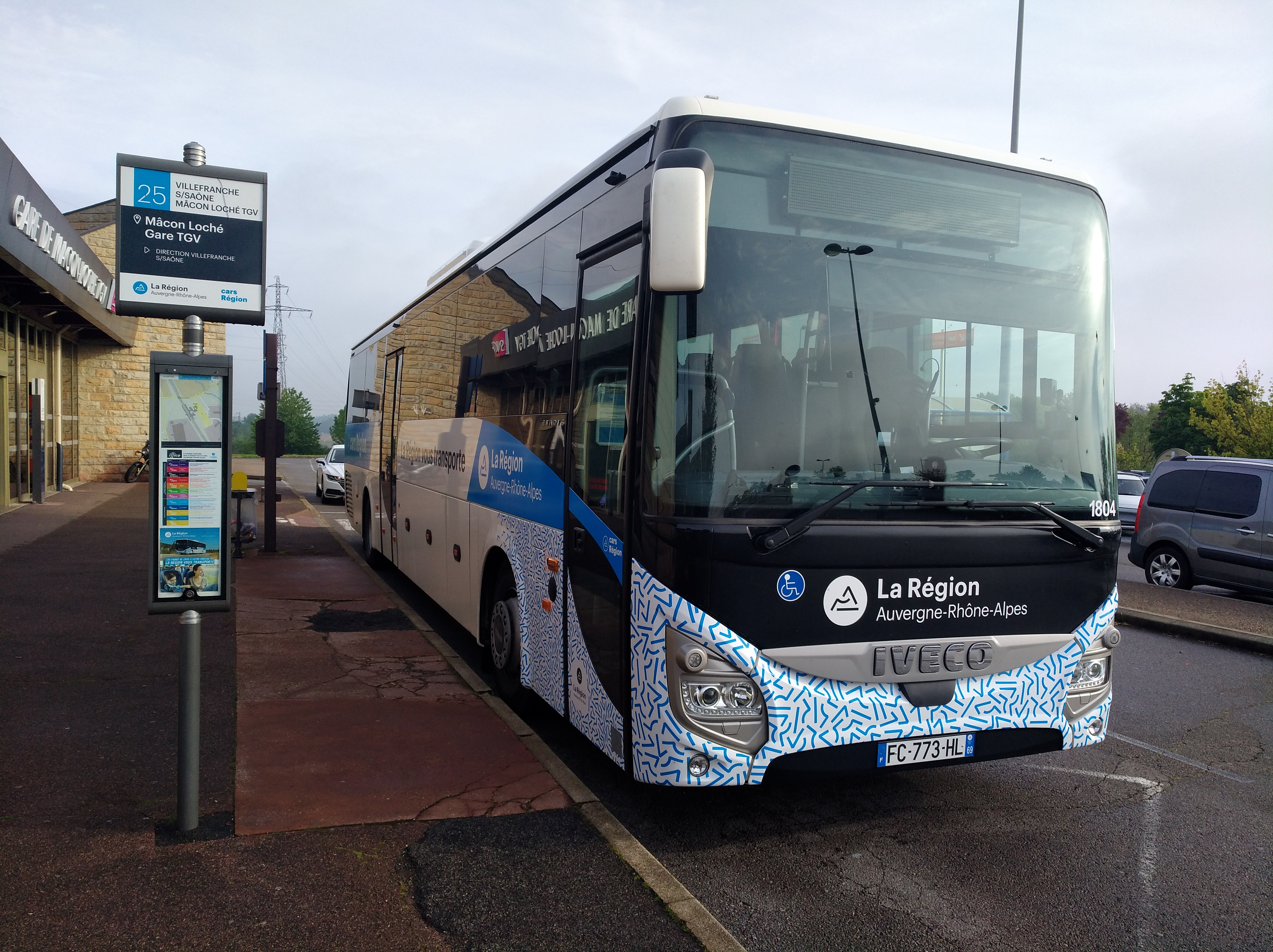
Un car Auvergne-Rhône-Alpes en gare de Mâcon-Loché-TGV.

Mâcon était desservie par le réseau Buscéphale du conseil général de Saône-et-Loire jusqu'en 2018, année durant laquelle la gestion du réseau passe aux mains de la région Bourgogne-Franche-Comté qui devient Mobigo. Deux lignes débutent dans la cité et vont en direction de Chalon-sur-Saône. La ligne LR 701 (ancienne ligne 7) passe par Cluny et dessert les deux gares de la commune et la ligne LR 714 (ancienne ligne 14) passe par Tournus après avoir desservi les arrêts Gare SNCF, Place de la Barre et Théâtre.
Sa position frontalière avec la région Auvergne-Rhône-Alpes lui permet d'être desservie par des lignes de cars extérieures à sa région. Deux lignes du réseau des cars Région Express ont chacune pour terminus une gare de la commune. La ligne 25 relie la gare de Mâcon-Loché-TGV à celle de Villefranche-sur-Saône. La gare du centre ville est reliée à Bourg-en-Bresse par l'intermédiaire de la ligne 30 du réseau. Une autre ligne de bus gérée par la même région relie les deux mêmes villes : la ligne 118 du réseau interurbain de l'Ain. Ce même réseau possède deux autres lignes qui ont la gare de Mâcon-Ville pour terminus : la ligne 114 la relie à Belleville-en-Beaujolais (située dans le département du Rhône) via Pont-de-Veyle et Thoissey tandis que la ligne 150 la relie à Pont-de-Vaux via les communes du Pays de Bâgé.

## Toponymie

### Attestations anciennes

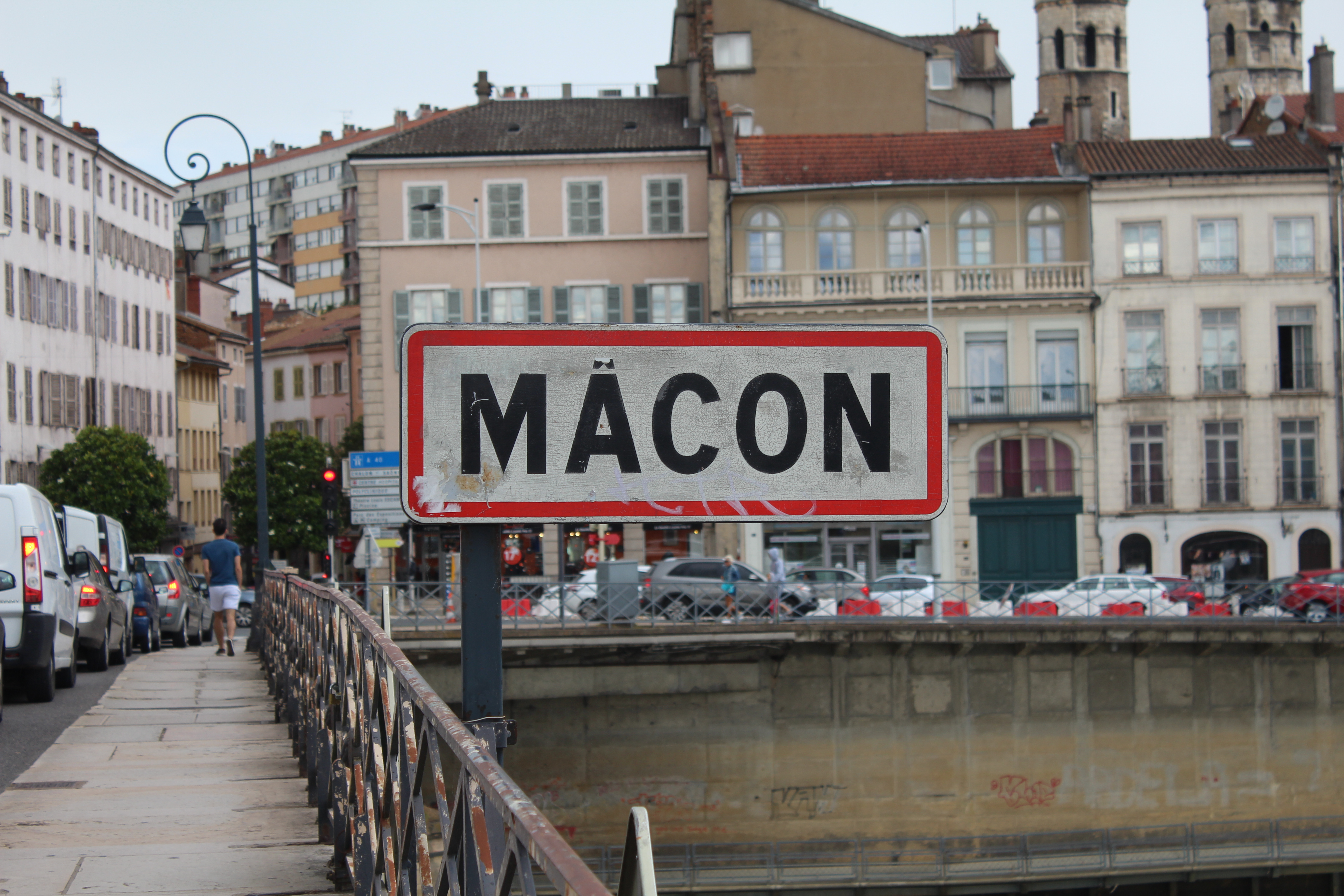
Panneau d'entrée dans Mâcon depuis le pont Saint-Laurent.

Le nom de la cité est mentionné sous les formes Matisco / Matiscone au milieu du Ier siècle av. J.-C. (Jules César, Guerre des Gaules) ; Matescense, Matacense, Matiscone ou Matiscensim au VIe siècle ( Grégoire de Tours) ; Madasconis en 842 (Nithard) ; Masconis en 887 ; Matisconum au Xe siècle ; Matisconis et Masconus au milieu du XIe siècle ; Mascon en 1478 ; Mâcon au milieu du XVIIIe siècle.

### Étymologie
Matisco semble basé sur une racine ligure *Mat- (non attestée) de sens assez vague qui désignerait une montagne, une forêt, d'où éventuellement une colline boisée, et augmentée du suffixe -isco (que l'on retrouve dans Latisco / Vix). Jules César décrit ainsi l'oppidum éduen installé près de la Saône comme étant une colline boisée au bord de l'eau. Ernest Nègre propose pour expliquer le radical Mat-, le gaulois matu- « ours » (cf. irlandais math « ours ») qui présente l'avantage d'être mieux documenté qu'un hypothétique *Mat à valeur topographique d'une langue mal identifiée comme le ligure. Matu- est par ailleurs attesté dans des toponymes, par exemple Matauonium (Itinéraire d'Antonin), aujourd'hui Cabasse (Var) ou Matouium / Matovion, ancien lieu de Grande-Bretagne. Albert Dauzat a cru reconnaître le suffixe ligure -asco, traduit en latin par -isco augmenté d'un second suffixe : -on(em), d'où Matascon- > Mascon > Mâcon.
Remarque : les toponymes ligures terminés par -asque (voire -ache) ne se rencontrent en principe qu'à l'est du Rhône et dans les Alpes, par exemple : Venasque ou Névache, d'ailleurs -asque (occitan -asco / -asca) est encore vivant comme suffixe puisqu'il sert à former des gentilés : Monégasque, Mentonasque, etc. Les formes corses et italiennes équivalentes sont en -asca.

## Histoire

### Préhistoire
L'agglomération mâconnaise tire son origine de l'établissement d'un oppidum et d'un port fluvial par le peuple celte des Éduens. Elle est citée par Jules César au Ier siècle av. J.-C.,.

### Antiquité

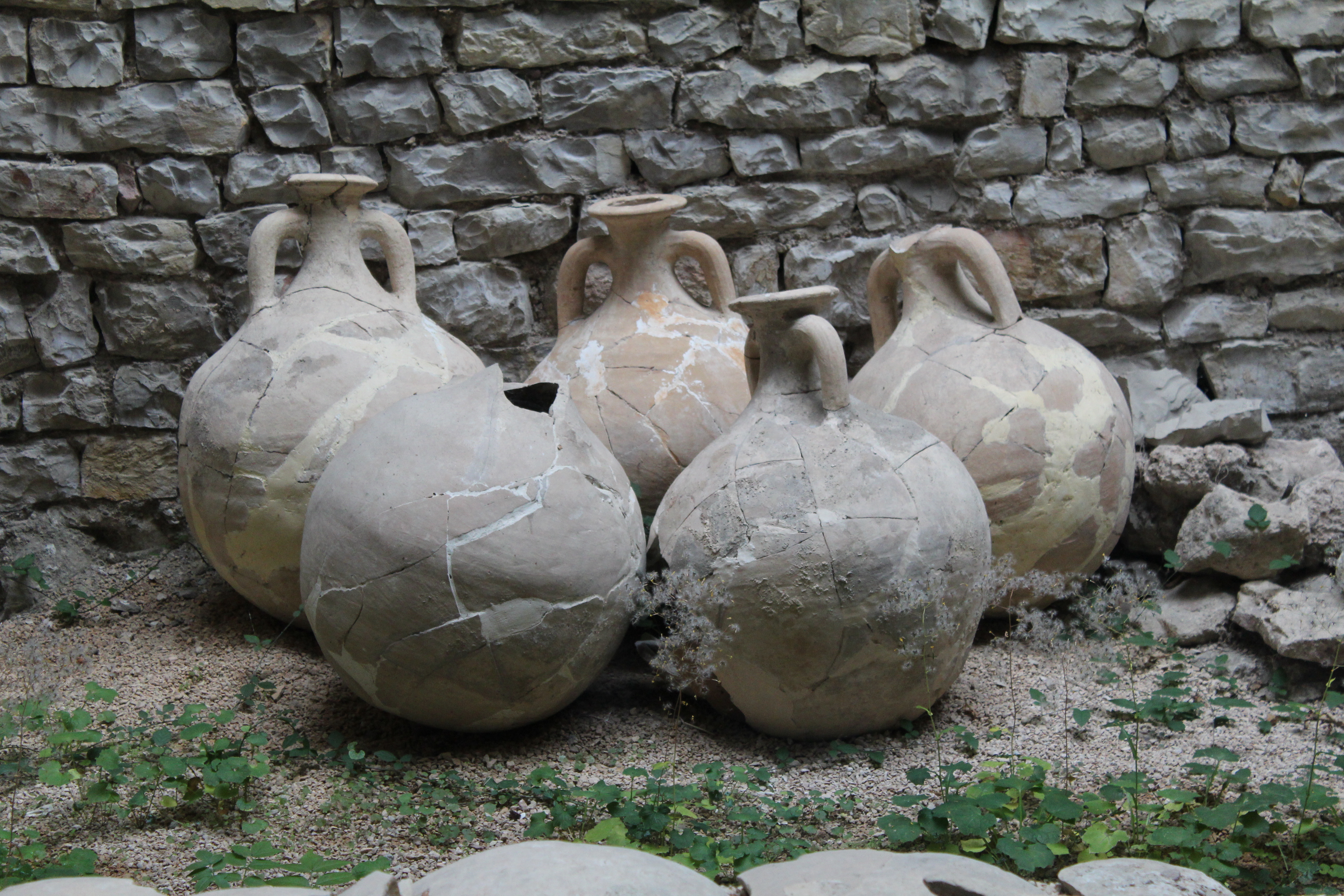
Reconstitution d'amphores trouvées à Mâcon datant environ de l'an 120 après J.-C. Le mur contre lequel elles sont adossées est un vestige des anciens remparts romains.

Connue alors sous le nom de Matisco, la ville se développe rapidement au cours des deux premiers siècles de notre ère.
Les recherches archéologiques n'ont pas permis de dresser un plan précis de la ville durant cette période antique. Toutefois, des indices ont permis d'en déduire la présence d'une route principale, appelée voie d'Agrippa qui venait du sud depuis Lyon et remontait vers la Germanie et l'océan Atlantique. Des voies secondaires partaient vers l'ouest et l'est tandis que se trouvait la nécropole au sud du territoire.
Au cours du IVe siècle, la ville se fortifie.

### Moyen Âge

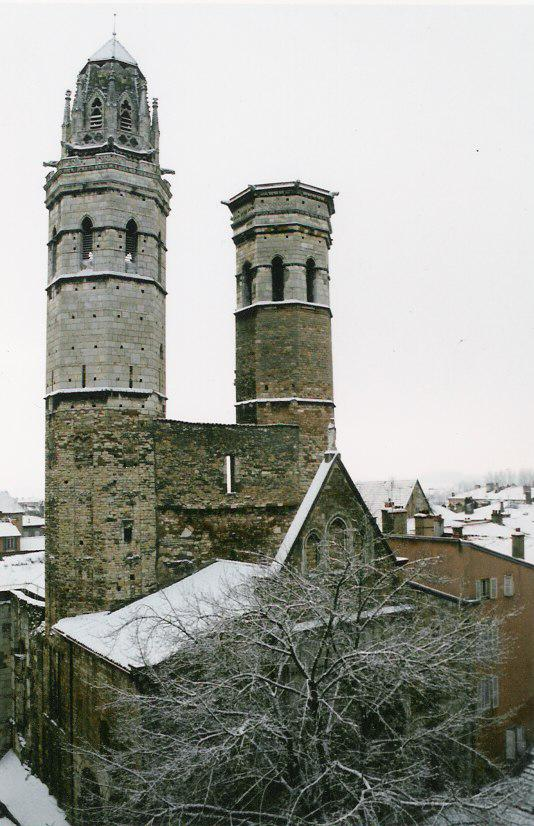
Le Vieux Saint-Vincent en hiver, cathédrale construite au Moyen Âge.

Au Moyen Âge, Mâcon est le chef-lieu d'un comté rattaché au duché de Bourgogne, sis à l'extrémité du pont sur la Saône menant aux domaines de Bresse du duché de Savoie. La ville, siège du bailliage de Mâcon, commandait l'accès à l'actuel Val Lamartinien, où l'extrémité sud de la Côte de Bourgogne rejoint les premiers contreforts des monts du Beaujolais, ouvrant la voie aux riches plaines de la Loire.
En 1239, Alix de Mâcon veuve du comte Jean de Dreux et dernière comtesse de Mâcon cède en plus du comté de Vienne celui de Mâcon qui entre alors dans le domaine royal par voie d'achat,.
Le siècle suivant, plus précisément en 1317, le bailli royal accorde trente libertés aux habitants de la ville. Cet acte marque la naissance d'une vraie administration locale et aussi une concrète entité mâconnaise. Trente ans plus tard en 1347, la défaite de la France dans la bataille de Crécy permet à Mâcon de gagner en autonomie en échange de son soutien au roi Philippe VI.
En 1471, Louis XI est en guerre contre le duc de Bourgogne Charles le Téméraire. Le roi de France tente de s'emparer de la ville, mais cette dernière résiste et les troupes françaises lèvent le siège. Toutefois, en 1477, à la suite de la mort de Charles le Téméraire, Louis XI confirme par lettres patentes les privilèges de la ville et du comte de Mâcon.

### Temps modernes
Mâcon est l'une des premières villes du royaume de France à disposer d'une imprimerie. En 1493, Michel Wenssler, qui vient de Bâle où il a imprimé des livres de 1474 à 1491, signe l'impression de deux ouvrages religieux : le Diurnale matisconense (in-octavo) et le Missale cluniacense (grand in-folio).
En 1500, Mâcon est une petite ville de 4 000 habitants environ, ville commerçante en raison de sa situation sur les bords de la Saône, ville riche de nombreuses églises et de monastères, ville fortifiée faisant frontière entre la France et la Savoie. Les ordonnances de l'évêque de Lyon François de Rohan en 1529, de l'évêque de Mâcon Louis de Chantereau en 1530, du roi Henri II lui-même en 1551 dans une lettre adressée à l'évêque de Mâcon sur l'inconduite des religieux dans cette ville, sont des signes révélateurs de l'état moral et spirituel d'un certain nombre d'ecclésiastiques à cette époque. C'est en 1533 que les doctrines de Calvin sont répandues à Mâcon par un ecclésiastique, Alexandre Canu, qui avait fait un séjour à Neuchâtel et à Genève où il avait pris contact avec Farel ami et disciple de Calvin. Ces doctrines furent favorablement accueillies à Mâcon, surtout au début, dans les milieux bourgeois et commerçants, ainsi que par certains membres du clergé. L'un des plus anciens historiens de Bourgogne, le R. P. Fodéré a écrit ceci : « L'hérésie de Calvin ayant déjà pullulé sourdement par dedans presque toutes les villes du Royaume, depuis 1554, elle se glissa dans l'entendement des plus relevés de Mâcon, lesquels néanmoins à ce commencement se tenaient secrets ; or, pour se bien instruire aux dogmes de cette nouvelle hérésie, ils envoyaient souvent des plus capables d'entre eux à Genève. » Nous connaissons effectivement le nom d'un de ces Mâconnais, Antoine Bouvet, qui alla à l'Académie de Genève et revint quelques années plus tard à Mâcon pour exercer les fonctions de pasteur de la nouvelle Église. Les événements à Mâcon sont complexes pendant toute cette période, le culte réformé sera plusieurs fois supprimé puis restitué.
Charles IX, venant de Chalon, s'arrête le 3 juin 1564 dans la ville lors de son tour de France royal (1564-1566), accompagné de la Cour et des Grands du royaume : son frère le duc d'Anjou, Henri de Navarre, les cardinaux de Bourbon et de Lorraine. La ville est stratégique : c'est une porte d'entrée du royaume potentielle pour les Suisses ou les mercenaires allemands dans le contexte des guerres de religion. Il y est accueilli par la reine Jeanne de Navarre, dite la « reine des Protestants », et mille-cinq-cents huguenots (vingt-neuf ans plus tôt, le 7 janvier 1535, le roi François Ier était entré dans la ville). À partir du 28 septembre 1567, la ville sera occupée pour la seconde fois par les troupes huguenotes, Jean de Lugny, seigneur de Loize, suivi d'une petite armée de 4 à 500 hommes, s'étant présenté aux portes de Mâcon et ayant réussi à se les faire ouvrir pour envahir la cité, sans que les catholiques ne fassent aucune résistance ; la ville ne sera libérée que deux mois plus tard par les troupes du duc de Nevers, Jean de Lugny s'étant replié sur Lyon.
À cette époque, Mâcon, ville fortifiée, se trouvait corsetée dans ses remparts du Moyen Âge, pourvus de quinze tours, la muraille étant percée de quatre portes fortifiées et de deux poternes (du côté de la Saône, sept porches donnaient accès à la grève).
De la seconde moitié du XVIe siècle date la plus ancienne représentation intégrale de la ville : Le Pourtraict de la ville de Mascon de Raymond Rancurel, publié en 1575 dans la sixième édition de la Cosmographie universelle de tout le Monde de Belleforest,. 179 ans plus tard, Mâcon se dotera de son premier plan topographique : le plan dit « de Du Bois », dressé par le sieur Du Bois, sous-ingénieur des Ponts et chaussées, à la demande de l'intendant de Bourgogne Jean-François Joly de Fleury.
Du 14 au 21 septembre 1602, il y eut des pluies continuelles dans la région : « La Saône déborda en septembre 1602 avec une si grande inondation, que de mémoire d'homme on n'en avait jamais vu de pareille. Le faubourg Saint-Jean de Maiseau en fut plus inondé que les autres et on y allait partout en bateau, même au-delà des Tours des Carmes quoiqu'elles soient assez avancées dans la ville. L'eau dégorgea en cet endroit-là par le vieux fossé, avec tant de furie qu'elle faisait plus de bruit qu'une écluse de moulin,. »

### Révolution française et Empire

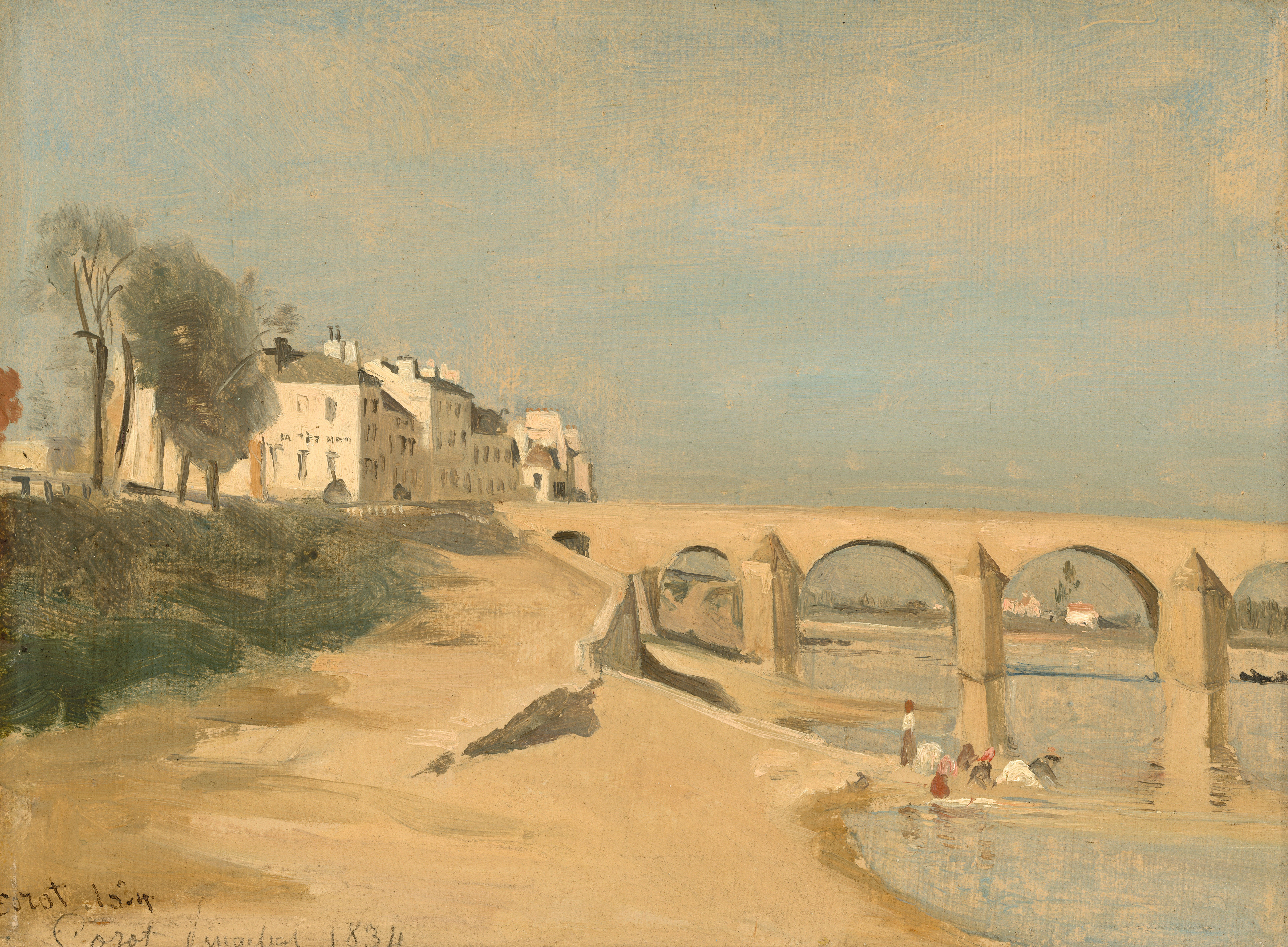
Pont sur la Saône à Mâcon, Camille Corot, 1834, National Gallery of Art, Washington D.C.

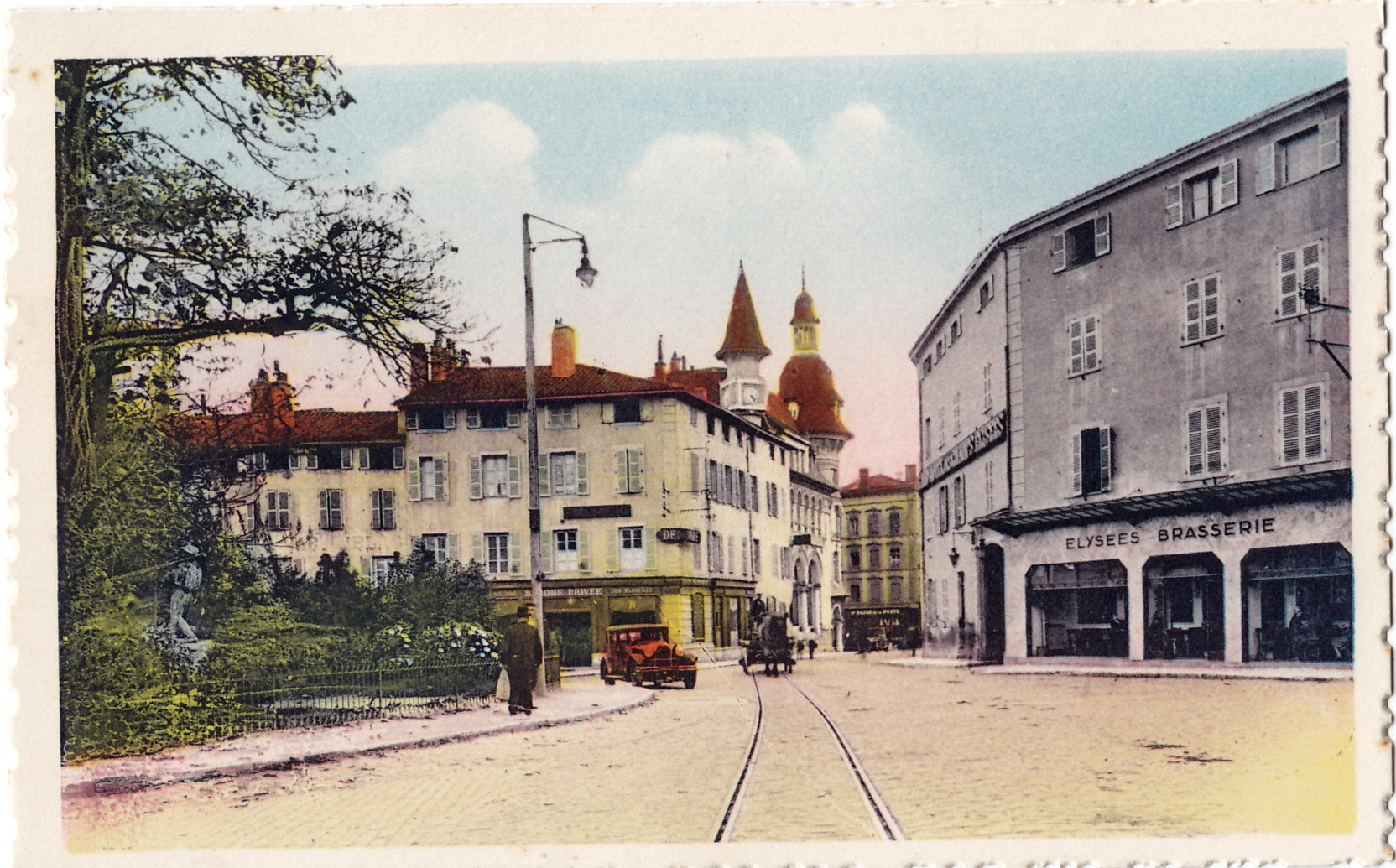
La place de la Barre, dans l'entre-deux-guerres.

En 1790, la ville devint chef-lieu du département de Saône-et-Loire nouvellement créé.

### Époque contemporaine
En 1814, la ville fut envahie par les armées autrichiennes puis libérée deux fois par les troupes françaises. Du 13 au 14 mars 1815, l'Empereur, en route pour Paris depuis l'Île d'Elbe, séjourna à Mâcon, à l'hôtel du Sauvage,. Après les Cent-Jours, Mâcon et le Mâconnais furent à nouveau pris par les Autrichiens.
À cette période, le territoire s'agrandit. Par des lettres patentes du Roi du 5 septembre 1773, le faubourg de la Barre quitte la commune de Charnay-lès-Mâcon et une autre partie de cette dernière est cédée à Mâcon par ordonnance royale du 27 juillet 1832. Une partie de Saint-Clément-lès-Mâcon intègre le chef-lieu départemental par ordonnance du 19 août 1836. Le gain territorial le plus important du XIXe siècle se fit par l'intégration totale de la commune de Saint-Clément ainsi que l'intégration partielle du quartier de Saint-Martin-des-Vignes situé alors à Charnay,.

#### IIIeRépublique
Le début de ce régime est marqué par deux nouveaux gains territoriaux. Le décret du 29 juillet 1877 permet l'intégration de parcelles de Saint-Martin-des-Vignes. La même année, Flacé cède une parcelle de 33 ha afin que Mâcon puisse construire une caserne conçue pour accueillir près de 2 400 hommes que sera la caserne Duhesme,.
Le 1er juillet 1891, Mâcon entre dans la modernité en mettant officiellement en service son réseau téléphonique urbain (61 abonnés en 1894, 100 en 1900). C'est en mars 1852 qu'avait été mise en service la ligne télégraphique de Paris à Mâcon (prolongée jusqu'à Lyon quelques semaines plus tard), ligne de 440 kilomètres de longueur grâce à laquelle la ville-préfecture s'était connectée au tout nouveau système de transmission par télégraphie électrique des dépêches.
Le 6 août 1914, les soldats du 134e régiment d'infanterie en garnison à Mâcon (caserne Duhesme) quittent la ville pour rejoindre le front.

#### Seconde Guerre mondiale

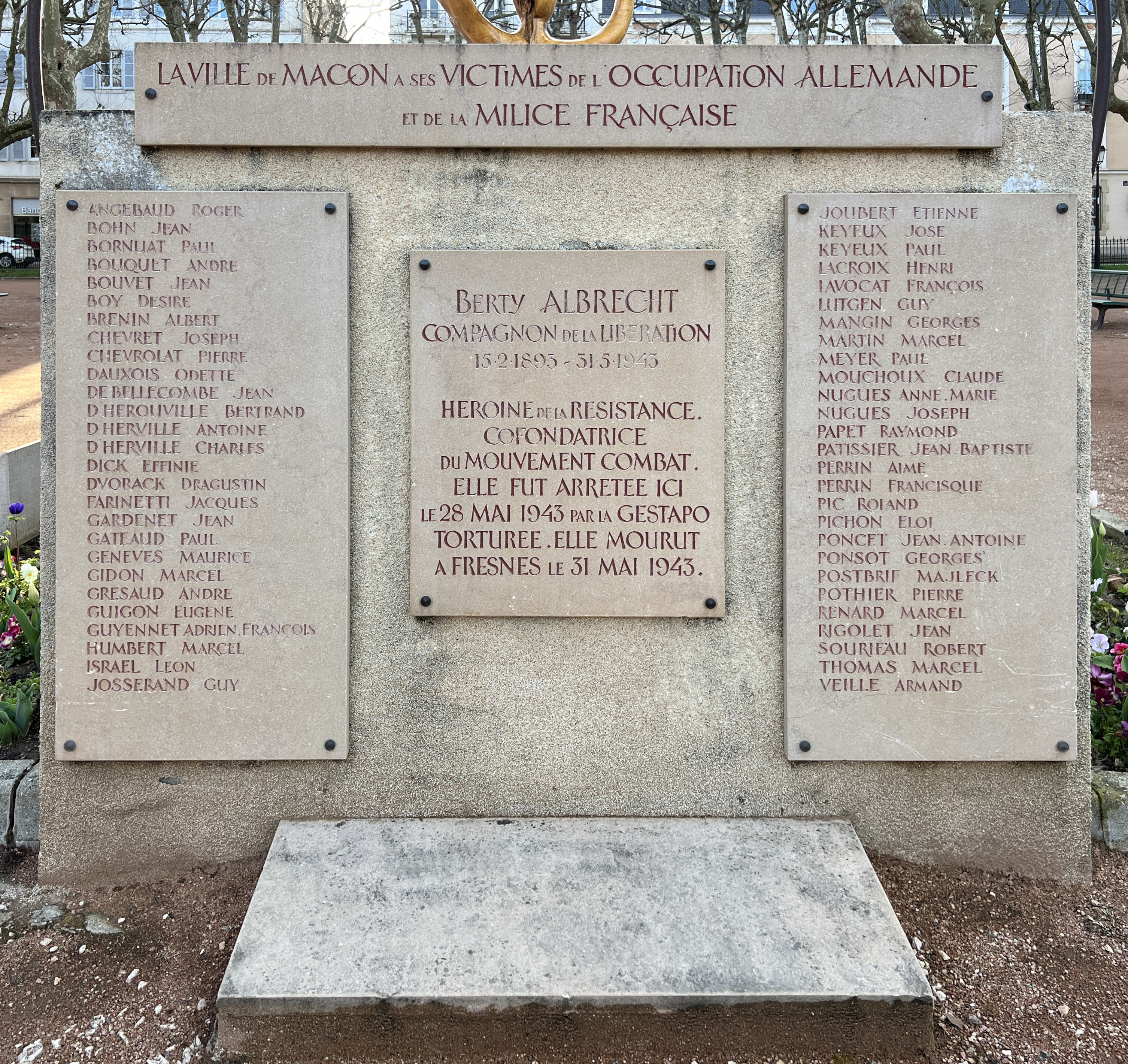
Monument aux victimes de l'Occupation allemande et de la Milice française dans le Square de la Paix.

Durant la Seconde Guerre mondiale, Mâcon était la première ville en zone libre entre Paris et Lyon. Le 11 novembre 1942, près de huit cents soldats allemands s'installent dans la ville après avoir franchi la ligne de démarcation. Située sur la place de la Barre, l'hôtel des Champs-Élysées devient le siège de la Kommandantur, structure de commandement de l'armée allemande. D'autres bâtiments sont réquisitionnés dont l'école de la place Carnot où s'installe la Feldgendarmerie. Par la suite, les casernes de la ville rendent les armes et les officiers commandant la subdivision militaire sont arrêtés.

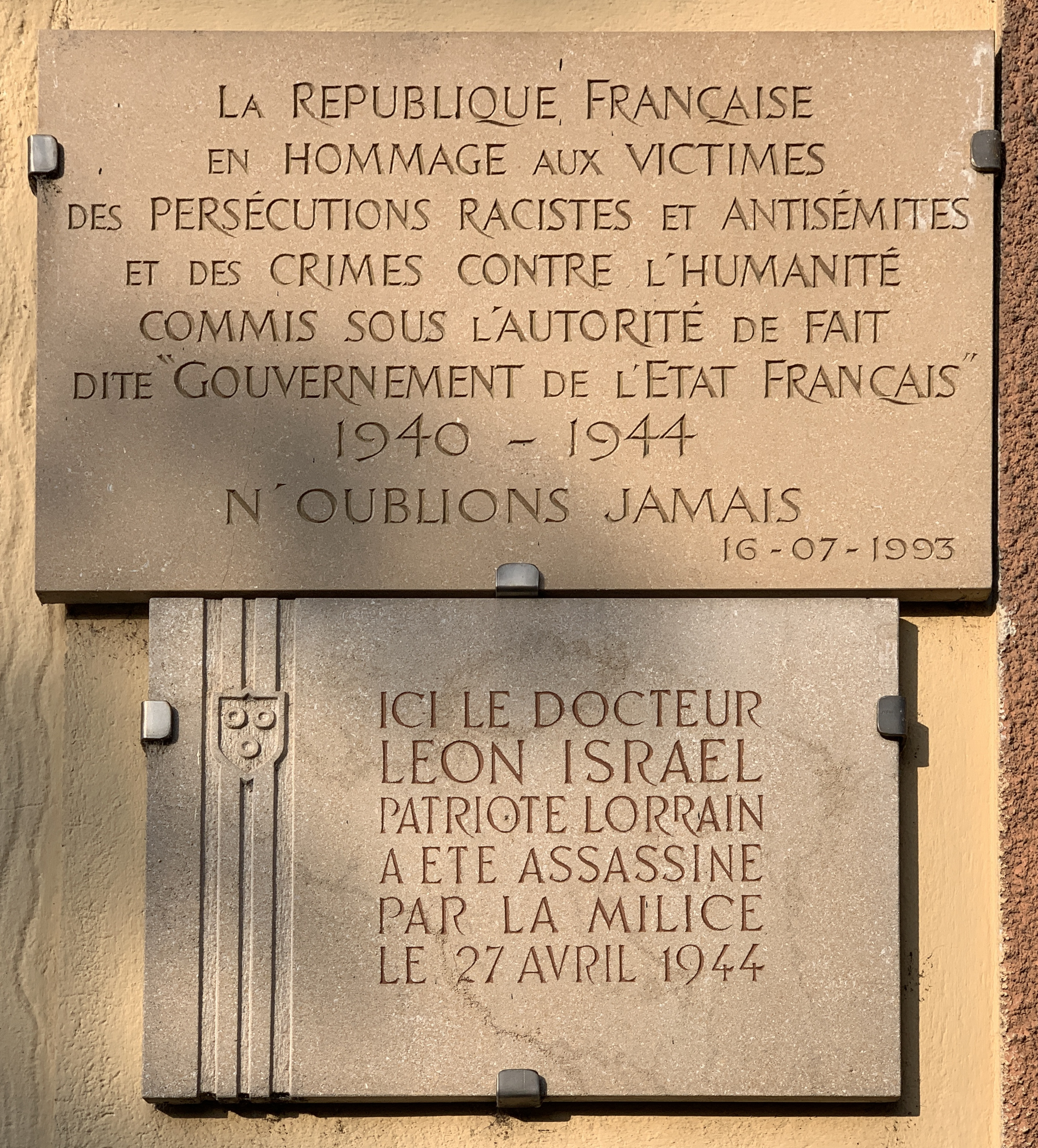
Plaques commémoratives au 116 rue du 28 juin 1944 à Mâcon, sur le lieu de l'assassinat du docteur Israël.

À partir de cette date, la Résistance est présente à Mâcon. En avril 1944, le médecin juif Léon Israël est assassiné par la Milice. Elle est aussi marquée par la date du 28 juin 1944 où cinq personnes sont tuées par la milice pour venger l'exécution du ministre Philippe Henriot. D'autres personnes ont été abattues dans la ville dont Armand Veille, Adrien François Guyennet et Éloi Pichon. Ces derniers, alors qu'ils allaient chercher de l'essence pour le maquis, ont été contrôlés par la Feldgendarmerie en face de l'église Saint-Clément le 19 août 1944. Éloi Pichon tire sur les gendarmes allemands mais les manque, ces derniers vont abattre les trois personnes.
Le 25 août 1944, des groupes de maquisards encerclent la ville. Le 3 septembre, l'armée allemande et les miliciens détruisent la gare, le pont de Genève et une arche du pont Saint-Laurent. Le lendemain à quatre heures du matin, les maquis de Cluny qui étaient au nombre de 1500 reprirent possession de Mâcon. Durant cette journée, les troupes débarquées en Provence arrivent dans la ville et sont accueillis comme des héros. Les véhicules blindés et les hommes de l'armée de Lattre de Tassigny sont ovationnés, le 2e régiment algérien de reconnaissance entre le premier dans le quartier de Saint-Clément qui est suivi par le 2e corps d'armée, la 13e demi-brigade de la Légion (étrangère) puis le 1er régiment de fusiliers marins. Autour des 18 heures, deux cents Mâconnais envahissent la caserne Duhesme pour fêter la libération de leur ville.
Après être arrivé le 6 septembre, le général de Lattre de Tassigny et son état-major passent en revue les maquisards de Cluny sur le quai Lamartine le 8 septembre. La cérémonie s’acheva par un défilé dans les rues Gambetta, Victor-Hugo, de la Barre et Philibert-Laguiche.

#### Fin duXXesiècle
Maire SFIO de Mâcon de 1953 à 1977, Louis Escande lance de nombreuses opérations d'urbanisme entraînant la destruction de zones historiques et l'édification de nombreux quartiers de tours.[réf. nécessaire]
Ancienne commune indépendante, Flacé est rattachée à Mâcon le 1er juillet 1965 après la signature de l'acte de fusion par Louis Escande et Jules Révillon, dernier maire de Flacé. La fusion entre la préfecture et ce village est tentée dès 1773 et retentée plusieurs fois. Ces tentatives sont repoussées par les Flacéens notamment en 1941 lorsque le conseil municipal de Mâcon se donne pour objectif d'améliorer les conditions de vie des Flacéens, de permettre à Mâcon de se développer économiquement et démographiquement, faute de terrains.
En 1972, trois communes des environs intègrent Mâcon pour devenir communes associées. L'arrêté préfectoral du 23 décembre 1971 indique l'absorption de Saint-Jean-le-Priche et de Sennecé-lès-Mâcon dès le 1er janvier. Celui du 13 juin 1972 fait de même avec Loché pour le 1er juillet de la même année.
En 1974, le Conseil de l'Europe lui remet le Prix de l'Europe.
Au début des années 1990, Mâcon (agglomération non comprise) est la 175e ville de France par sa population, avec 38 506 habitants.

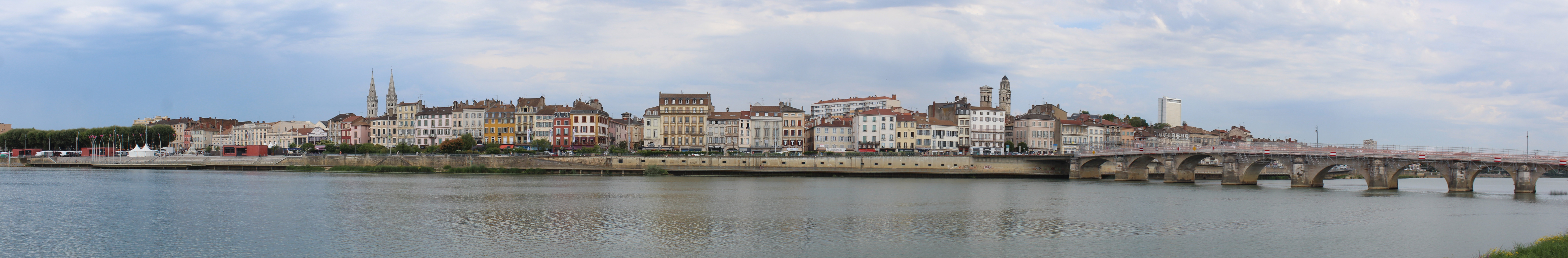
Photo de la ville de Mâcon prise depuis la commune de Saint-Laurent-sur-Saône (Ain).

## Politique et administration

### Rattachements administratifs et électoraux

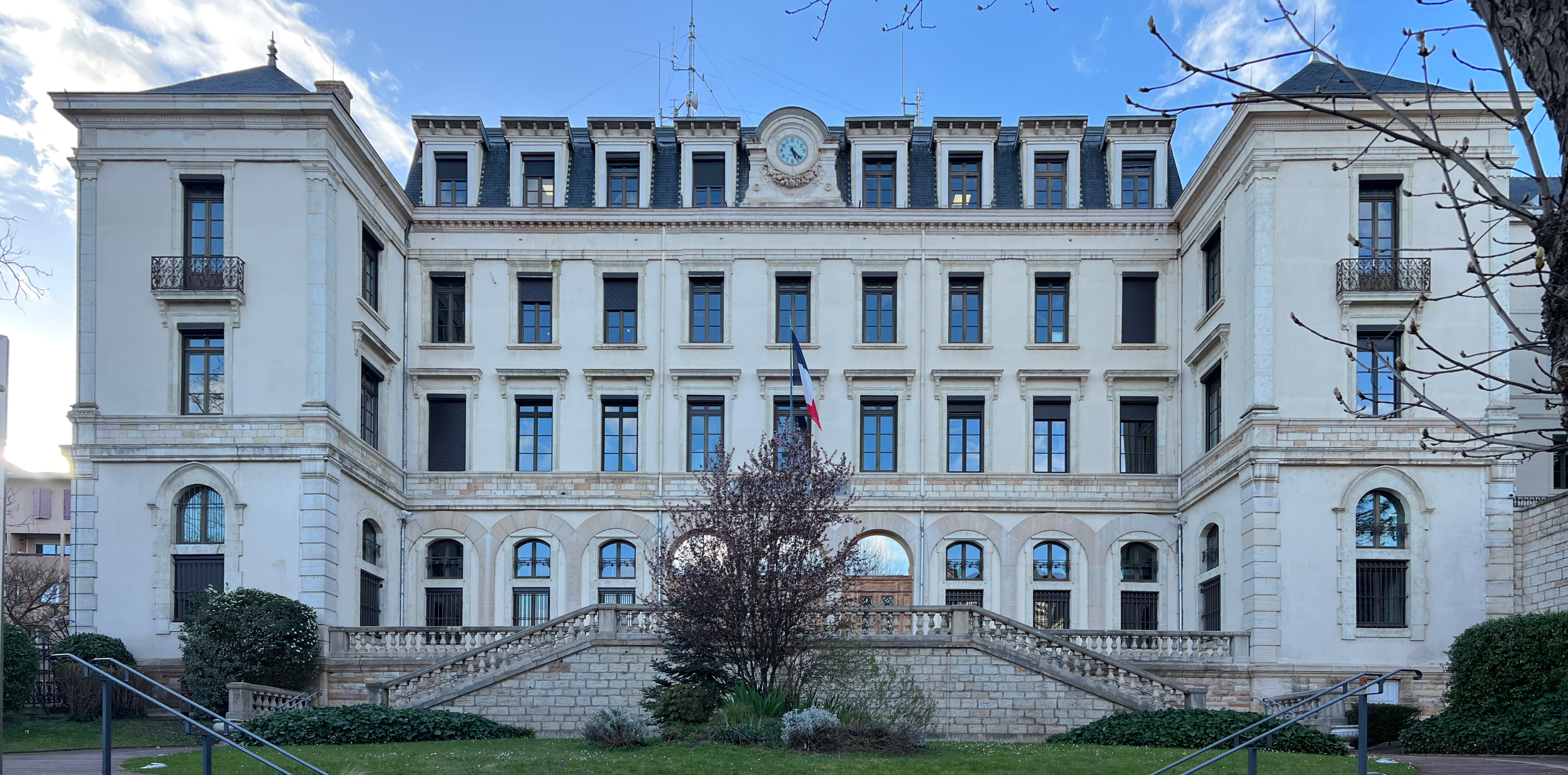
Préfecture de la Saône-et-Loire.

Lors de la création des départements par la Révolution française, Mâcon est intégrée au département de Saône-et-Loire. La commune abrite la préfecture du département depuis sa création.
Entre 1790 et 1795, elle devient une municipalité du canton dont elle était le chef-lieu qui appartenait au district du même nom. Après la fin de cette période, elle reste dans le même canton mais devient le chef-lieu de l'arrondissement qui porte son nom.
En 1801, le territoire communal est séparé en deux cantons avec Mâcon-Nord et Mâcon-Sud. En 1973, le canton de Mâcon-Centre est créé et implique la réorganisation cantonale locale. En mars 2015, à l'occasion des élections départementales, le décret du 13 février 2014 portant sur le redécoupage cantonal des cantons de Saône-et-Loire entre en vigueur. La commune est séparée en deux cantons seulement que sont ceux de Mâcon-1 et Mâcon-2.
Depuis l'instauration de la Ve République, Mâcon appartient à la première circonscription de Saône-et-Loire.
Du point de vue judiciaire, la commune relève du tribunal d'instance, du tribunal de grande instance, du tribunal pour enfants, du conseil de prud'hommes, du tribunal de commerce et du tribunal paritaire des baux ruraux de Mâcon. Un autre tribunal, celui des affaires de la Sécurité sociale est située à Mâcon. La commune relève aussi de la cour d'assises de Saône-en-Loire, localisée située à Chalon-sur-Saône. Enfin, elle dépend de la cour d'appel, du tribunal administratif de Dijon mais de la cour administrative d'appel de Lyon.

### Élections municipales et communautaires

#### Élections les plus récentes
(janvier 2023).
Le conseil municipal de Mâcon comporte 39 sièges. Le conseil municipal de 2014 est composé de 33 élus de droite, 5 élus de gauche (4 élus socialistes et 1 élu du Front de Gauche) et 1 élu d'extrême droite.

#### Liste des maires

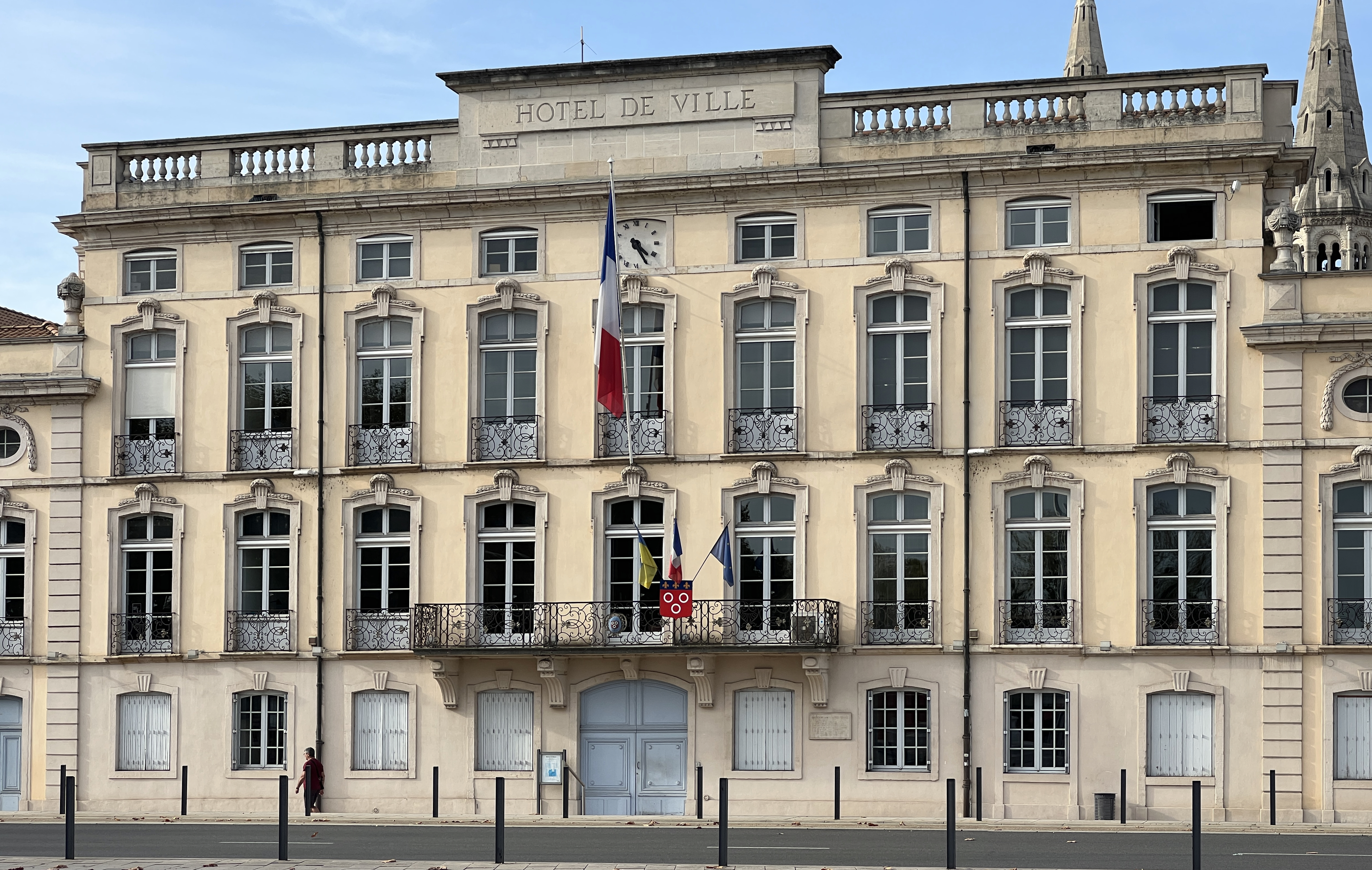
Mairie située dans l'hôtel de Montrevel (XVIIIe siècle), vue depuis l'esplanade Lamartine.

| Période       | Période               | Identité               | Étiquette            | Qualité |
| ------------- | --------------------- | ---------------------- | -------------------- | --- |
| 1944          | décembre 1950 (décès) | Pierre Denave          | SFIO                 | Avocat |
| décembre 1950 | mai 1953              | Charles Gardenet       |                      | |
| mai 1953      | mars 1977             | Louis Escande          | SFIO puis DVG        | Ingénieur Député de la 1re circonscription de Saône-et-Loire (1962 → 1968) Conseiller général du canton de Mâcon-Nord (1958 → 1976)                                                  |
| mars 1977     | mars 2001             | Michel-Antoine Rognard | PS                   | Avocat Conseiller général du canton de Mâcon-Nord (1976 → 1988) Conseiller régional de Bourgogne (1978 → 1998)                                                                       |
| mars 2001     | En cours              | Jean-Patrick Courtois  | RPR puis UMP puis LR | Fonctionnaire Sénateur de Saône-et-Loire (1995 → 2015) Président de Mâconnais Beaujolais Agglomération (2017 → ) Vice-président du conseil départemental de Saône-et-Loire (2021 → ) |

### Autres élections

#### Élections Présidentielles
(janvier 2023).
La ville de Mâcon place en tête à l'issue du premier tour de l'élection présidentielle française de 2017, Emmanuel Macron (LaREM) avec 25,35 % des suffrages, ainsi que lors du second tour avec 73,96 %.

#### Élections Régionales
La ville de Mâcon place la liste « Notre région par cœur » menée par Marie-Guite Dufay, présidente sortante (PS), en tête dès le 1er tour des élections régionales de 2021 en Bourgogne-Franche-Comté, avec 23,15 % des suffrages. Lors du second tour, les habitants placent de nouveau en tête la liste de Marie-Guite Dufay, avec cette fois-ci 44,07 % des suffrages, devant les listes menées par Gilles Platret (LR), en seconde position avec 26,38 %, Julien Odoul (RN), troisième avec 17.20 % et, en dernière position de cette quadrangulaire, avec 12,35 %, Denis Thuriot (LaREM). Il est important de souligner une abstention record lors de ces élections, qui n'a pas épargné la ville de Mâcon avec 73,08 % d'abstention au premier tour et 71.21 % au second.

#### Élections Départementales
La partie de la ville de Mâcon faisant partie du canton de Mâcon-1 place le binôme Jean-Patrick Courtois (UCD) et Christine Robin (UCD) largement en tête du 1er tour des élections départementales de 2021 en Saône-et-Loire, avec 49,06 % des suffrages. Au second tour, les électeurs élisent le binôme avec 62,95 % des suffrages, devant le binôme constitué par Emmanuel Jallageas (DVG) et Claire Miserere (DVG), qui obtient 37,05 %. Il est important de souligner la même abstention record que celle constatée au scrutin régional, 73,03 % au premier tour et 71,62 % au second.
La partie de la ville de Mâcon faisant partie du canton de Mâcon-2 place le binôme Claude Cannet (DVD) et Hervé Reynaud (DVD) en tête du 1er tour des élections départementales de 2021 en Saône-et-Loire, avec 39,50 % des suffrages. Au second tour, les électeurs élisent le binôme avec 57,89 % des suffrages, devant l'autre binôme constitué par Olivier Leprevost (UG) et Céline Vinauger (UG), qui obtient 42,11 %. L'abstention record des autres scrutins du jour se retrouve de façon similaire dans cette élection, avec 72,40 % d'abstention au premier tour et 70,54 % au second.

### Intercommunalité
Du 4 novembre 2004 jusqu'au 1er janvier 2017, la ville de Mâcon était membre de la CAMVAL (Communauté d'agglomération du Mâconnais - Val de Saône), dont le siège était situé dans la commune. Depuis cette date, elle fait partie de Mâconnais Beaujolais Agglomération née de la fusion de la CAMVAL et de la communauté de communes du Mâconnais Beaujolais.

### Numérique
En 2015, la commune de Mâcon a été récompensée par le label « Ville Internet @@@ ».
Les particuliers et les entreprises sont reliés à la fibre optique à partir de la mi-2016, la couverture de la ville étant achevée en 2020 (les services de la ville bénéficiaient déjà de la fibre depuis 2005). La commune a par ailleurs obtenu une aide du Fonds interministériel de prévention de la délinquance pour relier les caméras de vidéosurveillance à la fibre dès 2015.
Mâcon est présente sur les réseaux sociaux depuis le milieu de 2014. Pour sa communication numérique, la ville a été récompensée par deux fois du hashtag d'or. Le premier lui a été décerné en 2018 pour l'agilité sur les réseaux et le second en septembre 2019 au titre de la meilleure communauté territoriale sur Instagram.

### Finances communales
La gestion économique de la ville par la municipalité a été récompensée en 2013 par l'obtention d'un triple A (20/20), qui place Mâcon aux premières places en Bourgogne et ce, malgré d'importants investissements lancés par la Ville dans le but de dynamiser Mâcon et le Mâconnais.

### Jumelages
| Ville | Ville                      | Pays | Pays        | Période                    |
| ----- | -------------------------- | ---- | ----------- | -------------------------- |
|       | Alcázar de San Juan        |      | Espagne     | depuis le 15 mars 1980     |
|       | Crewe                      |      | Royaume-Uni | depuis 1957                |
|       | Eger                       |      | Hongrie     | depuis le 11 mai 1985      |
|       | Hammana                    |      | Liban       | depuis le 21 mai 2011      |
|       | Lecco                      |      | Italie      | depuis le 23 mai 1973      |
|       | Macon                      |      | États-Unis  | depuis le 17 novembre 1994 |
|       | Neustadt an der Weinstraße |      | Allemagne   | depuis le 26 juin 1956     |
|       | Overijse                   |      | Belgique    | depuis le 28 août 1960     |
|       | Pori                       |      | Finlande    | depuis le 11 mai 1990      |
|       | Santo Tirso                |      | Portugal    | depuis le 20 juin 1992     |

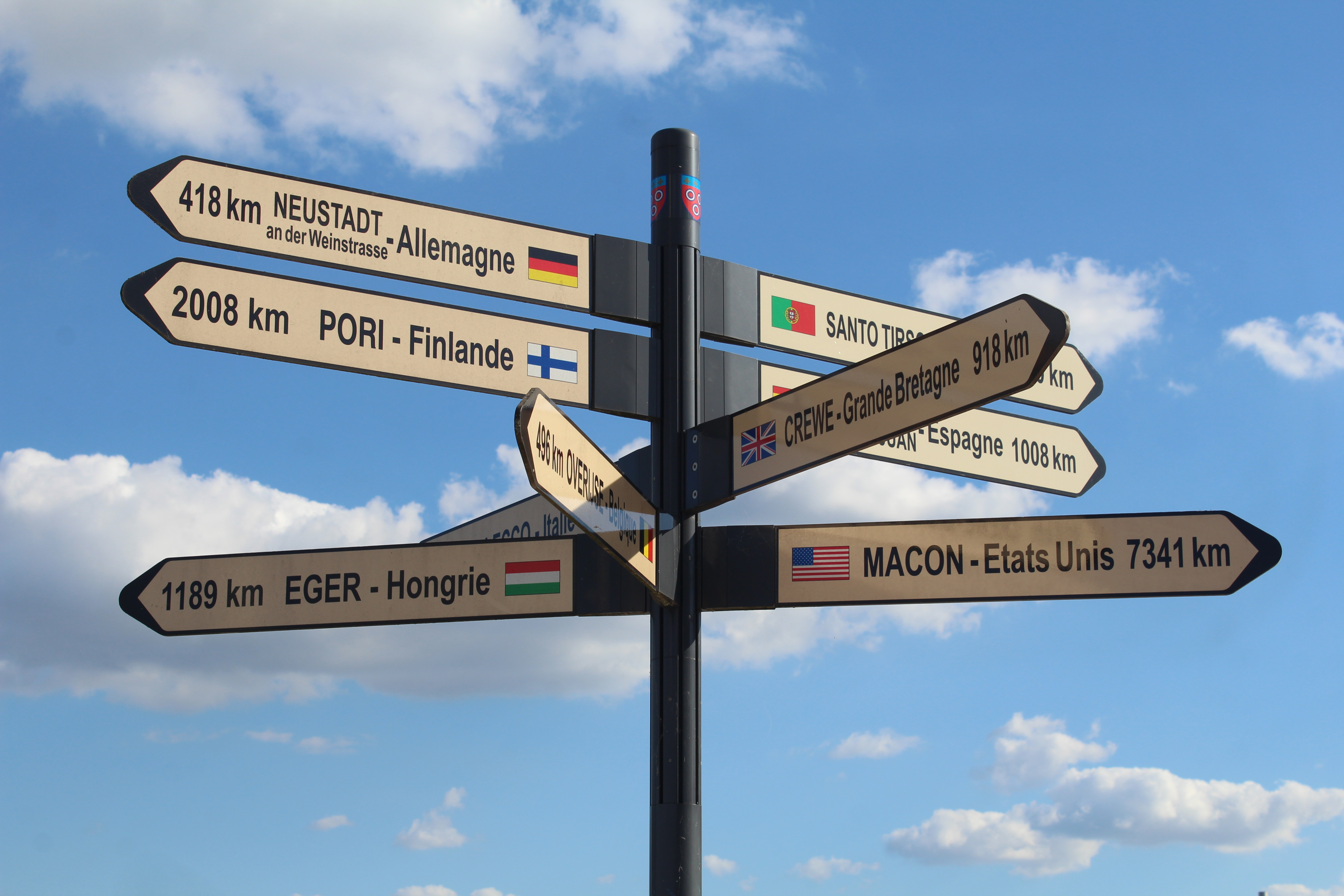
Panneau indiquant la distance entre Mâcon et ses villes jumelées sur l'esplanade Lamartine.

Mâcon figure parmi les quinze premières communes de Saône-et-Loire à avoir établi – puis officialisé – des liens d'amitié avec une localité étrangère.
Les jumelages et partenariats ont débuté à Mâcon en 1955. Cette année-là, le maire Louis Escande établit des relations avec la ville allemande Neustadt an der Weinstraße, grâce notamment à l'Union internationale des maires. C'est ainsi que le 26 juin 1956, est signé le jumelage entre les deux villes par Louis Escande et son homologue allemand Edwin Hartmann.
La même année, le comité de jumelage est créé et exprime le désir de la municipalité de se jumeler avec une ville britannique. Ainsi, Mâcon est-elle jumelée avec Crewe en 1957 (qui sera suivie par Nantwich en 2009). Trois ans plus tard, le 28 août 1960, c'est la ville belge d'Overise qui est jumelée à Mâcon.
À l'automne 1972, la municipalité établit des liens avec le Comté de Macon, aux États-Unis, grâce à des contacts entre les deux chambres de commerce. Le jumelage deviendra officiel le 17 novembre 1994.
L'année suivante, le 23 mai 1973, Louis Escande et son homologue italien Guido Puccio, maire de Lecco, signent le serment de jumelage. L'histoire entre les deux villes naît quatre ans plus tôt, en 1969, lorsque l'équipe d'aviron de Lecco participe à des régates sur la Saône. En 1970, une professeur italienne de la ville nommée Maria Gnecchi organise les premiers échanges scolaires entre les deux villes, prélude au jumelage qui sera établi en 1973.
Durant les années 1980, deux actes de jumelages sont signés : le premier avec Alcázar de San Juan, en Espagne, le 15 mars 1980, le second avec la ville hongroise d'Eger, le 11 mai 1985.
Au début de la décennie suivante, la ville inaugure des liens privilégiés avec la ville finlandaise de Pori à partir du 11 mai 1990. Ce n'est pas le comité de jumelage qui prend en charge la relation, mais l'association Mâcon–Pori, créée ad hoc. D'autre part, en raison du nombre important des ressortissants portugais venant de la région de Santo Tirso qui s'étaient établis à Mâcon, un jumelage est établi avec cette ville le 20 juin 1992.
Enfin, le 21 mai 2011, une charte de partenariat est signée avec Hammana, ville libanaise proche de Beyrouth. Les deux villes sont liées à Alphonse de Lamartine, ce dernier ayant séjourné dans la ville libanaise en mars 1833 durant une dizaine de jours — une maison de la ville présente un médaillon à son effigie en mémoire de cet événement.

## Équipements et services publics

### Enseignement

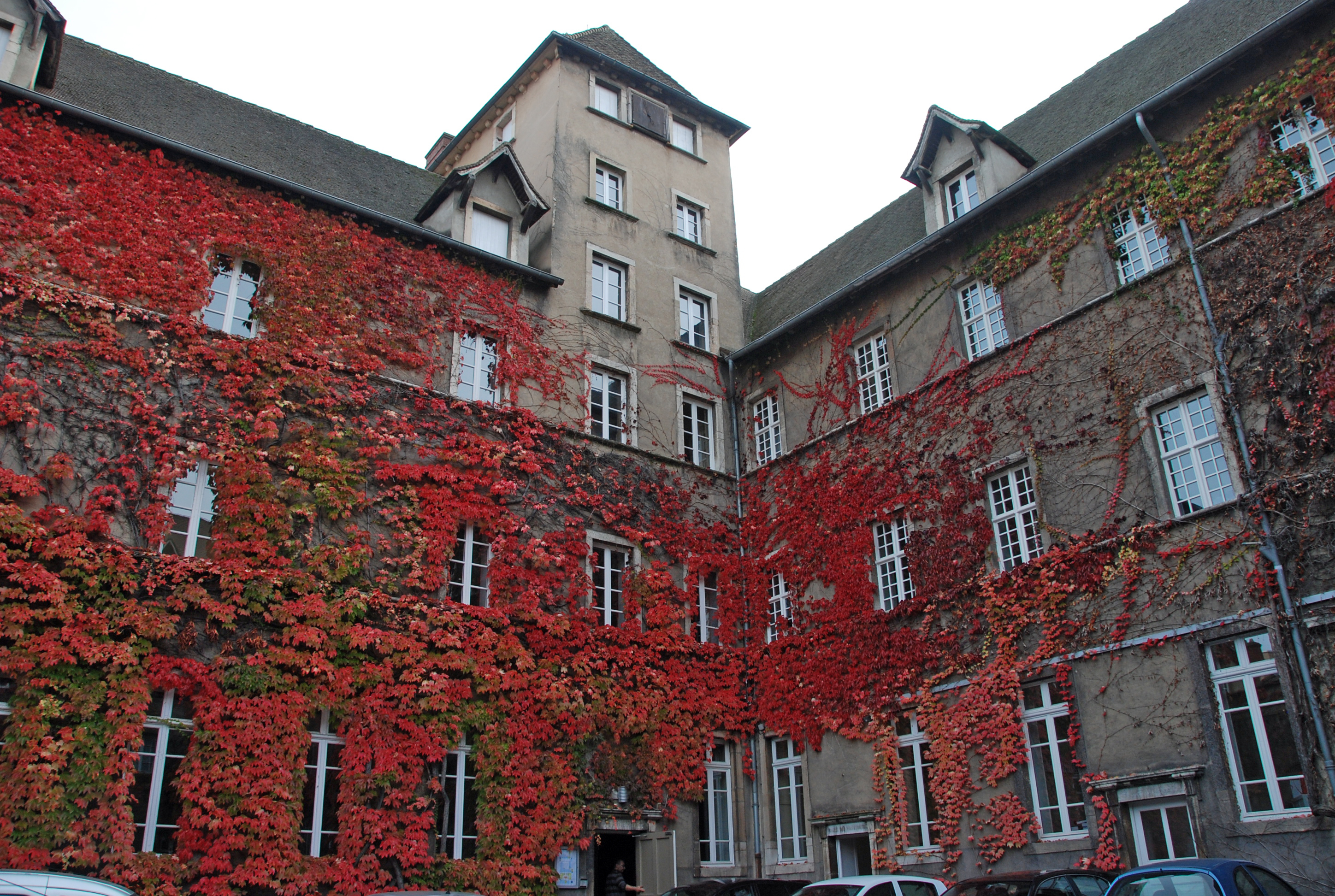
Ancien lycée Lamartine, aujourd'hui annexe de la mairie.

En 789, l'Admonitio generalis de Charlemagne qui prône la restauration des écoles permet l'instauration de l'enseignement dans les monastères et les évêchés. L'évêque de Mâcon Léduard aurait ainsi mis en pratique cette directive mais aucun document ne l'atteste. Au début du XIIe siècle, on trouve l'existence d'un scholastique où les enfants y étaient admis à l'âge de 10 ans.
On retrouve les premières traces de l'enseignement public en 1435, année à laquelle est attestée la présence d'un maître d'école rémunéré par la municipalité.
Au XVIIe siècle, les Jésuites installent le premier collège en 1627 à l'hôpital Saint-Jacques mais celui-ci devient rapidement trop petit. C'est alors qu'avec l'autorisation des échevins de la ville, les religieux font construire de 1675 à 1678 un nouveau collège, bâti à l'emplacement de la place de la Porcherie ; successivement tenu par les jésuites puis par les dominicains, cet établissement, école secondaire en 1804, collège municipal en 1811, collège royal en 1841 (sous l'impulsion de Lamartine) avant de devenir lycée national en 1848 puis lycée impérial en 1852, sera baptisé « lycée Lamartine » en 1869 et continuera à accueillir des élèves jusqu'en 1959, année au cours de laquelle le lycée Lamartine déménage en lisière de la ville, aux abords de la caserne Duhesme.
À la même époque, on trouvait aussi l'école d'oratoire installée en 1613 située près du palais épiscopal où est installée aujourd'hui la préfecture. Le bâtiment, démoli au XIXe siècle, était une école normale dont le premier directeur fut le grammairien Charles-Louis Marle. En 1843 fut fondée l'école normale d'institutrices.
De 1992 à 2018, Mâcon fut le siège d'un institut de recherche scientifique en histoire : l'Institut de recherche du Val-de-Saône Mâconnais (IRVSM, installé cours Moreau), qui eut pour présidents l'historien Georges Duby (1992-1994) puis Nicole Commerçon, directrice de recherche au CNRS (1994-2018).
Aujourd'hui, la ville de Mâcon compte cinq collèges, quatre lycées et un centre de formation d'apprentis voué aux métiers de l'automobile (géré par la Chambre de commerce et d'industrie). Ces établissements sont réunis dans le même quartier à l'ouest de la ville à l'exception des collèges Schuman (au nord) et Saint-Exupéry (au sud).

#### Collèges
- Collège Louis-Pasteur[Note 11] ;
- Collège Bréart ;
- Collège Schuman ;
- Collège Saint-Exupéry ;
- Collège Notre-Dame (privé).

#### Lycées
- Lycée Lamartine ;
- Lycée René-Cassin ;
- Lycée hôtelier Alexandre-Dumaine ;
- Lycée Ozanam (privé) ;

#### Enseignement supérieur
- École supérieure du professorat et de l'éducation de Bourgogne

### Santé

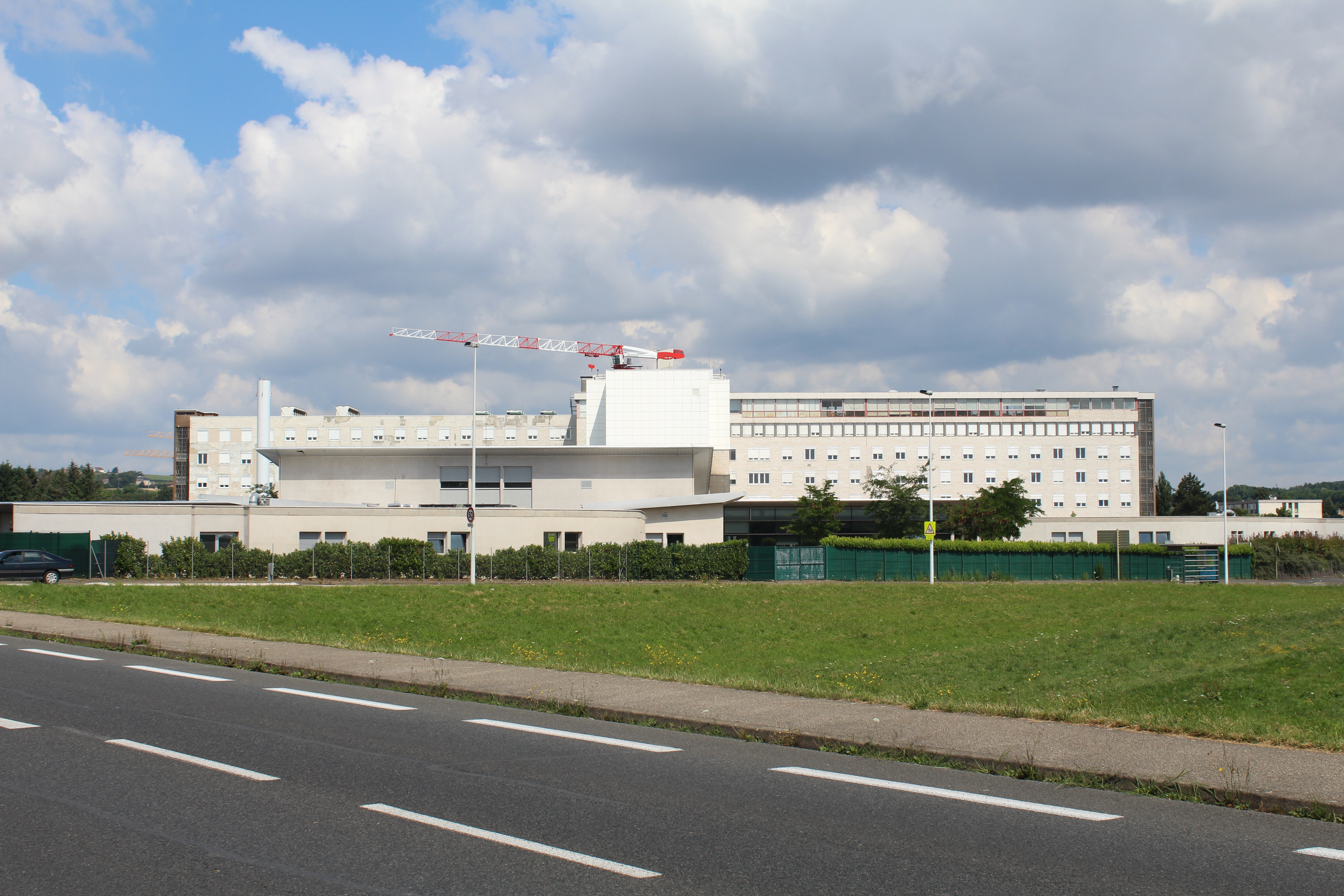
Hôpital des Chanaux.

Le domaine de la santé est depuis longtemps présent dans la ville, l'Hôtel-Dieu ou l'hospice de la Charité peuvent en témoigner. En 1908 naît la première clinique privée mâconnaise fondée par Jean-Baptiste Denis. Soixante années plus tard, les docteurs André Lapras et Claude Gabrielle créèrent à leur tour la clinique du Val Fleuri. Même si elles étaient concurrentes, les deux sociétés commencent à travailler ensemble en 1988 pour la construction en commun d'un centre de médecine nucléaire. En 1997, elle fusionnent et édifient en 2007 la polyclinique du Val de Saône.
Dans le domaine public, Mâcon et son agglomération sont pourvus en établissements de santé. Une de ces structures est le centre hospitalier de Mâcon qui possède plusieurs unités d'hospitalisation dont la plus importante de l'agglomération qu'est l'hôpital des Chanaux, inauguré en 1975 par Simone Veil. On peut aussi mentionner les sites de Bel-Air et de l'Hôtel-Dieu en plus de structures extra-hospitalières de psychiatrie, d'EHPAD et d'établissements d'enseignements.

### Justice, sécurité, secours et défense

#### Sécurité

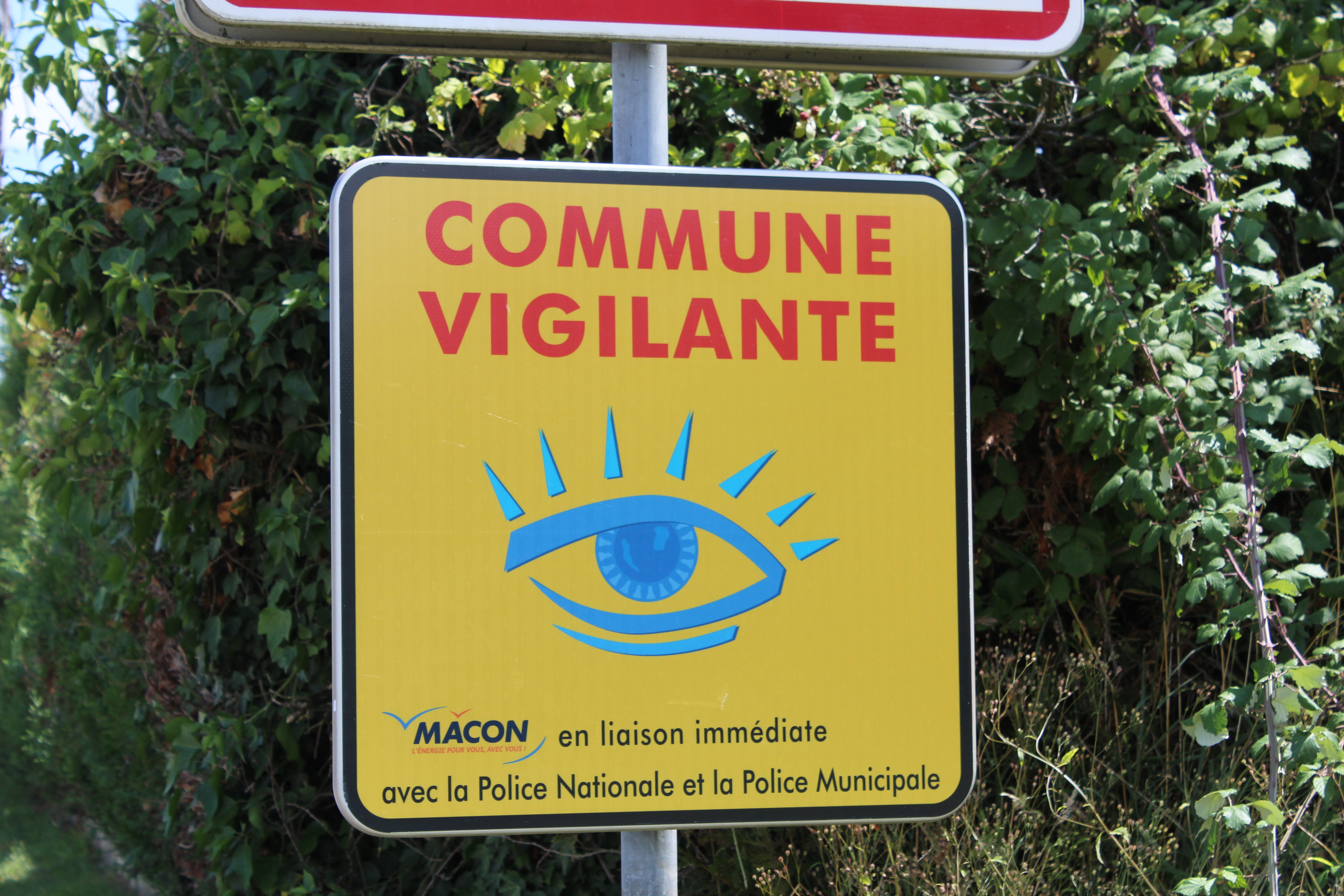
Panneau Commune vigilante à Saint-Jean-le-Priche.

Les communes associées telles que Loché, Sennecé-les-Mâcon et Saint-Jean-le-Priche ont pris part au dispositif « participation citoyenne », dérivé des « voisins vigilants ». Ce dispositif encourage les dénonciations des riverains auprès des forces de l'ordre.
Au niveau des équipements, la gendarmerie dispose de véhicules LAPI qui relèvent et enregistrent les plaques d'immatriculation croisées sur leur trajet. En 2015, la police municipale s'équipe de sept gilets pare-balles. Les policiers, quant à eux, réclament des Tasers[Jusqu'à quand ?].
Grâce au travail effectué par la municipalité, cette dernière s'est vu décerner le label Pavillon Orange décerné par le Haut comité Français pour la Résilience Nationale. Obtenant les deux étoiles en 2009 (année de création du label), l'année 2014 est marquée par l'obtention de la troisième étoile.

##### Vidéosurveillance
(janvier 2023).
En décembre 2014, la ville disposait de 70 caméras de vidéosurveillance. En 2015, elle s'équipe de 16 caméras supplémentaires pour un montant de 218 924 euros.
Le syndicat de police FO demande une augmentation des effectifs de police[Jusqu'à quand ?]. La mairie estime que le budget de la ville est trop faible pour augmenter les effectifs de la police municipale, et qu'il est préférable d'investir dans la vidéosurveillance, suivant l'exemple de la Communauté d'agglomération de la vallée de Montmorency qui a fait le choix de s'équiper d'un outil de vidéosurveillance plutôt que de multiplier les effectifs de la police municipale par deux.

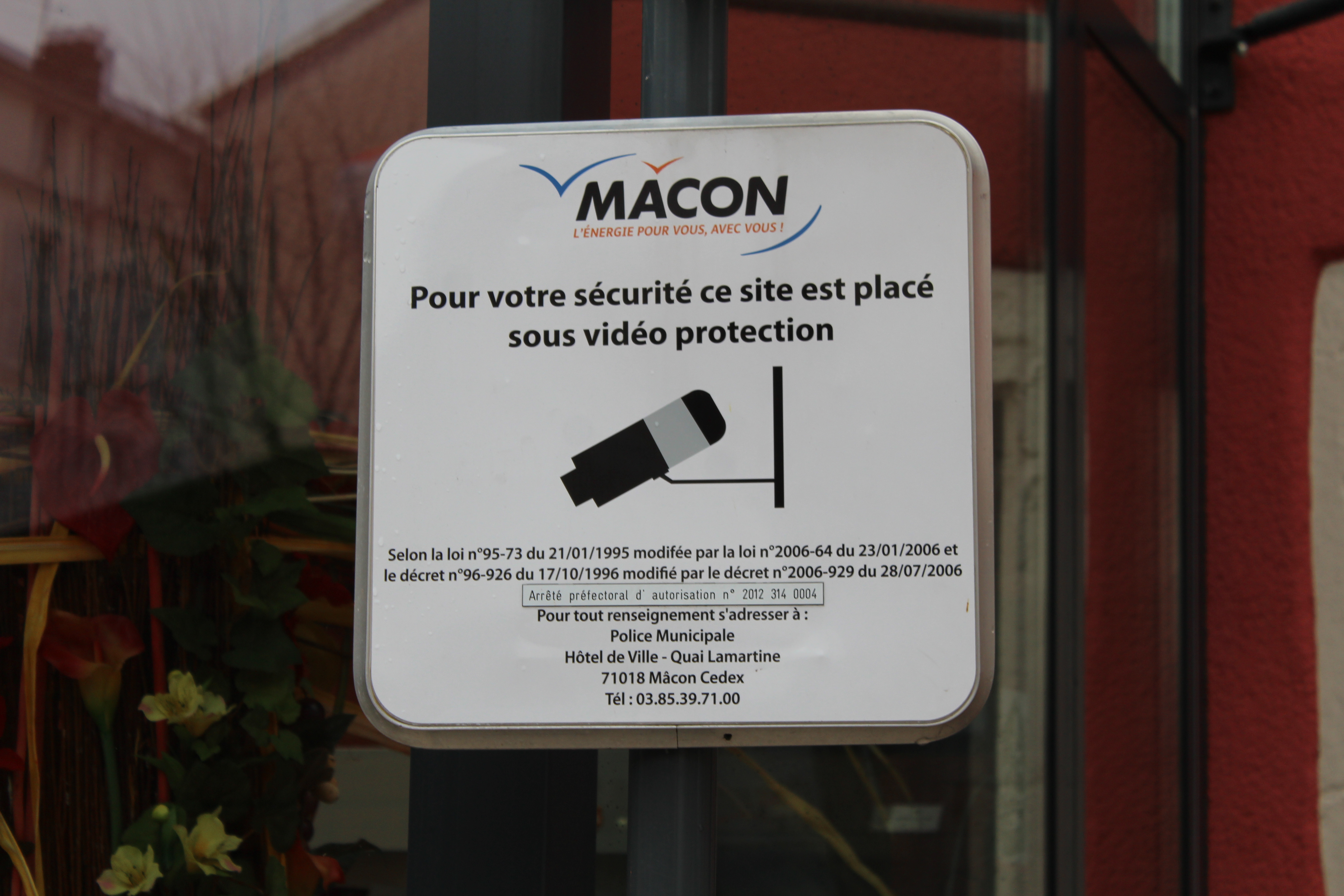
Panneau annonçant la vidéo protection.
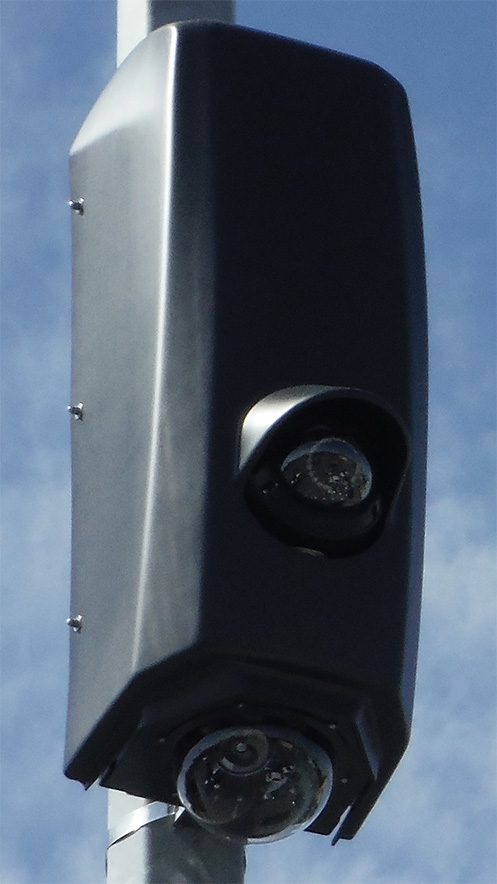
Caméra sur le parking du Pôle emploi.
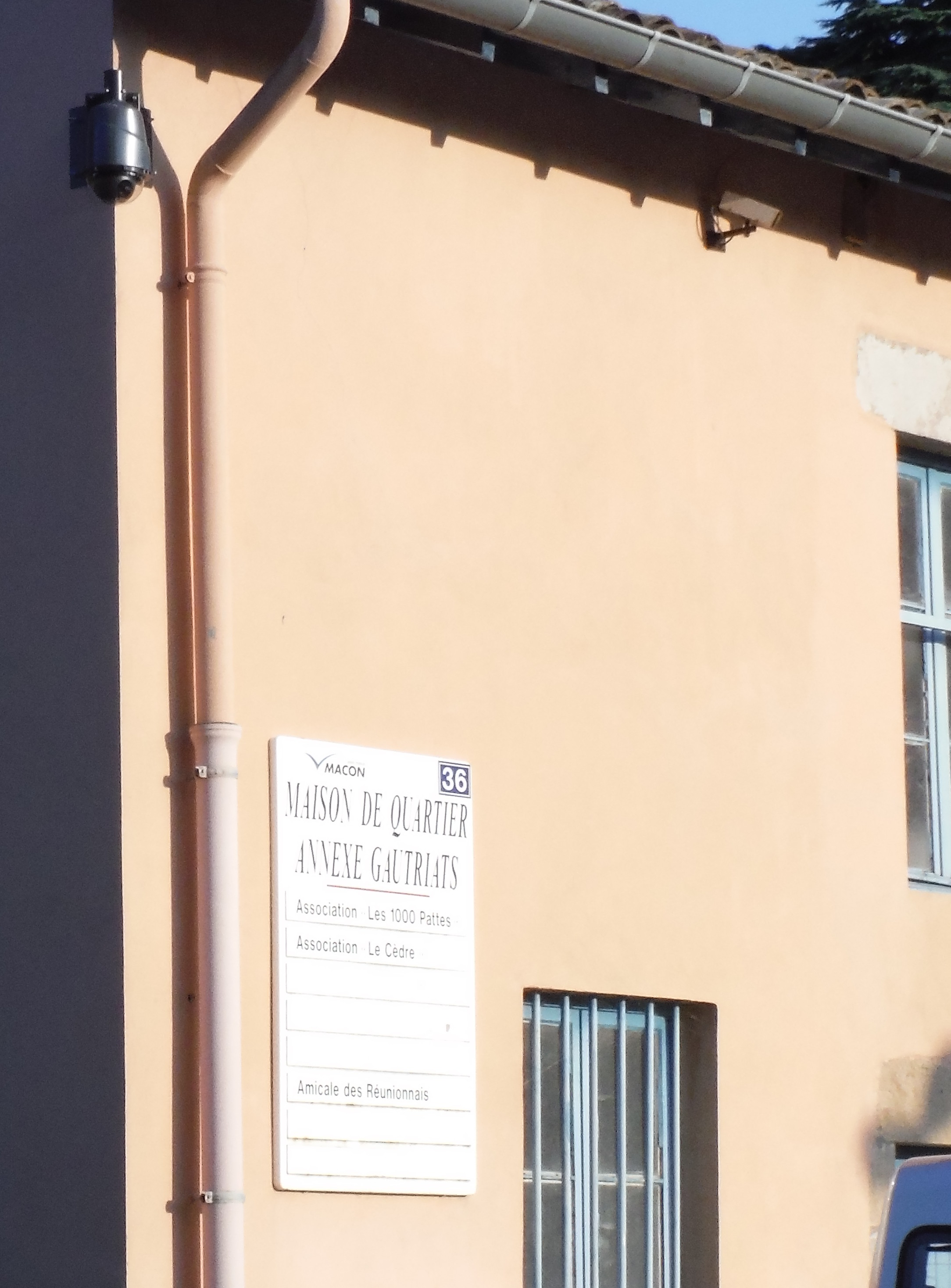
Caméras au bureau de vote des Gautriats.

## Population et société

### Démographie

#### Évolution démographique
L'évolution du nombre d'habitants est connue à travers les recensements de la population effectués dans la commune depuis 1793. Pour les communes de plus de 10 000 habitants les recensements ont lieu chaque année à la suite d'une enquête par sondage auprès d'un échantillon d'adresses représentant 8 % de leurs logements, contrairement aux autres communes qui ont un recensement réel tous les cinq ans,.

En 2022, la commune comptait 34 759 habitants, en évolution de +3,98 % par rapport à 2016 (Saône-et-Loire : −1,06 %, France hors Mayotte : +2,11 %).
| 1793   | 1800   | 1806   | 1821   | 1831   | 1836   | 1841   | 1846   | 1851   |
| ------ | ------ | ------ | ------ | ------ | ------ | ------ | ------ | ------ |
| 12 000 | 10 807 | 10 653 | 10 411 | 12 384 | 13 515 | 14 466 | 15 112 | 16 783 |

| 1856   | 1861   | 1866   | 1872   | 1876   | 1881   | 1886   | 1891   | 1896   |
| ------ | ------ | ------ | ------ | ------ | ------ | ------ | ------ | ------ |
| 16 546 | 18 765 | 19 175 | 18 239 | 17 570 | 19 567 | 19 669 | 19 573 | 18 739 |

| 1901   | 1906   | 1911   | 1921   | 1926   | 1931   | 1936   | 1946   | 1954   |
| ------ | ------ | ------ | ------ | ------ | ------ | ------ | ------ | ------ |
| 18 928 | 19 059 | 19 779 | 18 207 | 18 427 | 18 496 | 19 324 | 21 073 | 22 393 |

| 1962   | 1968   | 1975   | 1982   | 1990   | 1999   | 2006   | 2011   | 2016   |
| ------ | ------ | ------ | ------ | ------ | ------ | ------ | ------ | ------ |
| 25 714 | 33 445 | 39 344 | 38 404 | 37 275 | 34 469 | 34 171 | 33 730 | 33 427 |

| 2021   | 2022   | - | - | - | - | - | - | - |
| ------ | ------ | - | - | - | - | - | - | - |
| 34 448 | 34 759 | - | - | - | - | - | - | - |

L'influence de Mâcon semble s'intensifier. C'est un des grands bassins d'emploi du département qui est de loin le plus dynamique (+13,5 % de hausse entre 1999 et 2006) par rapport aux villes telles que Chalon-sur-Saône ou Montceau-les-Mines qui perdent des emplois. Ce dynamisme est favorisé en particulier par les voies de communications nombreuses et la proximité de Lyon.

#### Pyramide des âges
La population de la commune est relativement jeune. En 2018, le taux de personnes d'un âge inférieur à 30 ans s'élève à 36,9 %, soit au-dessus de la moyenne départementale (30,4 %). À l'inverse, le taux de personnes d'âge supérieur à 60 ans est de 27,2 % la même année, alors qu'il est de 32,7 % au niveau départemental.
En 2018, la commune comptait 15 910 hommes pour 17 900 femmes, soit un taux de 52,94 % de femmes, légèrement supérieur au taux départemental (51,46 %).
Les pyramides des âges de la commune et du département s'établissent comme suit.
| Hommes | Classe d’âge | Femmes |
| ------ | ------------ | ------ |
| 0,8    | 90 ou +      | 2,5    |
| 7,5    | 75-89 ans    | 11,3   |
| 14,7   | 60-74 ans    | 16,9   |
| 17,8   | 45-59 ans    | 17,8   |
| 19,0   | 30-44 ans    | 17,4   |
| 19,1   | 15-29 ans    | 17,2   |
| 21,0   | 0-14 ans     | 16,8   |

| Hommes | Classe d’âge | Femmes |
| ------ | ------------ | ------ |
| 1      | 90 ou +      | 2,7    |
| 9,3    | 75-89 ans    | 12,5   |
| 20,7   | 60-74 ans    | 21,2   |
| 20,6   | 45-59 ans    | 20     |
| 16,5   | 30-44 ans    | 15,8   |
| 15,1   | 15-29 ans    | 12,8   |
| 16,7   | 0-14 ans     | 15     |

Il est à signaler que la baisse de la population de la ville se fait au profit d'un phénomène de périurbanisation sur les communes du Mâconnais mais aussi de l'Ain limitrophe. C'est pour cela que l'aire d'influence de Mâcon, le « Grand Mâconnais », se concentre sur trois départements : la Saône-et-Loire, l'Ain et le Rhône. Ainsi, parmi les quarante-sept communes de moins de dix mille habitants de l'aire urbaine, quarante et une sont en voie de croissance et six sont stables ou en très légère baisse.

### Sports et loisirs

#### Associations

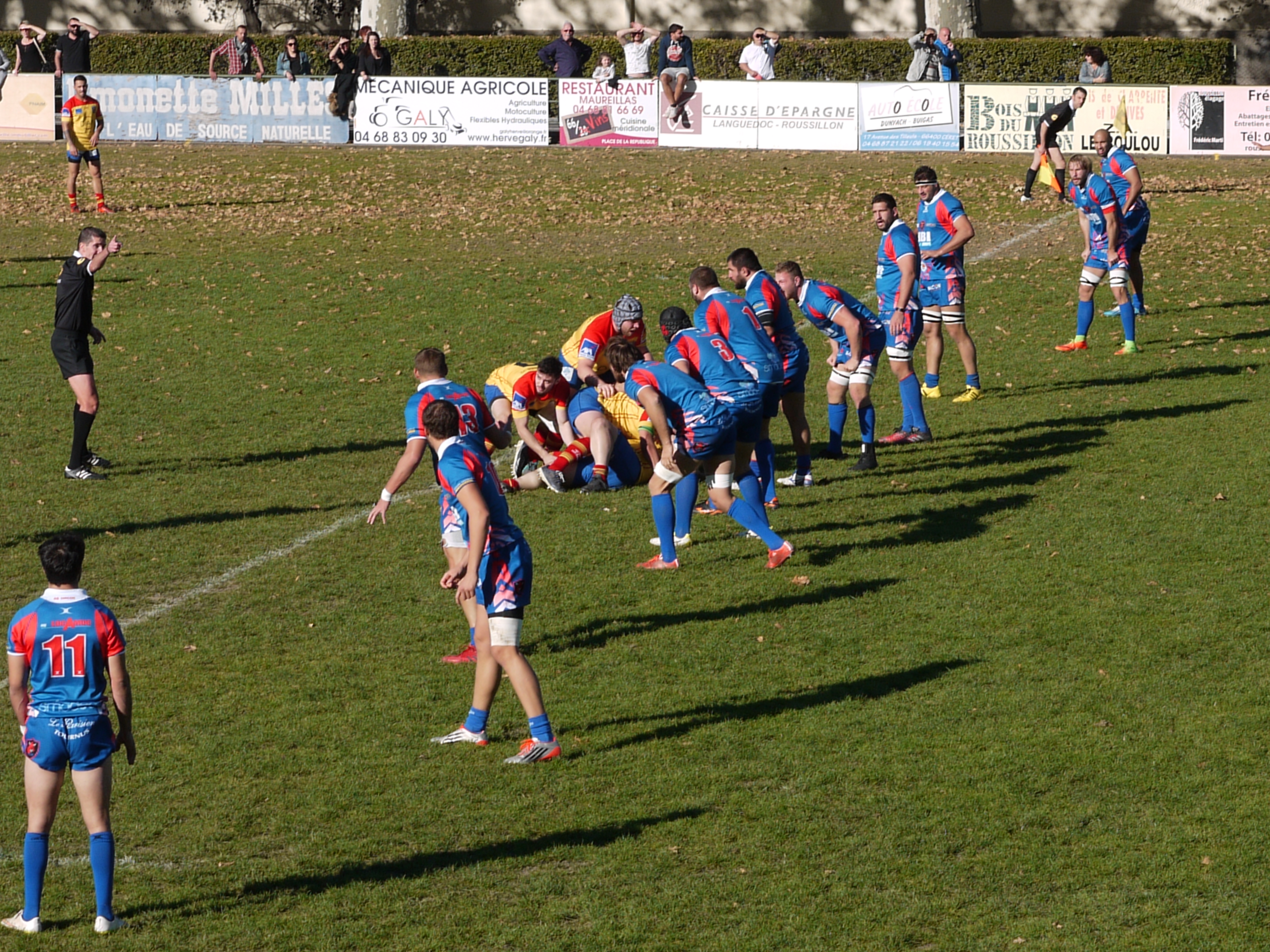
Le XV de l'AS Mâcon à Céret le 29 10 2017.

Mâcon compte 73 clubs dont 55 associations, 40 sports pratiqués, 14 506 licenciés sportifs (soit 42 % de la population). Elle est élue ville la plus sportive de France en 2001.
- Le club de rugby de l'A.S Mâcon évolue actuellement[Quand ?] en Fédérale 1 (troisième échelon de la hiérarchie) et avait atteint le plus haut niveau en 1987-1988 (l'ASM figurait dans la poule O avec le Biarritz olympique de Serge Blanco, l'US Dax, Montpellier et Lavelanet).
- La ville possède plusieurs clubs de foot dont l'UF Mâcon qui a vu passer Antoine Griezmann de 1999 à 2005. Il évolue en National 3 (5e niveau) .
- Le tennis club de Mâcon est un club fondé en 1908. Depuis 2012, la ville accueille les Engie Open de Mâcon, tournoi féminin où participent des joueuses du Top 200[91].
- Le club d'aviron, les Régates mâconnaises, est l'un des principaux clubs sportifs de la ville. Il organise chaque année de grandes manifestations (championnats de zone, de France…) et envoie de nombreux rameurs dans les plus grandes compétitions. De même, le Stade Nautique Mâconnais place chaque année des nageurs aux championnats de France N1.
- Un Grand Prix motonautique est organisé chaque année fin septembre (compte pour le championnat de France de vitesse en catégories S2000 et S3000).
- L'harmonie municipale de Mâcon.
- L'académie de Mâcon est d'envergure et de renommée nationale.
- Club de ski et barefoot de Mâcon.
- Club d'escrime.
- Le club de handball de Mâcon (MHB) place en 2011 une équipe de −16 ans 1re de leur classement régional, une équipe de -18 en Inter-régional (Bourgogne-Franche-Comté), et des seniors 1er régional qui sont désormais en Prenationale pour les masculins. Les −16 ans filles sont en régional tout comme les −18 ans qui font une très belle saison alors que les seniors féminines sont en Régional Excellence. Un club en devenir donc qui a déjà formé plusieurs professionnels dont Benjamin Massot-Pellet (Chambéry Savoie Handball/D1) et Laetitia Benouamer (Cercle Dijon Bourgogne/D1).
- Le club de boxe anglaise des Saugeraies à Mâcon « Akabar Wadir Boxing Academy Mâcon » a vu le jour en 2011. On peut y pratiquer de la boxe éducative, loisir, amateur et professionnelle.
- La MJC Héritan, une des premières MJC de France, elle a vu le jour en 1955. À ce jour, c'est environ 2 000 adhérents qui fréquentent les activités de cette structure associative d'éducation populaire ; elle est affiliée à la FFMJC (Fédération française des MJC) et à la Fédération Régionale de MJC de Bourgogne. La MJC Héritan propose plus de 60 activités et clubs.
- Les marshals de Mâcon, club de football américain fondé en 2014, évolue en division régionale. En 2015, il compte une trentaine de licenciés.

#### Infrastructures sportives

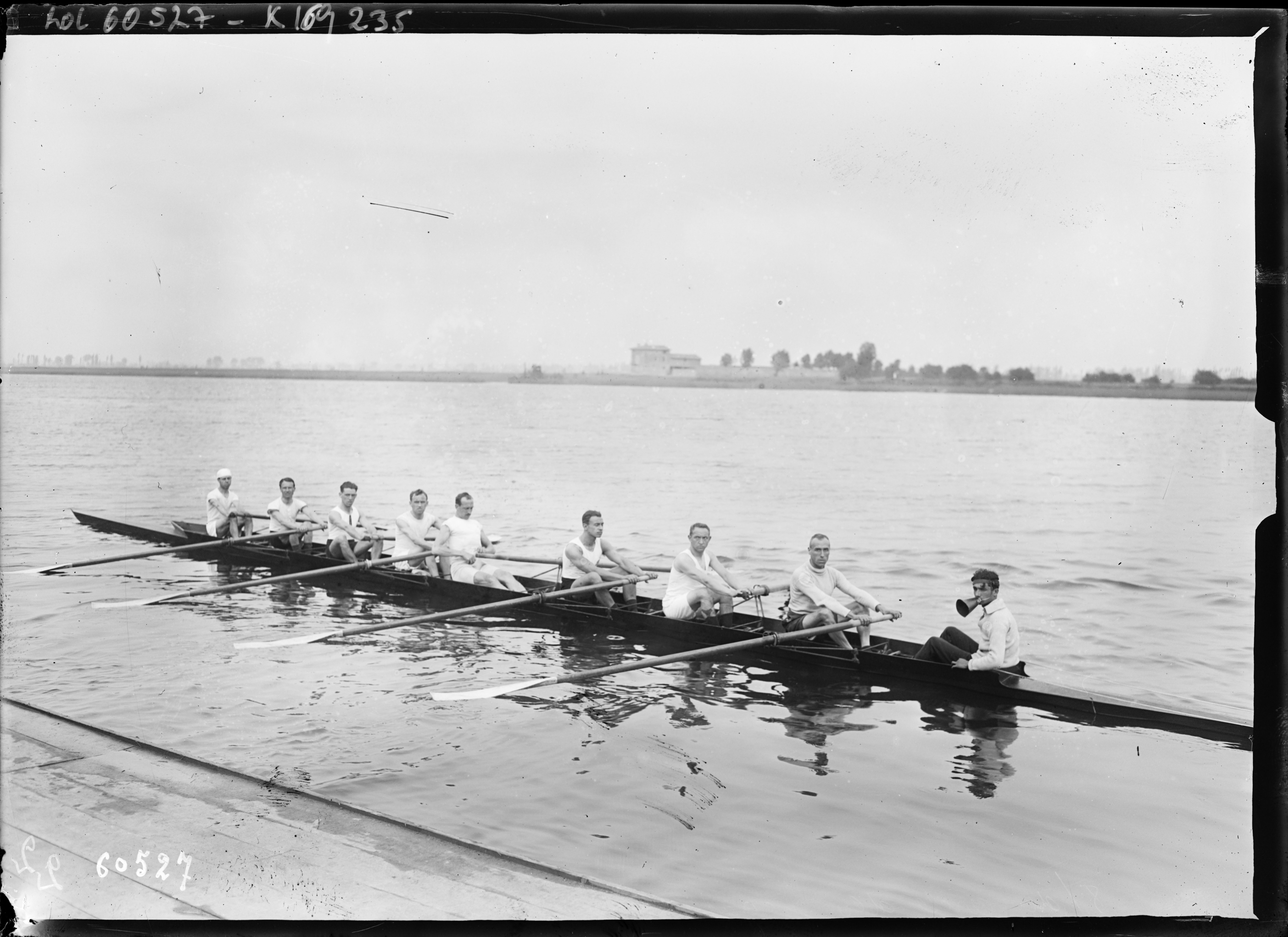
Le 8 du cercle des régates de Bruxelles lors des championnats d'Europe d'aviron en 1920.

Les infrastructures sportives de Mâcon sont nombreuses et concentrées dans des lieux précis. La Saône en fait partie puisqu'elle est le lieu privilégié des rameurs. La ville y a accueilli les championnats d'Europe d'aviron à quatre reprises en 1894, 1920, 1951 et en 1959. Elle a fait de même avec les championnats de France d'aviron plusieurs fois.
Entre le quartier de Marbé et la Saône, le parc nord regroupe diverses infrastructures dont le palais des sports. Près de ce gymnase, le parcours d'activités physiques aménagé, communément appelé parcours PAPA, fait le bonheur des promeneurs de Mâcon et de ses alentours. On y trouve aussi cinq terrains de football dont un en revêtement synthétique et un skatepark inauguré en 2014.
Au sud de ce parc, on trouve 9 courts de tennis en résine dont 4 sont couverts, il y a aussi deux courts en terre battue. Enfin, de l'autre côté de la rue Pierre de Coubertin, le centre aquatique accueille les Mâconnais en été comme en hiver et comporte un bassin olympique.

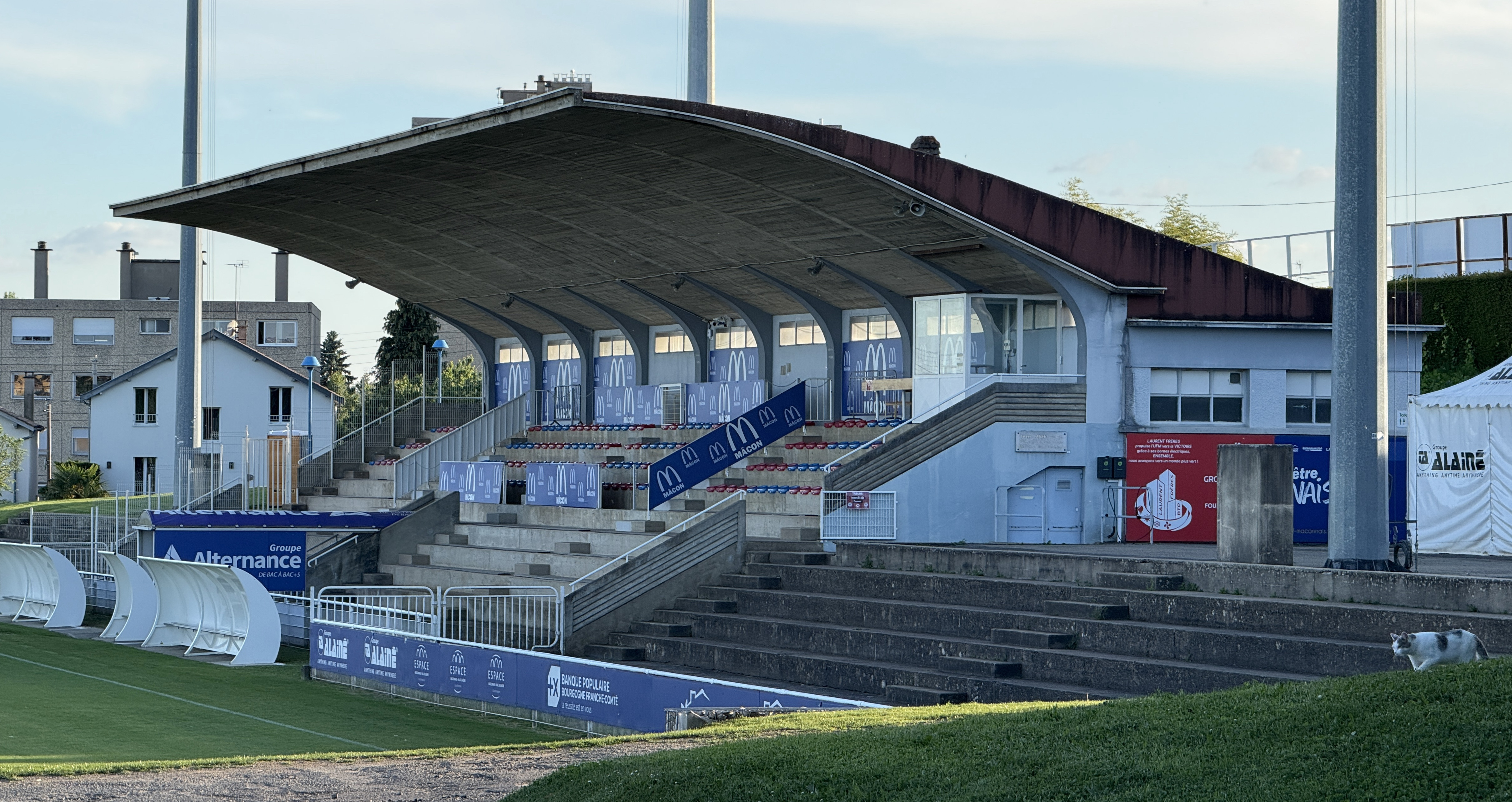
Tribune du stade Pierre-Guérin.

À Champlevert, au sud-ouest de la ville, le quartier concentre les infrastructures des clubs importants de Mâcon. En effet, on trouve le stade Pierre Guérin qui accueille l'UF Mâcon et l'équipe féminine du RC Flacé Mâcon ainsi que le stade Émile-Vanier qui reçoit les rencontres de l'AS Mâcon. Ce stade est aussi utilisé pour l'athlétisme. Le 20 juin 1981, Thierry Vigneron alors perchiste français battit le record du monde du saut à la perche avec une performance égale à 5,80 m. Cependant, son record fut battu six jours après.
Au nord-ouest, le complexe de la Grisière dit espace sportif Antoine Griezmann est un site de 7 hectares. Construit en 2018 et inauguré les 16 et 17 juin de la même année en présence de la ministre des Sports Laura Flessel, l'espace comporte notamment le stade d'athlétisme Marie-José-Pérec homologué IAAF avec huit couloirs de course et une tribune de 500 places. En plus du circuit Alexandre-Quillien et du terrain de moto-cross présents initialement sur le site, le complexe accueille le stade Michel-Guinot pour le RC Flacé Mâcon, et le stade des Œillets pour le Sporting Club de Mâcon. Enfin, un boulodrome est composé de quatorze terrains de pétanque et un site d'escalade est installé au cœur des anciennes carrières de la Grisière.

### Médias

#### Presse locale
Les médias locaux présents à Mâcon sont sur tous les supports et à différentes échelles géographiques. En premier lieu, Le Journal de Saône-et-Loire, paru pour la première fois le 2 juillet 1826, est aujourd'hui la version départementale du Progrès. Ce journal quotidien paraît dans les environs sous l'édition de Mâcon. La Renaissance est un journal hebdomadaire d'information locale et régionale.
Sur le web, Mâcon Infos est un média indépendant et gratuit qui traite des informations du Mâconnais. La Scène Mâconnaise traite depuis 2012 de l'actualité musicale de la ville. L'indépendant mâconnais  existe depuis 2021, sur le web, site d'informations indépendant.

#### Télévision locale
Au niveau télévisuel, France 3 Bourgogne est l'une des antennes régionales de France 3, émettant sur la Bourgogne. Elle a un bureau sur Mâcon et les Mâconnais peuvent la capter grâce au site de diffusion TNT du Bois de Cenves, situé à la limite du Rhône et de la Saône-et-Loire.

#### Radios locales
- Radio Aléo est une radio locale et musicale fondée en 1996 spécialisée dans la chanson française[95]. Elle émet sur 104.8 FM.
- Jusqu'en 2016, il existait une seconde radio locale, Club Altitude, qui a fermé par manque de subventions. Elle émettait sur 105.7 FM à Mâcon et 94.3 FM à Cluny. Elle avait commencé ses émissions en 2008[JSL 21].
- Radio Scoop est une radio locale commerciale basée à Saint-Cyr-au-Mont-d'Or, près de Lyon. Elle possède un décrochage pour Bourg-en-Bresse qui concerne aussi Mâcon, où elle arrive en 2008 sur 88.2 FM.
- Nostalgie émet à Mâcon sur 98.2 FM avec un décrochage local mâconnais qui vise aussi Bourg-en-Bresse (93.1 FM) depuis 2011.
- Chérie est aussi présente à Mâcon sur 99.4 FM avec un programme local réalisé depuis Villefranche-sur-Saône et des décrochages publicitaires sur Mâcon, indépendants de la fréquence caladoise.
- Europe 2 est diffusée sur 95.5 FM et est rattachée à Europe 2 Bourgogne (programme réalisé depuis Dijon) mais des écrans publicitaires sont proposées sur Mâcon.

##### Liste desradios FM
- 88.2 Radio Scoop
- 88.8 France Culture[Note 14]
- 92.4 France Musique[Note 14]
- 95.1 RCF en Bourgogne
- 95.5 Europe 2 Bourgogne
- 96.1 Skyrock
- 98.2 Nostalgie Mâcon
- 99.4 Chérie Villefranche-Mâcon
- 99.8 France Inter[Note 14]
- 101.6 Europe 1
- 103.4 France Info[Note 14]
- 104.1 RMC
- 104.8 Aléo[95]
- 105.7 Jazz Radio[Note 15]
- 106.3 RTL
- 107.2 Rire et Chansons

## Économie

### Catégories socio-professionnelles des ménages
(janvier 2023).
Le tableau renseigne les données selon la personne de référence. Les sources tirées de l'INSEE et datant de 2013 montrent que la première catégorie des ménages est celle des retraités : 5 601 ménages sur un total de 15 994, soit 35 %.
| catégorie socio-professionnelle                   | nombre de ménages | %       | population des ménages | %       |
| ------------------------------------------------- | ----------------- | ------- | ---------------------- | ------- |
| Ensemble                                          | 15 994            | 100,0 % | 32 342                 | 100,0 % |
| Agriculteurs exploitants                          | 30                | 0,2 %   | 96                     | 0,3 %   |
| Artisans, commerçants, chefs d'entreprise         | 589               | 3,7 %   | 1 646                  | 5,1 %   |
| Cadres et professions intellectuelles supérieures | 1 088             | 6,8 %   | 2 460                  | 7,6 %   |
| Professions intermédiaires                        | 2 363             | 14,8 %  | 4 809                  | 14,9 %  |
| Employés                                          | 2 053             | 12,8 %  | 3 895                  | 12,0 %  |
| Ouvriers                                          | 3 232             | 20,2 %  | 8 675                  | 26,8 %  |
| Retraités                                         | 5 601             | 35,0 %  | 8 801                  | 27,2 %  |
| Autres personnes sans activité professionnelle    | 1 038             | 6,5 %   | 1 959                  | 6,1 %   |

Source : INSEE, RP2013 exploitation complémentaire.

### Entreprises et commerces

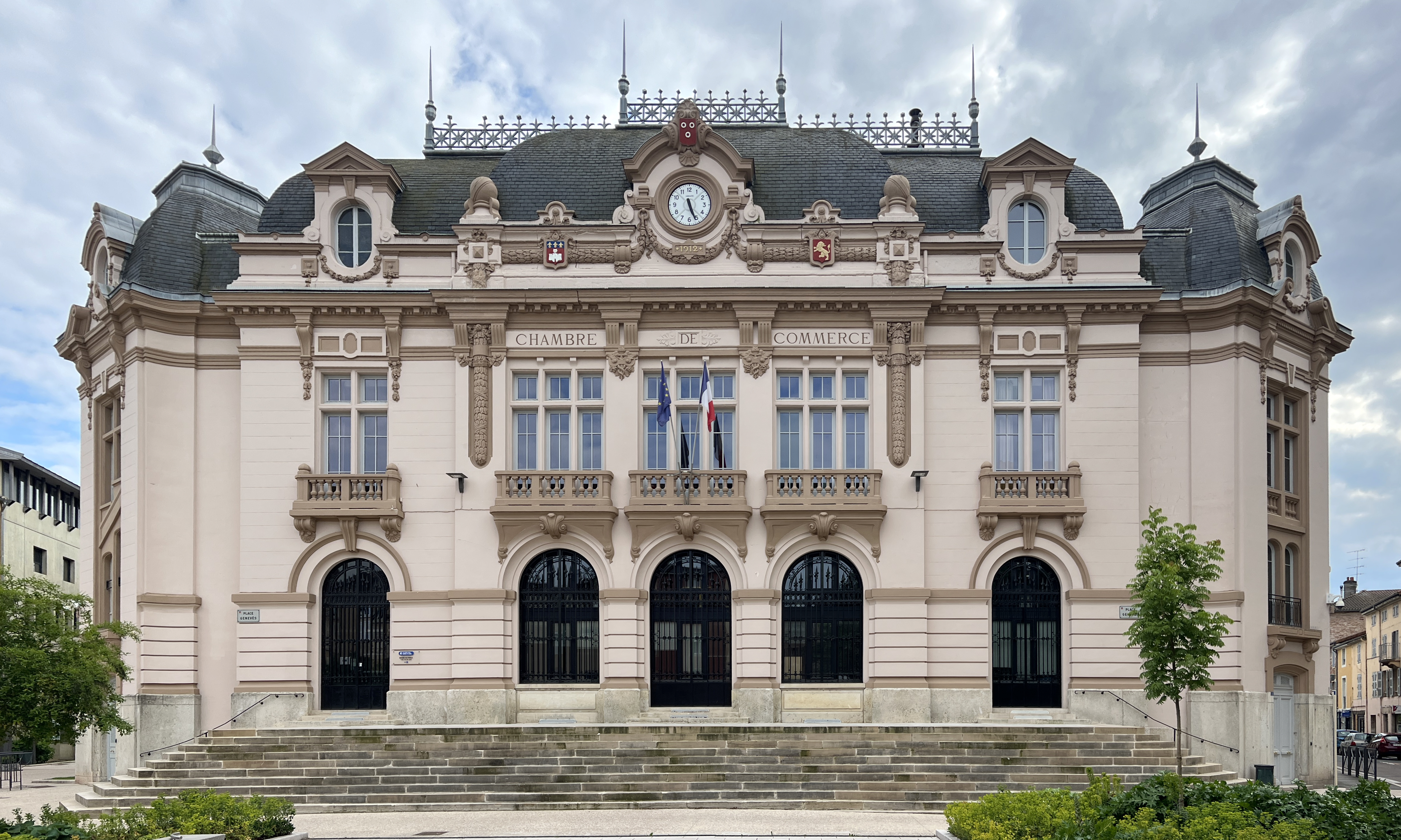
Chambre de commerce et d'industrie de Saône-et-Loire.

L'économie de la région mâconnaise est organisée autour de plusieurs domaines :
- viticulture et élevage ;
- port fluvial industriel ;
- métallurgie ;
- logistique et transports routiers ;
- plaisance fluviale.

Plusieurs zones concentrent de nombreuses entreprises. Au sud de la commune, les zones industrielles sud et du stand accueillent commerces, industries ainsi que le port fluvial. C'est dans ces zones que se trouve le siège social de Joker, entreprise spécialisée dans les jus de fruits qui possédait la plus grande part de marché en France dans le secteur en 2011 avec 11,8 %.
À l'ouest de ces zones, autour de la gare TGV de Loché, se sont implantées diverses entreprises. Censée attirer les entreprises, l'implantation de cette gare n'eut pas l'effet attendu, la première zone créée n'attire aucune entreprise. En 1987, la zone d'activités des Berthillets située à proximité à Charnay-lès-Mâcon attira davantage les entreprises du fait des avantages financiers qu'offrait la commune. Avec la création de la communauté d'agglomération, les deux zones fusionnent.
Vers la gare de péage de Mâcon-Nord qui donne un accès à l'A6, des entreprises spécialisées dans l'industrie légère, la logistique, les services, l'hôtellerie et la restauration sont installées dans le parc d'activités de Mâcon-Nord depuis 1977.
Au nord de l'ancienne commune de Flacé, à la frontière avec Sancé, la ZAC des Platières regroupe en majorité des commerces sur les deux territoires. Durant la seconde partie du XXe siècle, le centre ville avait tendance à se vider de ses commerces. Toutefois, la tendance est à la réimplantation des commerces de proximité dont les halles de Saint-Pierre près de l'église du même nom.
Mâcon est le siège de la Chambre de commerce et d'industrie de Saône-et-Loire qui gère le port fluvial de Mâcon à travers Aproport, le CFA Automobile et l'aérodrome de Mâcon-Charnay. Elle est également le siège de la Chambre d'agriculture de Saône-et-Loire.

## Culture locale et patrimoine

### Lieux et monuments
La ville possède un patrimoine important avec 24 édifices protégés aux monuments historiques avec 6 bâtiments classés et 18 inscrits. De plus, parmi ces édifices, quatre sont inscrits à l'inventaire supplémentaire des monuments historiques avec cinq autres bâtiments dont trois lavoirs.
En 2015, le théâtre Louis Escande, la tour des archives, le quartier de Bioux, l'immeuble curviligne de Bioux et le centre nautique Paul-Bert ont été labellisés Patrimoine du XXe siècle.

#### Édifices religieux
Mâcon comporte de nombreux sites religieux, la majorité d'entre eux est liée à la religion chrétienne.

##### Églises catholiques et chapelles

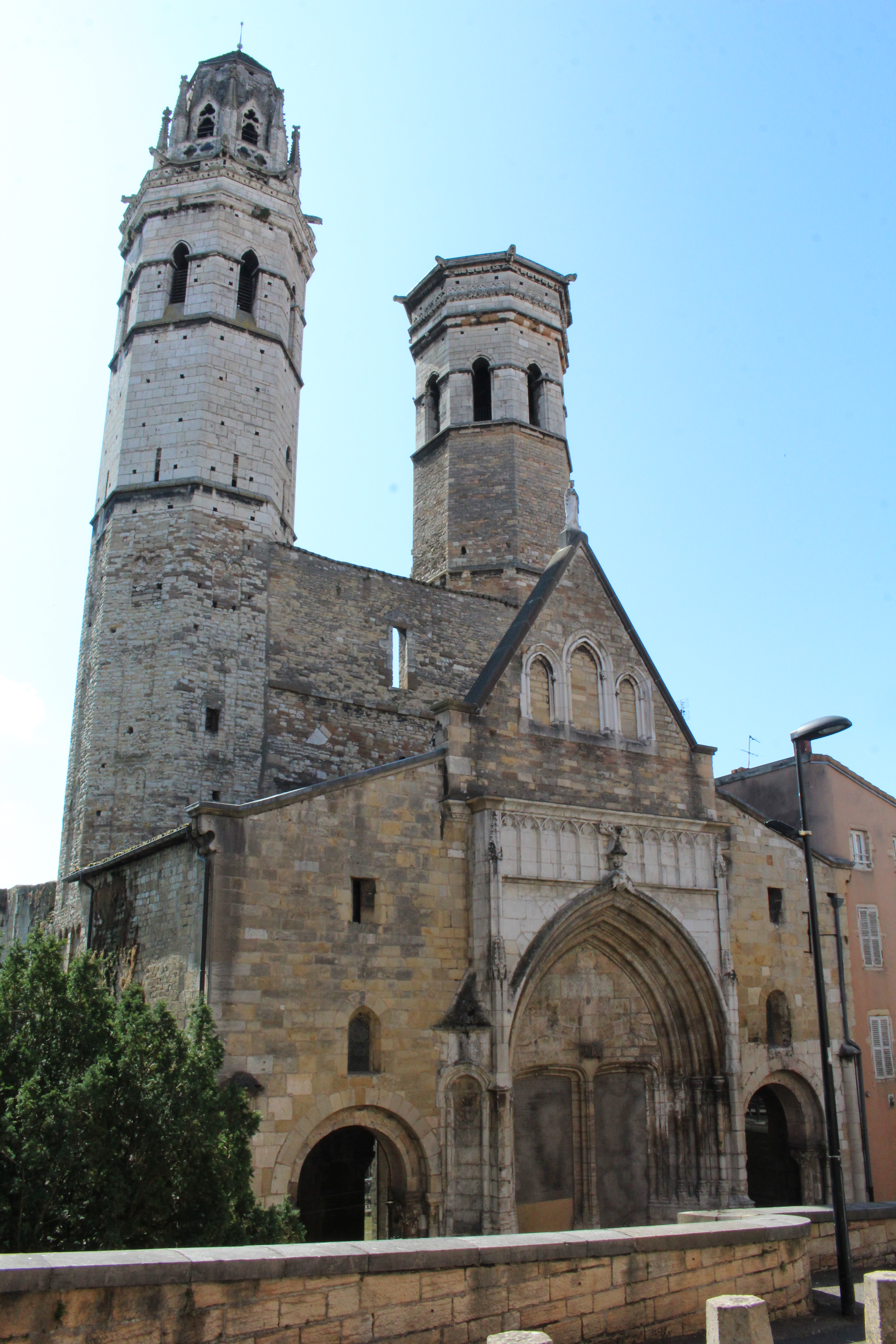
L'ancienne cathédrale Vieux-Saint-Vincent, romane et gothique.

L'ancienne cathédrale Saint-Vincent dite Vieux-Saint-Vincent est située en centre-ville, rue de Strasbourg, cette cathédrale du XIe siècle est classée monument historique depuis 1862. Autrefois cathédrale du diocèse de Mâcon, cette dernière a perdu ce statut au début du XIXe siècle depuis la construction de l'église cathédrale Saint-Vincent. Située rue du Huit-Mai-1945, cet édifice fait face au square de la Paix et a été financé par Napoléon. Elle fut bâtie sur l'emplacement d'un ancien temple romain et c'est dans cet édifice qu'eurent lieu le 4 mars 1869 les obsèques de Lamartine. Bien que le diocèse de Mâcon eut été supprimé et au profit de celui d'Autun durant Le Concordat, l'église garde le titre de cathédrale du fait qu'elle soit l'église titulaire de l'ancien diocèse.

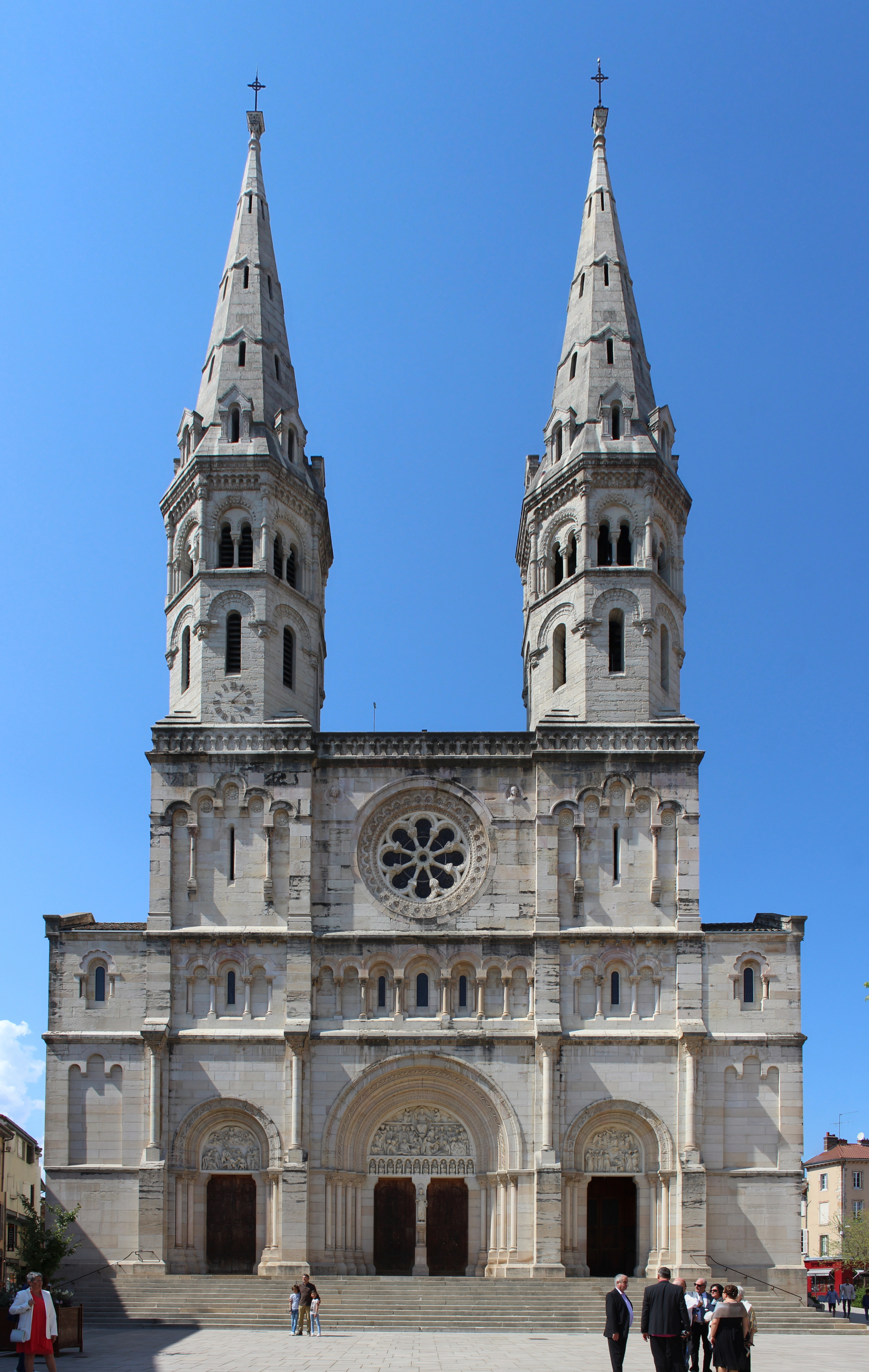
L'église Saint-Pierre, de style néo-roman.

Derrière l'hôtel de ville de l'autre côté de la place Saint-Pierre trône l'église éponyme. Construction décidée par la municipalité, la plus grande église de la ville avec ses 75 mètres de long, ses 30 mètres de large et ses tours à 53 mètres de hauteur est de style néo-roman. Elle fut construite entre 1859 et 1865 selon les plans d'André Berthier, élève de Viollet-le-Duc. Au fond de l'impasse Jean-Bouvet, au sein de l'ancien hospice départemental se trouve une église construite selon les plans du même architecte en 1853.
Hors du centre-ville, d'autres églises font partie du paysage mâconnais. Par exemple, l'église Saint-Clément située sur la place éponyme était celle du village de Saint-Clément, aujourd'hui quartier de la ville au sud du centre. Désaffectée en 1973 du fait sa vétusté, des fouilles menées entre 1985 et 1993 ont permis la découverte de sarcophages, de fondations d'une église du VIe siècle ainsi que des murs des cinq bâtiments construits successivement au fil des années. Menacée de destruction avant ces découvertes archéologiques, le bâtiment a été inscrit monument historique en 1993. Afin de remplacer la vieille église du quartier, la nouvelle église Saint-Clément a été construite en 1973 près de l'ancienne le long de la rue de Lyon.
À l'extrême sud du territoire dans la commune associée de Loché, l'église Saint-Jean-l'Évangéliste, de style roman clunisien est situé le long de la route de Vinzelles et accolé au cimetière du village. Ayant subi des dégâts durant la Révolution, elle a été rénovée dès 1873 et devient un monument historique inscrit en 1926,.
Du côté nord, l'église Sainte-Eulalie est l'église du village de Flacé-lès-Mâcon. Sur le territoire de cette ancienne se trouve aussi l'église Notre-Dame-de-la-Paix près de la cité administrative. Enfin, l'église Saint-Didier sise rue Vrémontoise est l'église paroissiale de Sennecé-lès-Mâcon.
En plus des églises, il existe de nombreuses chapelles dont l'ancienne chapelle des Récollets située le long de la rue Senecé et devenue aujourd'hui une maison de l'archéologie. De plus, il reste encore les chapelles des anciens couvents de la Visitation, des Ursulines, des Franciscains, des Capucines et des Minimes. Au niveau de la rue Rambuteau se trouve la chapelle de la Providence construite en 1748 à la demande de l'abbé Louis Agut dans un ancien hopsice devenu une maison de retraite. Autour du square de la Paix, les chapelles de l'Hôtel-Dieu et de l'école privée Jeanne-d'Arc s'ajoutent à l'église Saint-Vincent.
Les autres chapelles de la commune sont celle de la Charité à l'hôtel Soufflot, celle de l'Œuvre de la Jeunesse ainsi que celle du cimetière Saint-Brice.

##### Établissements de communauté religieuse

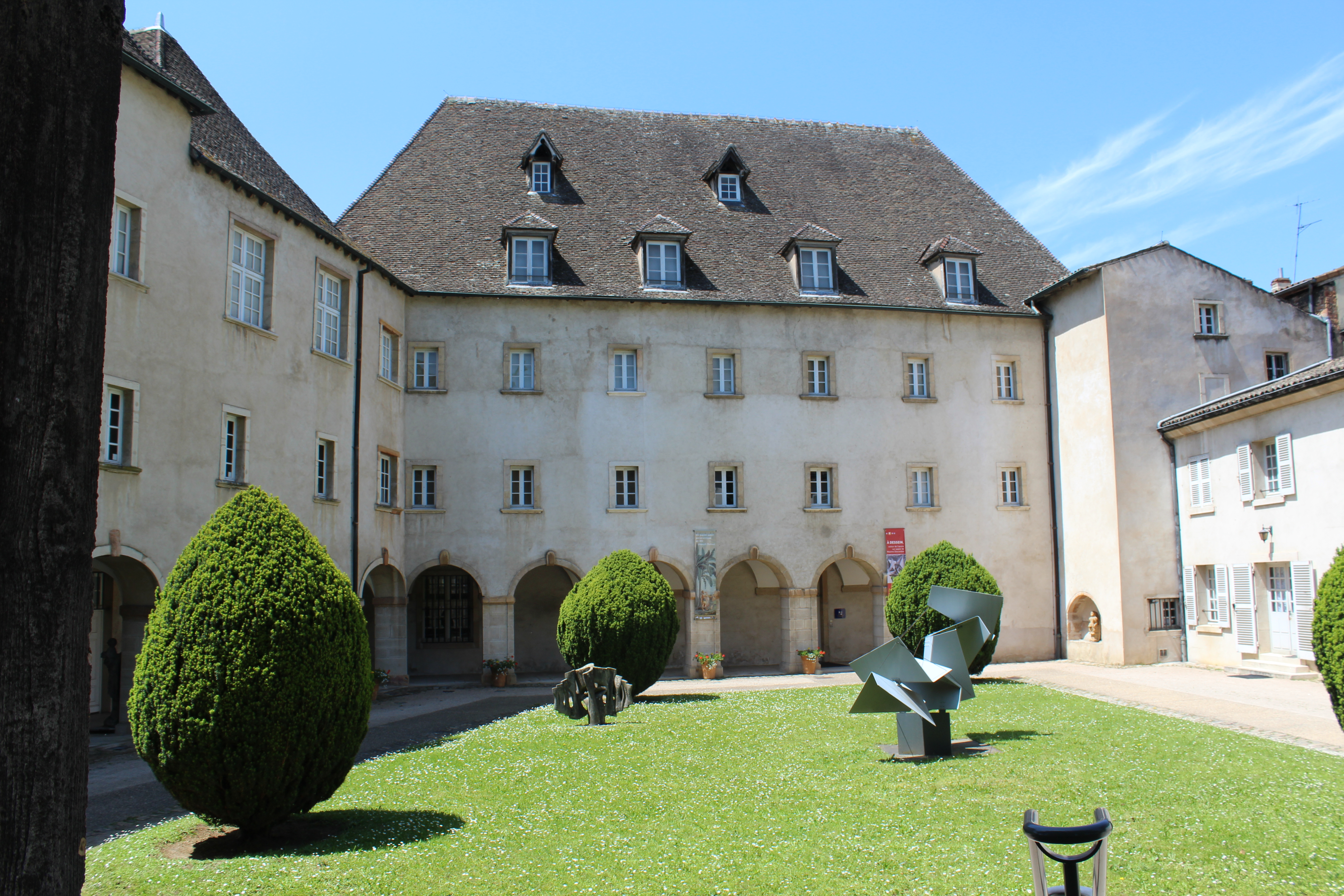
L'ancien couvent des Ursulines, devenu musée.

Plusieurs couvents étaient installés dans la ville-préfecture mais sont aujourd'hui presque tous vidés de leurs occupants. L'ancien couvent des Ursulines sis rue des Ursulines, est installé sur le plateau de la Baille et date de 1680 . À partir de la Révolution, le couvent est utilisé pour occuper diverses fonctions dont une maison d'arrêt où le père de Lamartine sera incarcéré. En 1796, les lieux deviennent la caserne Puthod et ce jusqu'en 1929, année durant laquelle l'édifice fut désaffecté et rétrocédé à la Ville. Inscrit aux titres des monuments historiques depuis 1929, l'édifice accueille depuis 1968 le musée des Ursulines.

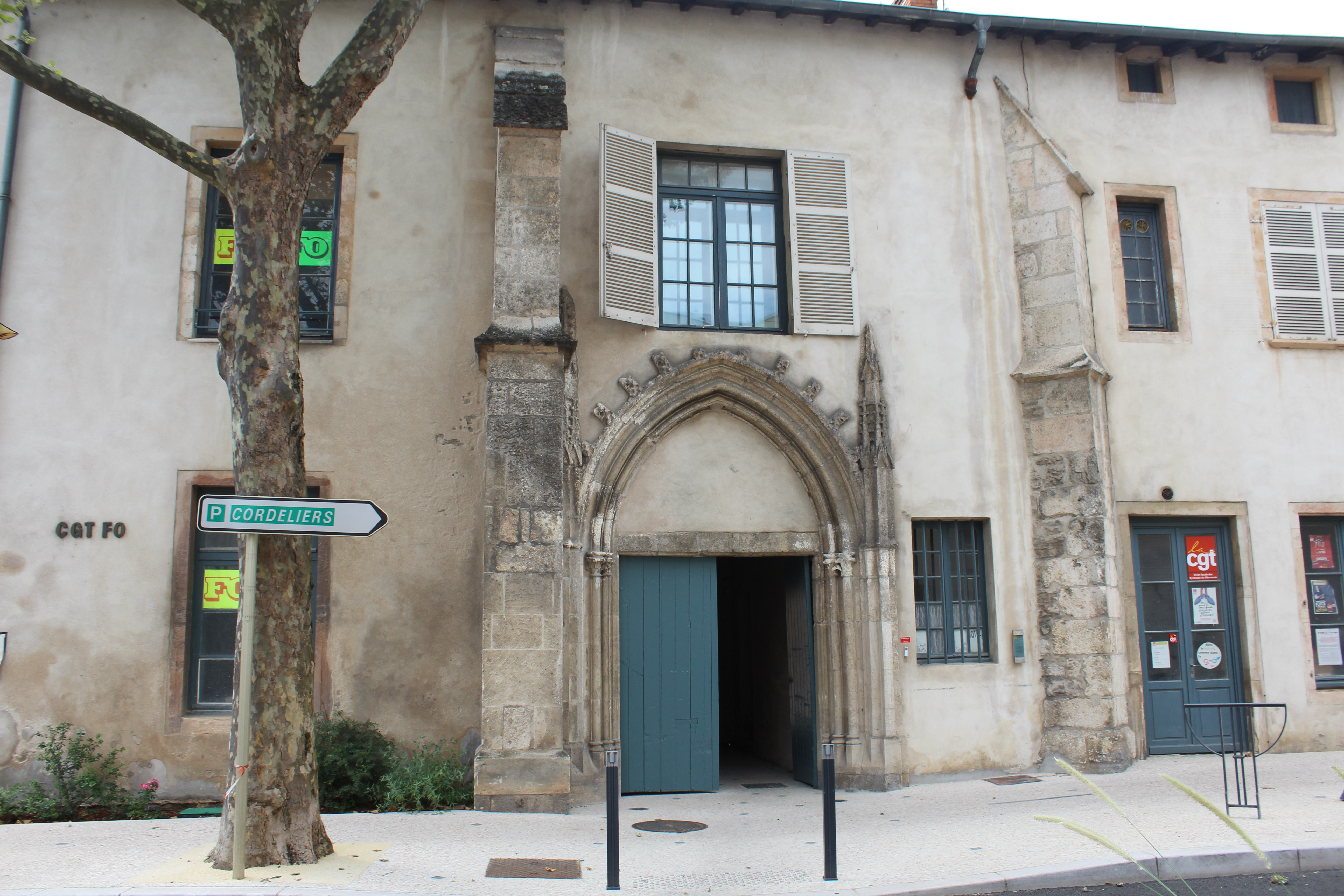
L'entrée de l'ancien couvent des Cordeliers.

Autre couvent inscrit en 1929, le couvent des Cordeliers sis sur la place éponyme a été vidé de ses occupants à la Révolution, est devenu une maison de retraite, une gendarmerie puis une intendance militaire avant de devenir la maison des syndicats dans les années 1960.
L'ancien couvent de la Visitation, qui porta aussi le nom des Ursulines, est situé place des Carmélites. L'ensemble fut construit au XVIIe siècle et y accueillait des religieuses jusqu'en 1995 (année où les dernières occupantes rejoignirent la congrégation de Nevers) et appartenait au département entre 1995 et 2015. Derrière l'église Saint-Pierre, l'ancien couvent des Minimes a fait l'objet de plusieurs aménagements durant les années 2010 avec notamment l'implantation des halles Saint-Pierre en 2015.
Le couvent pour les Jacobins le long de la rue Léonce Lex fut fondé par Saint Louis en 1255. Autrefois l'un des domaines les plus vastes de France, ce lieu est chargé d'histoire car il a été le siège de l'inquisition, les États du Mâconnais y tenaient réunion en 1433 et il fut pillé par les protestants en 1562. Il fut reconstruit en 1621 mais les religieux ont dû céder des parcelles pour la construction de l'actuel palais de justice et de l'ancienne prison. Vendu à la Révolution, les locaux resteront inoccupés jusqu'à l'installation de la fondatrice des Saints-Anges en 1844.
Entre 1875 et 1904, le quartier de Saint-Clément accueillait l'abbaye Notre-Dame-du-Sacré-Cœur près de la rue des Trappistines.

##### Autres bâtiments religieux

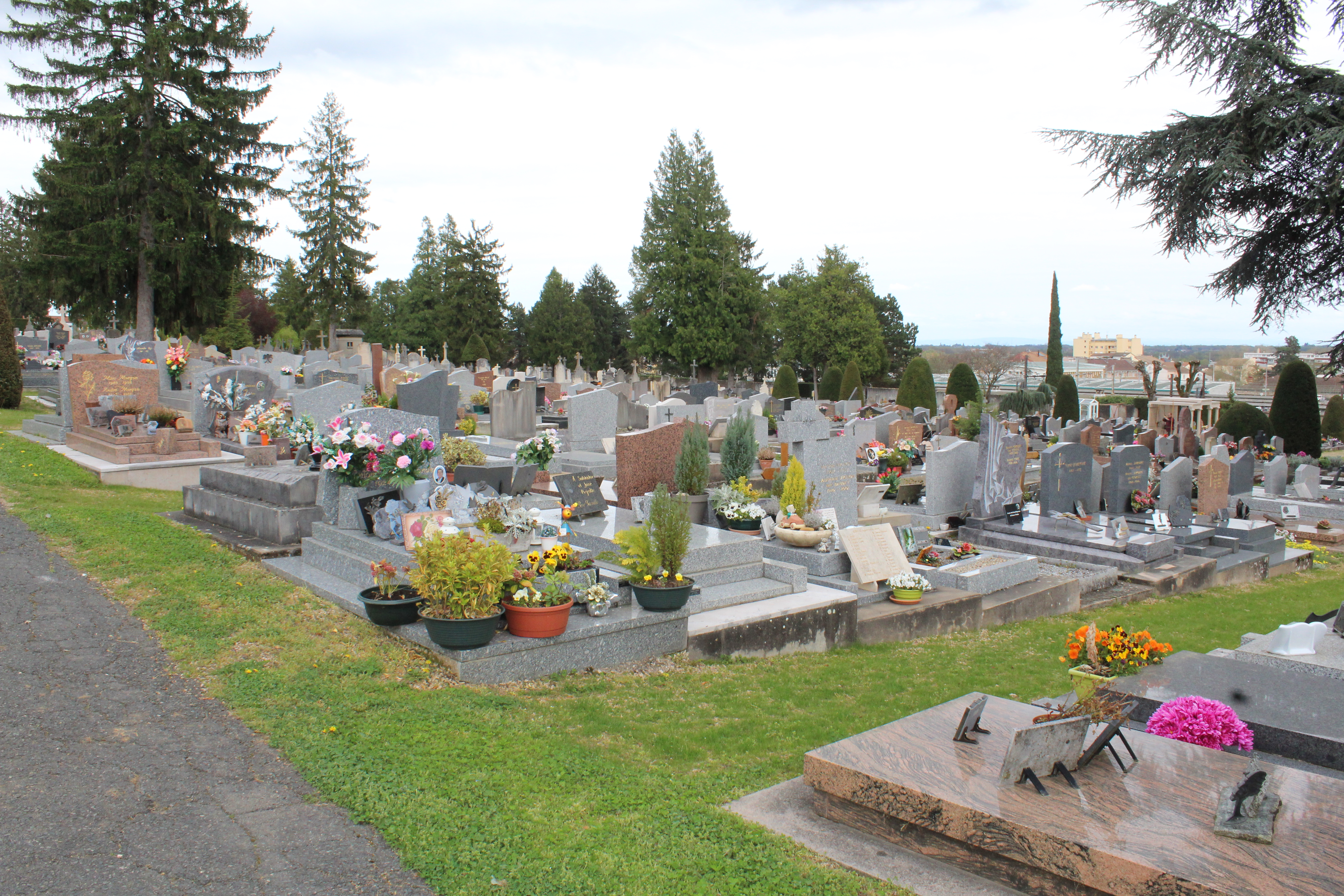
Tombes au cimetière Saint-Brice.

D'autres bâtiments religieux, chrétiens ou non, sont situés à Mâcon. Tout d'abord, on compte six cimetières. Le plus important est le cimetière Saint-Brice derrière la gare de Mâcon-Ville de l'autre côté de la voie ferrée. Les autres cimetières sont ceux des anciennes communes, c'est-à-dire Saint-Clément, Flacé, Loché, Saint-Jean-le-Priche et Sennecé-lès-Mâcon.

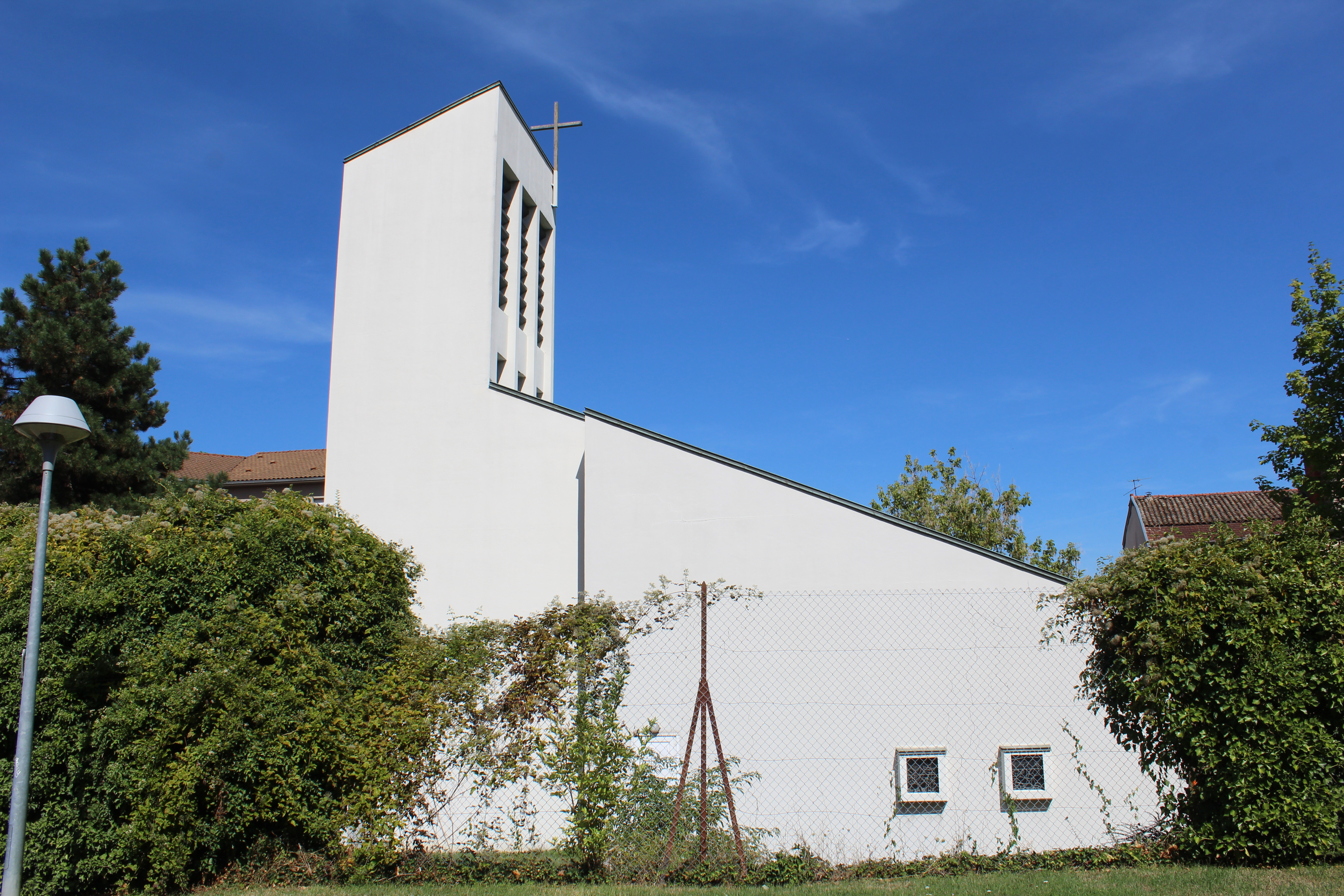
Temple protestant.

Le temple protestant, situé rue Saint-Antoine, a été bâti entre le 17 novembre 1963 et 1967 sur les plans de l'architecte suisse Oskar Bitterli,. La salle peut recevoir jusqu'à 200 personnes et le bâtiment est surmonté d'un clocher à trois cloches. Une église protestante évangélique est située le long de l'avenue De-Lattre-de-Tassigny, une assemblée évangélique au niveau de la rue du Concours et il y a un centre évangélique sis rue Rambuteau.
Dans le nord Sennecé-lès-Mâcon est installée une salle du Royaume pour les témoins de Jéhovah. Pour les musulmans, les mosquées Al-Fath (construite en 2014) et de l'Association culturelle turque de Mâcon ont été établies dans le quartier sud de la Chanaye. Les juifs possèdent aussi leur édifice religieux avec la synagogue Makhlouf-Zemour à côté de l'hôtel de Lamartine.

#### Monuments civils

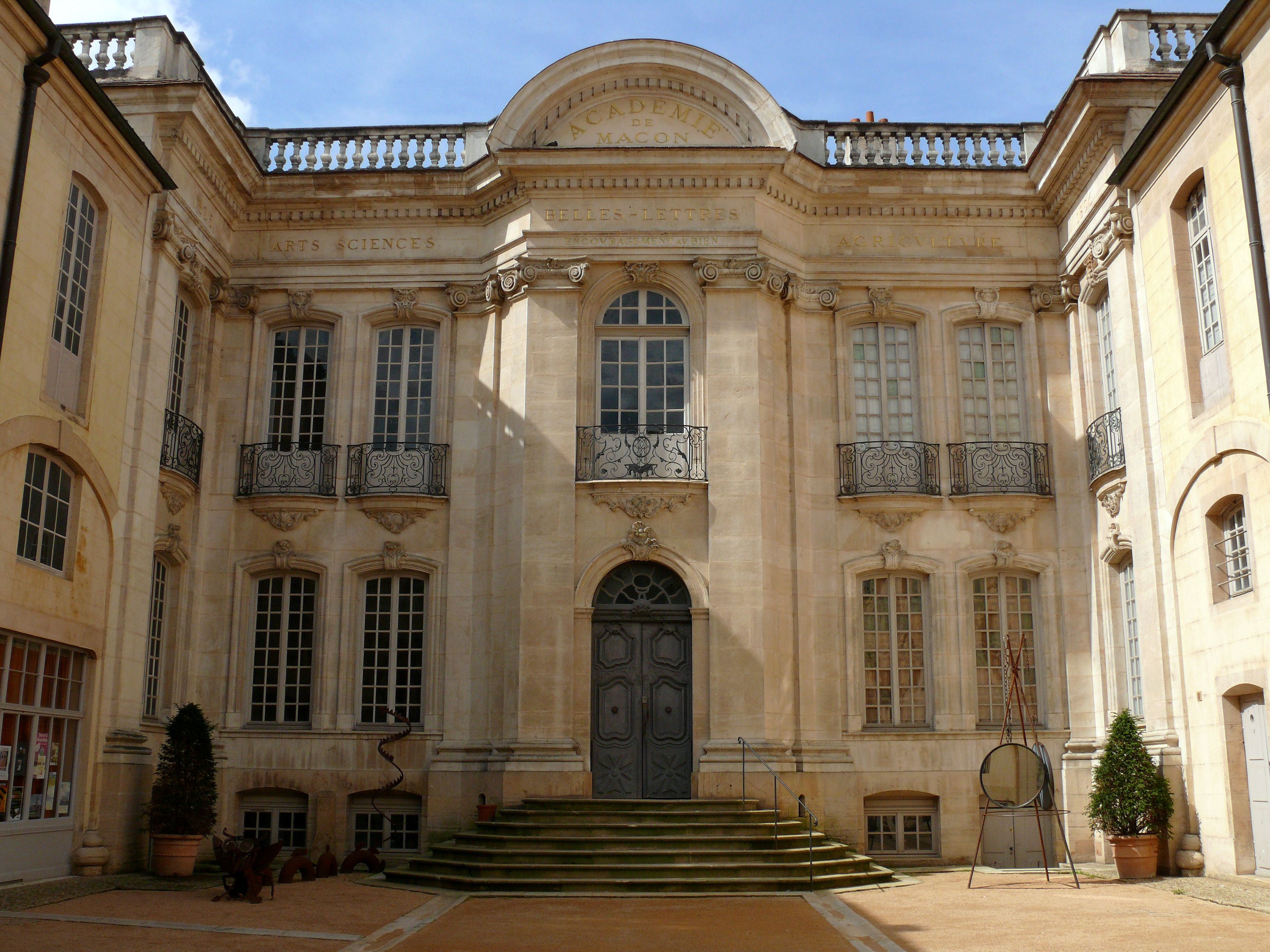
La façade de l'hôtel Senecé, siège de l'Académie de Mâcon.

Outre les monuments religieux, Mâcon regroupe de nombreux lieux non voués à la religion. L'hôtel Senecé, autrefois appelé hôtel de Marnay, abritait jusqu'en 2016 le musée Lamartine consacré au poète mâconnais. Toutefois, il accueille toujours l'académie de Mâcon, société des arts, sciences et belles-lettres fondée en 1805. Il fut classé aux titres des monuments historiques en 1962 mais n'est pas le seul hôtel particulier à avoir obtenu cette distinction puisque les hôtels Vantey, de Lamartine et de Rossan de Davayé ont été inscrits en tant que monuments historiques.

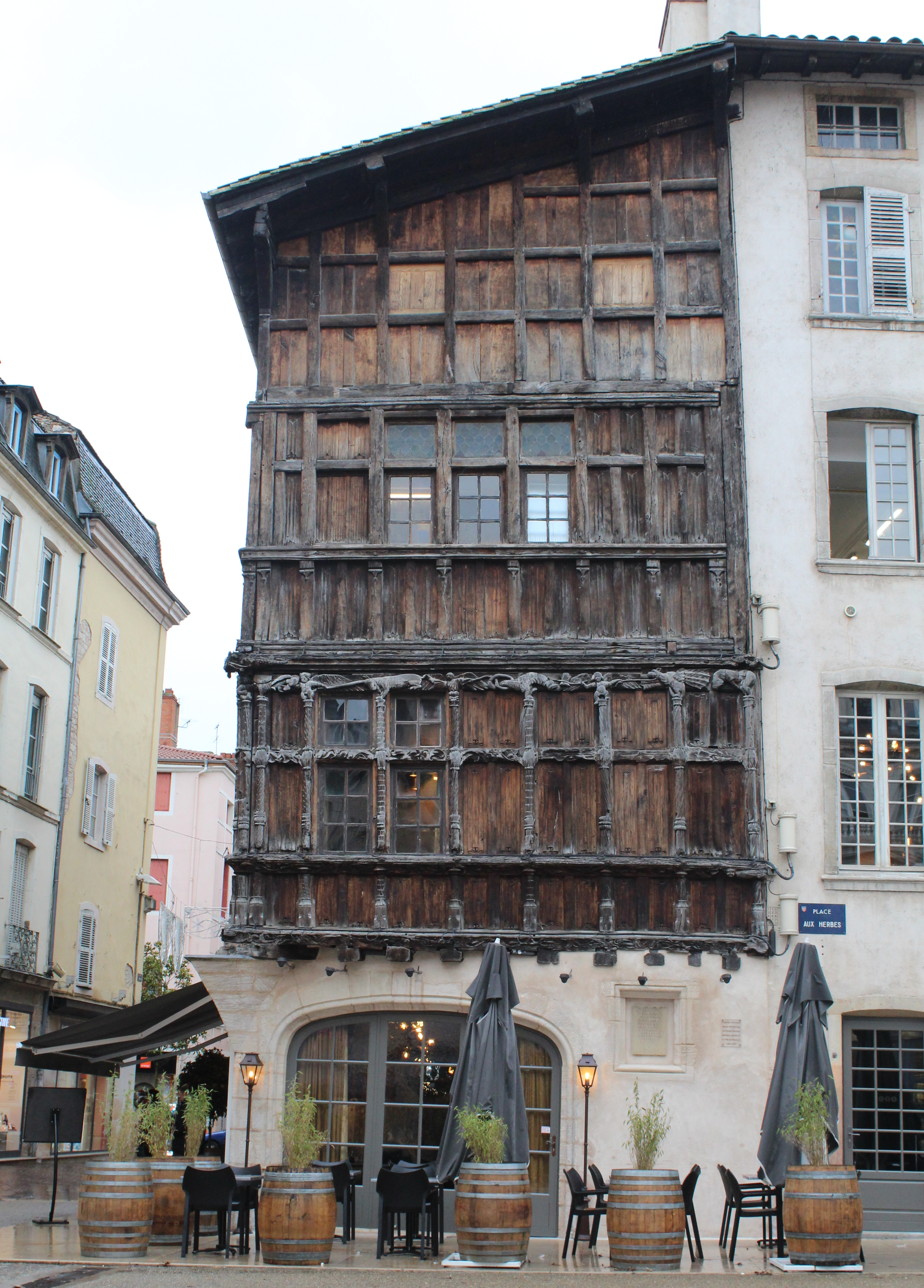
La maison de bois.

En plus de ces hôtels, divers immeubles ou maisons font l'objet de protections ou de curiosités. Par exemple, la maison de bois, construite entre 1490 et 1510, est certainement la plus ancienne maison de la ville. Le long de la rue Saint-Nizier, une maison comporte une fenêtre datant de la Renaissance tandis qu'on trouve la maison du bailli près de la rue du Paradis avec une tour gallo-romaine.

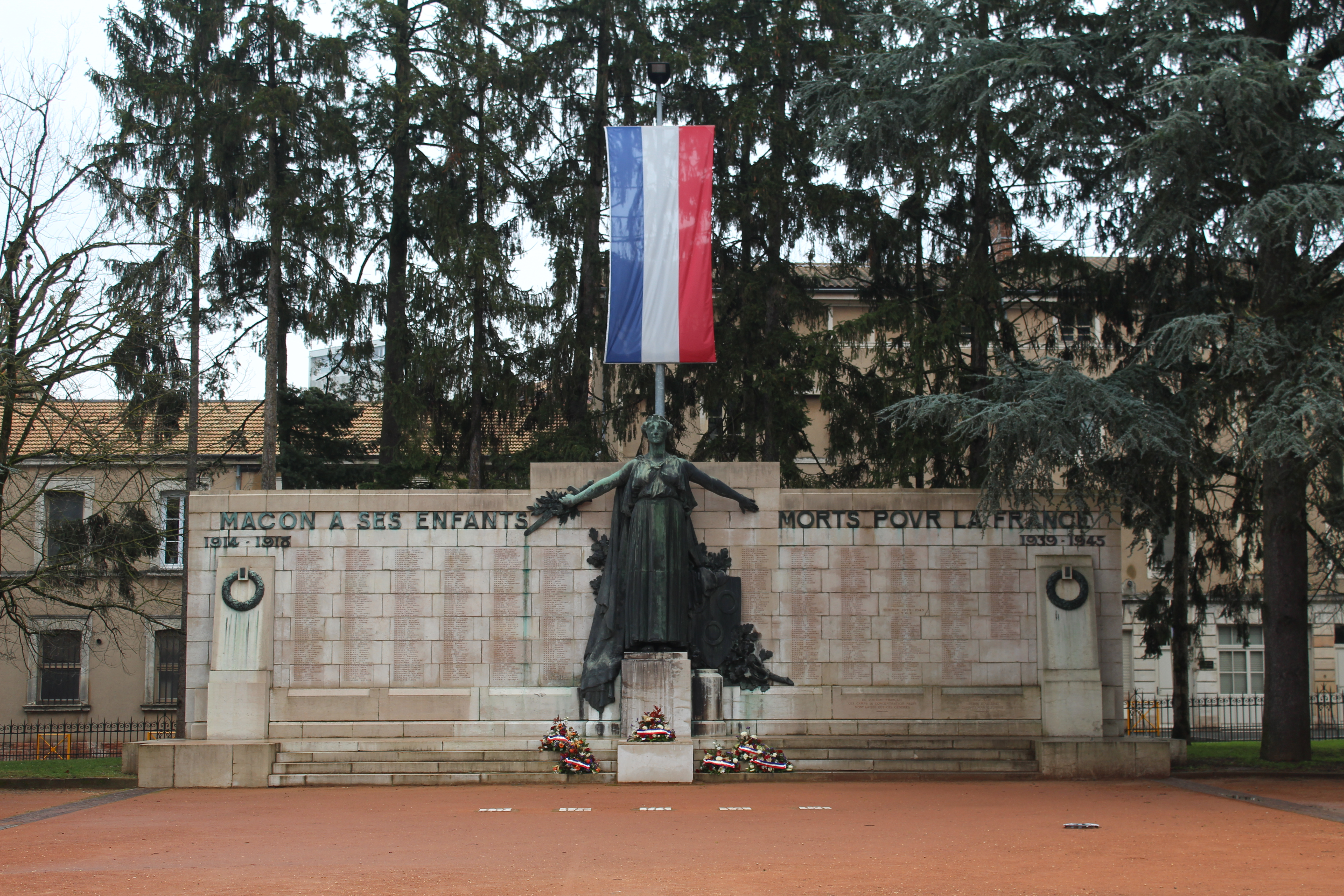
Le monument aux morts, édifié square de la Paix et inscrit au titre des Monuments historiques depuis 2016.

L'hospice de la Charité, œuvre de Jacques-Germain Soufflot, est situé le long de la rue Carnot. Il était l'une des premières charités, institution chargée de soigner les indigents et les déficients mentaux, de France.
Autre lieu consacré à la santé, l'Hôtel-Dieu fut construit dans la seconde moitié du XVIIIe siècle par Melchior Munet, élève de Soufflot. La première pierre fut posée le 5 avril 1761 et la construction du bâtiment fut achevée en 1770, année de son entrée en service. Le 1er mars 1764, le creusement des fondations valut la découverte du « trésor de Mâcon », fait de 30 000 pièces de monnaie d'or, de nombreuses pièces d'argenterie et de statuettes datées des années 260-270. Ce qu'il reste de ce trésor est conservé aujourd'hui au British Museum. Il reste une apothicairerie aux céramiques conservées dans des boiseries de style Louis XV.
Face à l'entrée de l'édifice se trouve le square de la Paix, ex-place d'Armes et de Fêtes, où est installé le monument aux morts qui honore l'ensemble des victimes des conflits des grandes guerres. L’ancienne place d’armes, idéalement située entre la cathédrale Saint-Vincent et l’Hôtel-Dieu, n'est en effet un square que depuis un siècle, à la suite d'aménagements intervenus entre 1920 et 1921, dans le contexte de la construction du monument aux morts (pour lequel la ville s'est tournée vers un sculpteur mâconnais, Alexandre Morlon, né en 1878 et décédé en 1951, issu d’une famille de tailleurs de pierre, élève d’Alexandre Falguière à Paris).
Dans un besoin de communiquer avec la Bresse séparée par la Saône, des ponts ont dû être érigés. Le plus ancien est le pont Saint-Laurent qui est aussi le plus connu. Dans le passé, il fut une frontière entre le royaume de France et les états qui prirent possession de la Bresse. Menacé de destruction dans les années 1980 car il empêchait les plus gros bateaux de passer, il fut sauvé grâce à la construction d'un canal de dérivation à l'est de Saint-Laurent-sur-Saône au début des années 1990. Malgré le maintien du pont dans le paysage mâconnais, la circulation automobile importante imposa la construction d'un autre pont qui fut concrétisé en 2009 avec le pont François-Mitterrand imaginé par l'architecte Alain Spielmann.

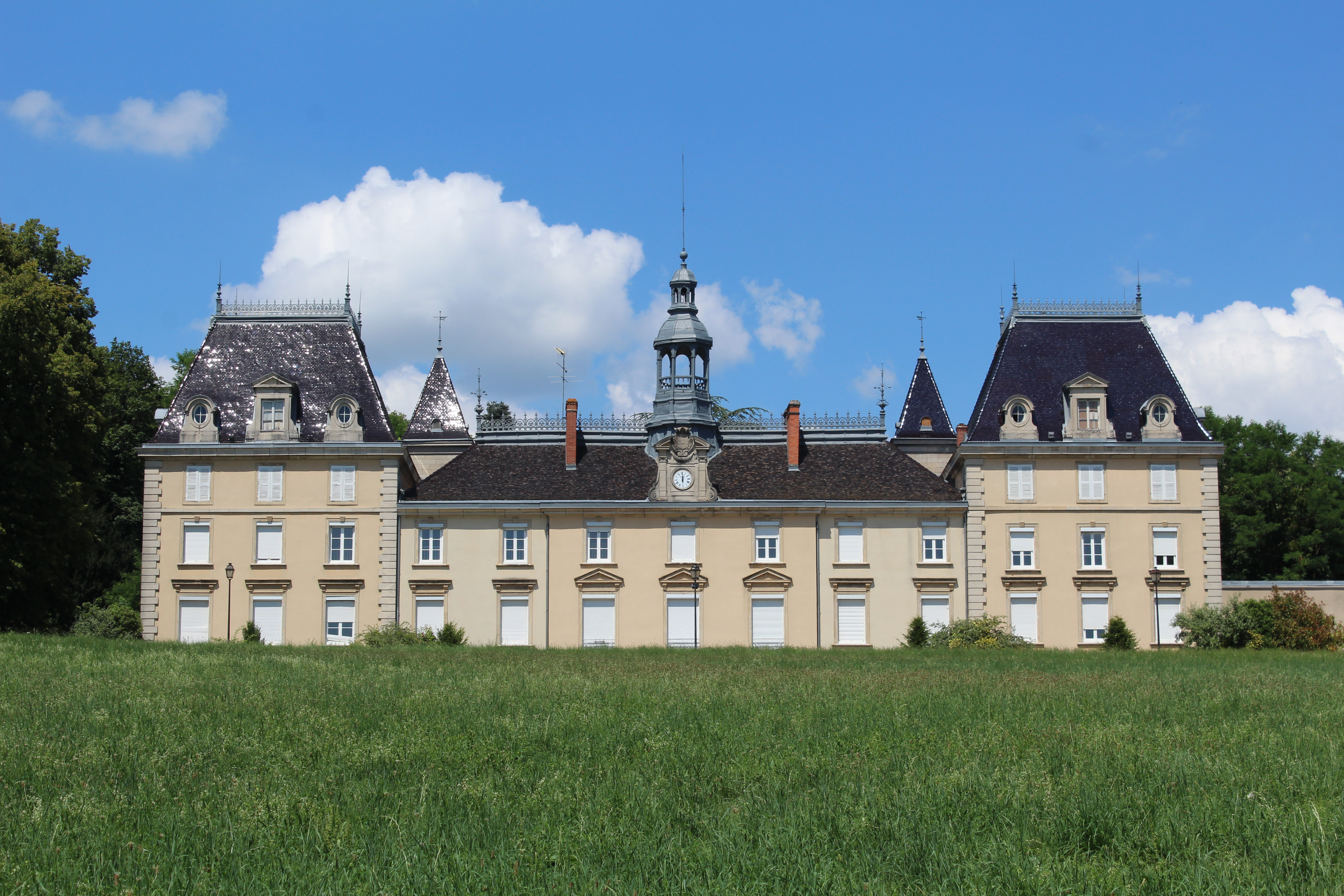
Une harmonieuse façade donnant sur un parc arboré clos de murs : celle du château Saint-Jean.

D'autres bâtiments ont des rôles administratifs, notamment l'hôtel Montrevel qui est aujourd'hui l'hôtel de ville. La caserne Duhesme, construite sur le territoire de Flacé en 1877 face à la menace de l'armée de partir à Chalon, est aujourd'hui occupée par le conseil départemental de Saône-et-Loire. L'hôtel de préfecture de Saône-et-Loire, datant du XVIIe siècle, était à l'origine le nouvel hôtel épiscopal, l'ancien ayant souffert des guerres de Religion. L'hôtel des Postes, construit entre mars 1911 et mai 1914 par les architectes Choquin et Jules Lavirotte, fut destiné à l'origine à la ville d'Alger, mais les autorités coloniales ont refusé le projet. Les plans n'ont pas été grandement modifiés, ce qui explique que le style soit plus oriental que bourguignon. Il fut inauguré le 1er juin 1914.
Le théâtre Louis-Escande (scène nationale), nommé en l'honneur du maire de la ville lors de l'inauguration du théâtre en 1975, est situé non loin de la Maison des vins, sur l'esplanade des Droits-de-l'Homme. Bâti en 1816 par Étienne Robin, le château Saint-Jean est situé sur l'ancienne commune de Saint-Jean-le-Priche.

### Patrimoine naturel

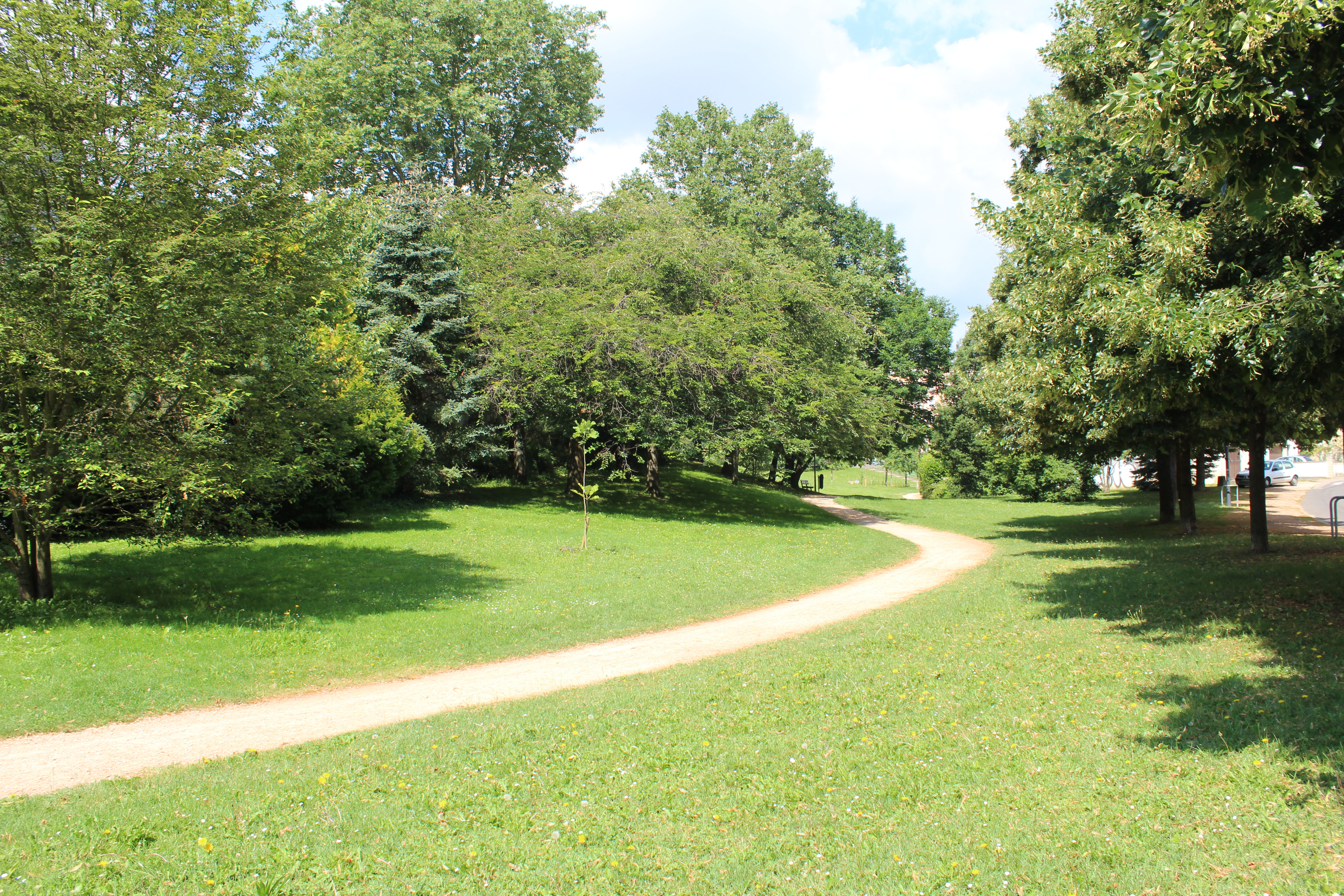
La vallon des Rigolettes.

Quelques parcs, jardins et squares sont dispersés dans la ville. Parmi eux, on peut citer la prairie Saint-Nicolas, le vallon des Rigolettes, le square de la Paix, le parc de l'Abîme ou le jardin Pierre-Sémard. Ces lieux font partie des 6 000 m2 des surfaces végétalisées et fleuries.
Pour le fleurissement de la ville, Mâcon a obtenu plusieurs récompenses dont en 1989 avec le grand prix national du fleurissement et le prix européen en 1995. La ville a été récompensée en 2007 par la distinction Grand Prix et quatre fleurs au concours des villes et villages fleuris. En 2010, elle reçoit une Fleur d'or, plus haute distinction nationale en matière de fleurissement et d'embellissement du cadre de vie. En 2016, elle reçoit sa seconde Fleur d'or, ce qui fait d'elle la 4e ville de France à obtenir cette double distinction. Pour assurer ces récompenses, 300 000 fleurs sont plantées chaque année dans les serres municipales avant d'être plantées dans les espaces verts et les ronds-points de la cité.

### Manifestations culturelles et festivités
- L'Été frappé, un festival gratuit consacré aux arts et à la musique a lieu chaque été de fin juin à fin août / début septembre dans toute la ville (en particulier sur l'esplanade Lamartine en bordure de Saône) proposant de nombreux concerts de différents genres musicaux (classique, chanson française, jazz, rock, folk, hip-hop, rap) mais aussi de nombreux spectacles (danse, comédie), des projections cinéma en plein air, des pièces de théâtre en plein air, des manifestations sportives… L'ouverture de ce festival est assurée chaque année par l'Harmonie Municipale de Mâcon. En 2011, le festival a attiré 48 000 spectateurs. Un chanteur ou une chanteuse "grand public", le plus souvent français, "tête d'affiche" du festival, donne un concert chaque année fin juillet ou début août[Note 16],[133].
  - Chaque année fin juillet, le Crescent Jazz Club organise pendant trois jours son propre festival de jazz, le Crescent Jazz Festival, partie intégrante du festival Été frappé, invitant à se produire des musiciens de jazz de renommée internationale.
  - Autre événement faisant partie intégrante du festival L'Été frappé : le festival Les Nuits d'Été de Mâcon. Pendant une semaine, fin juillet l'association Art en Liberté propose des concerts gratuits de musique classique dans les écrins de la Ville de Mâcon (Cloître du Musée des Ursulines, Cour de l'Hôtel Sénécé, Place de l'Église Saint-Pierre, Salle du Conseil de l'Hôtel de Ville). Chaque année, Les Nuits d'Été font le plein des 600 à 700 places mises à disposition du public.
- La Cave à Musique propose au tout début de l'été (juste avant la clôture estivale) une programmation spéciale en extérieur appelée Apéros dans la cour.
- La ville est également un vivier de groupes musicaux parmi lesquels Broussaï dont l'album Perspectives a été désigné « meilleur album reggae français » de l'année 2009 par les professionnels et le public.
- Le Festival Effervescence de Mâcon est un festival de cinéma qui a lieu chaque année en octobre.

### Équipements culturels

#### Cinémas

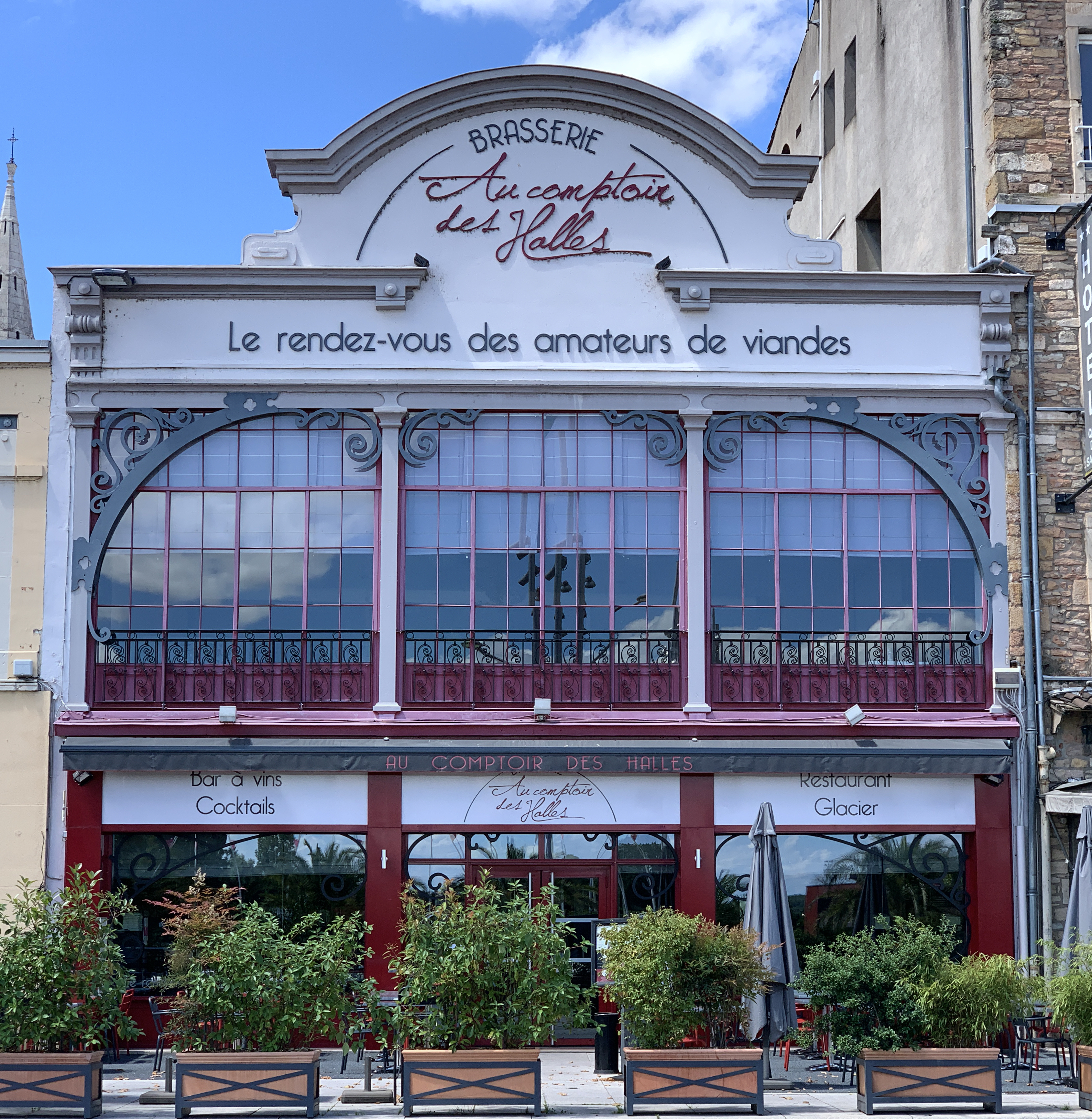
Le Cinéma Pathé, tout premier cinéma de Mâcon, redevenu aujourd'hui une brasserie.

Du fait de l'ouverture et de la fermeture successives de ses cinq différents cinémas au fil des années, il n'y a jamais eu dans l'histoire de Mâcon (en un peu plus d'un siècle, de 1907 à 2013) plus de trois cinémas (situés dans des lieux différents) qui aient fonctionné simultanément.
En 1907 est créée la première salle de cinéma mâconnaise sous le nom de Cinéma Pathé lorsque Cinéma-Exploitation reprend la salle de l'Eden-Concert, une brasserie-théâtre située sur le quai Lamartine (quai Sud) et voisine de l'hôtel de ville. La première séance a lieu le 26 décembre 1907. Cette salle unique fonctionne jusqu'à ce qu'elle devienne un bal public en 1930. Après être devenu un temps un restaurant chinois (Le Lotus bleu), le lieu fait l'objet fin 2014 de travaux de rénovation. Le 16 février 2015, il rouvrira à nouveau en tant que brasserie sous le nom de Au Comptoir des Halles,.
En 1913 s'ouvre une deuxième salle de cinéma, le cinéma Le Royal, rue Victor-Hugo. La première séance a lieu le 1er novembre 1913. Tenu par différents exploitants successifs (le dernier étant CinéAlpes), devenu par la suite « deux salles », le cinéma (aux quelque 500 places et au célèbre balcon) fonctionne jusqu'en juin 1990. Après quatre années consacrées au culte évangélique au moment de sa fermeture, le cinéma reste inoccupé à partir de 1994, laissant un sentiment d'abandon du bâtiment. En mars 2017, près de 27 années après sa dernière séance et au grand soulagement de nombre de Mâconnais, l'imposant bâtiment est enfin détruit. Avec la disparition de cet immeuble, c'est un pan de l'histoire culturelle de Mâcon qui disparaît à tout jamais. Mais c'est également une "verrue" qui va s'effacer de la vue des usagers qui fréquentent quotidiennement cette rue passante. Avec le rachat du site et des locaux attenants par l'investisseur Valéry Moret, le cinéma laissera la place à une résidence composée de 16 logements allant du T2 au T4, baptisée « Le Royal » avec un lancement des travaux en juillet 2017 et une livraison définitive du projet en juillet 2018 (le projet ayant pris du retard, les travaux sont toujours en cours à l'été 2020). La Drac de Bourgogne - Franche-Comté a émis le souhait de réaliser un diagnostic archéologique de l'ensemble du dallage et de la moitié du bâtiment situé au fond de la cour. La zone est sensible d'un point de vue archéologique, ainsi que l'ont confirmé des sondages des sols (qui se sont, en effet, révélés positifs) réalisés en juin 2016 sur les lieux par l'équipe de l'Inrap. Ces sondages ont ainsi révélé des zones d'occupations de l'époque antique, les éléments s'échelonnant de la fin de la période gauloise, 50 ans avant J.-C., jusqu'à l'ère 200 après J.-C,,,.

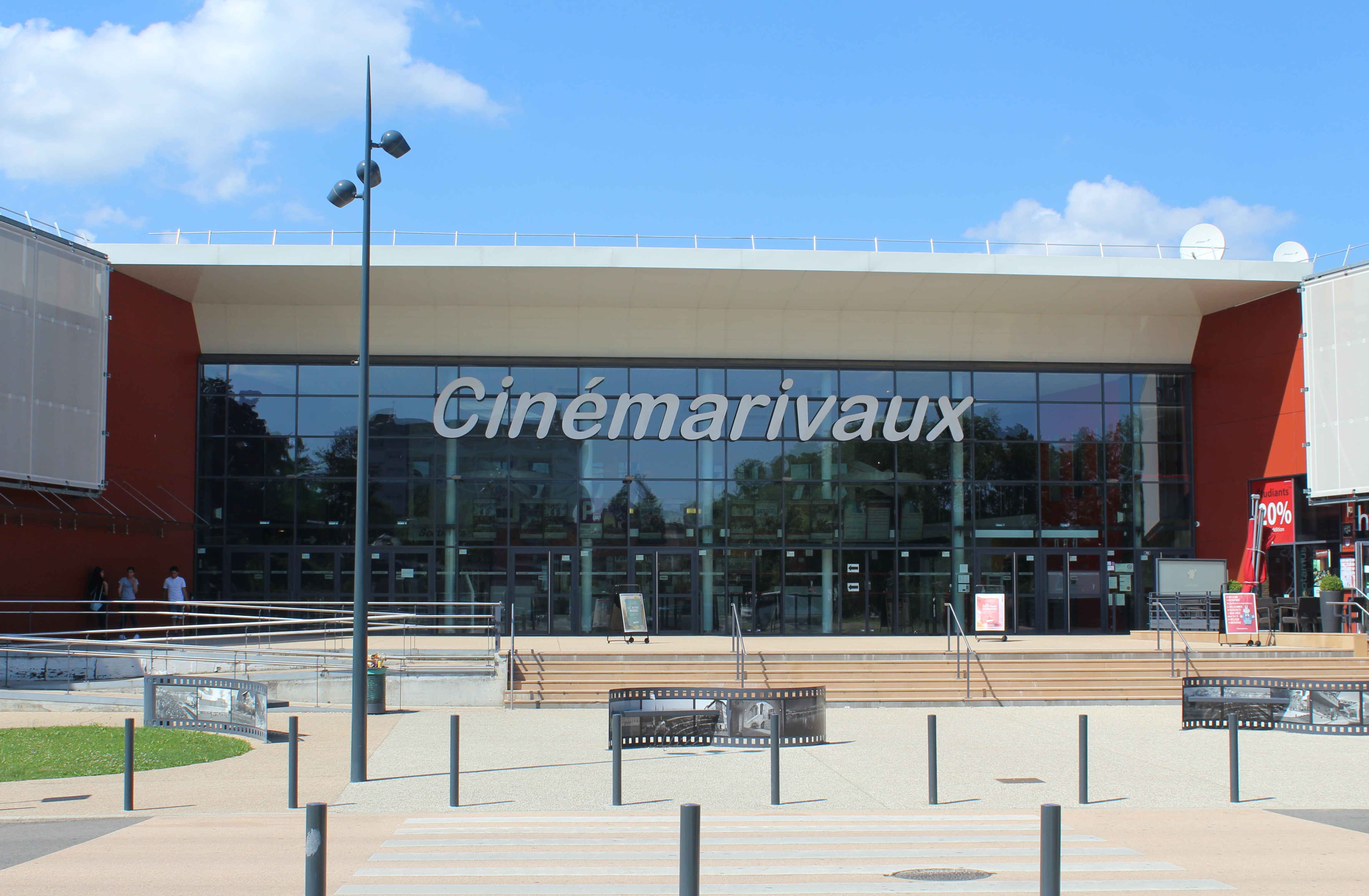
Le Cinémarivaux, tout premier cinéma multiplexe de Saône-et-Loire.

En 1920, une troisième salle de cinéma, rue de Lyon, propose également un programme de music-hall et de théâtre. D'abord connue sous le nom de Salon de Flore, elle devient Salle Marivaux. La première séance cinématographique a lieu le 11 décembre 1920. En 1981, Le Marivaux est transformé en cinéma trois salles (710 fauteuils) par le groupe CinéAlpes à la suite de l'agrandissement de la Chambre de commerce, l'entrée se faisant dorénavant du côté de la place Genevès.
En 1941 s'ouvre une quatrième salle de cinéma sous le nom de Rex, salle qui changera de nom plusieurs fois : Lux en 1958, Duo en 1968 et enfin Les Cordeliers en 1980, une fois reprise et transformée en cinéma trois salles (342 fauteuils) par le groupe CinéAlpes. Situé le long de la rue Loché, le cinéma Les Cordeliers tire son nom de la place des Cordeliers toute proche.
Les deux derniers cinémas encore en exploitation à Mâcon, Le Marivaux et Les Cordeliers fermeront tous deux en 2013 à la suite de leur remplacement (par le même exploitant CinéAlpes) par le Cinémarivaux, tout premier cinéma multiplexe à ouvrir à Mâcon et en Saône-et-Loire. Depuis le 6 mars 2013, cet équipement de 5 500 m², 11 salles de 110 à 420 places (dont 5 salles équipées 3D) et 2 124 sièges (dont 60 emplacements handicapés), équipé d'un parking en sous-sol de 200 places, marque le passage à la projection tout numérique. En juin 2022, le Cinémarivaux devient le Pathé Mâcon à la suite de son rachat fin 2019 par le groupe Pathé.

#### Lieux de spectacles

##### Couverts

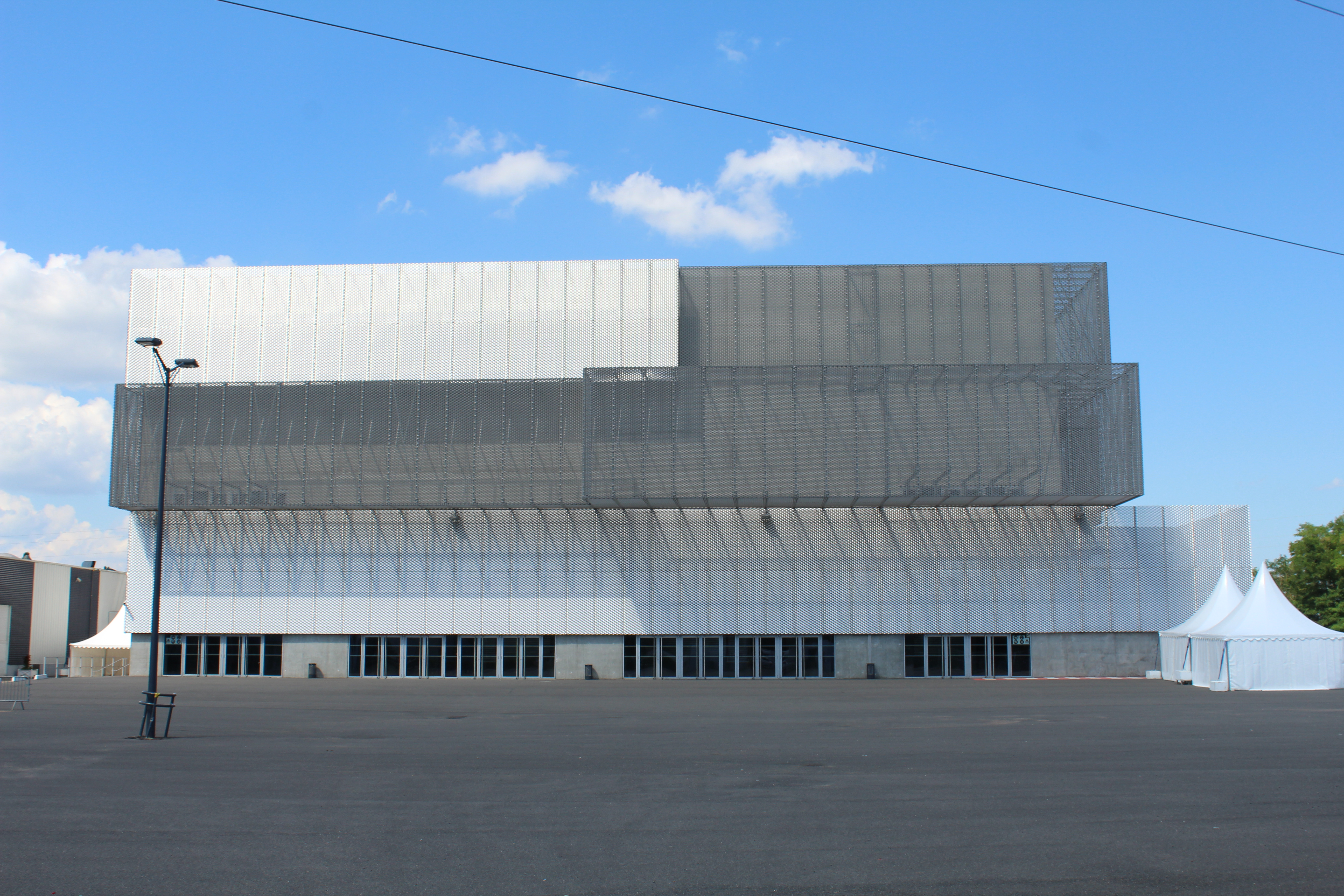
Le Spot.

Le Spot est une salle événementielle de 5 000 m2, d'une capacité d'accueil maximale de près de 5 000 spectateurs en intérieur et 10 000 spectateurs en extérieur, proposant de nombreux spectacles et des dizaines d'activités en quatre configurations : « concerts et spectacles », « rencontres sportives », « séminaires et congrès », « foires et salons ». Ouverte le 1er avril 2012, cette nouvelle structure présente en configuration « concerts et spectacles » une jauge variable de 1 000 à 3 000 places assises et 4 800 places en version assis/debout. La configuration avec scène attenante façade nord permet d'organiser des concerts en extérieur de grande ampleur (10 000 spectateurs). Le nom de la salle a été choisi par les Mâconnais eux-mêmes via une consultation publique. Le Spot a coûté 15 548 000 € TTC,.

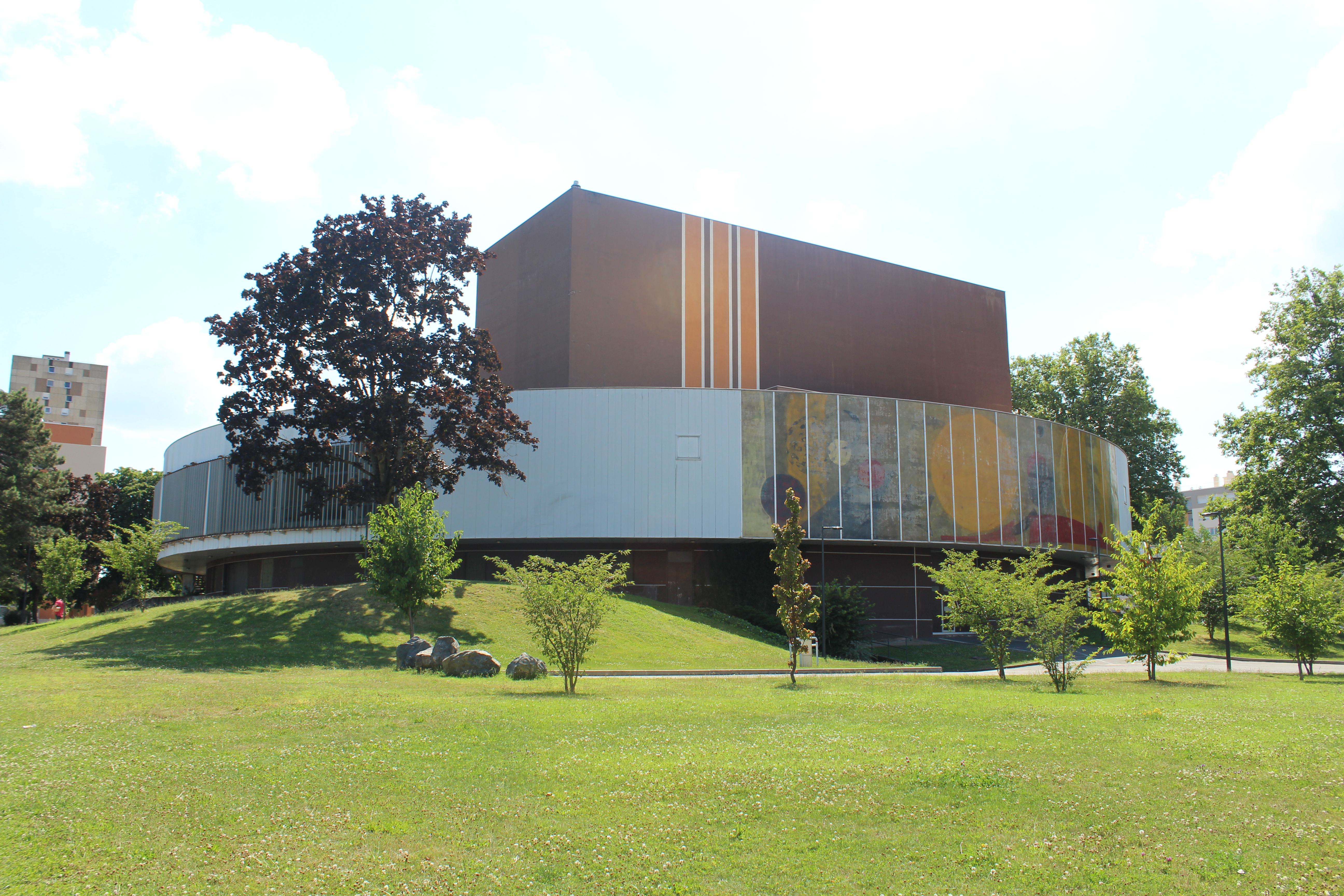
Le théâtre Louis-Escande.

Le théâtre, centre culturel Louis-Escande héberge la Scène nationale de Mâcon (cofinancée par l'État et la CAMVAL) qui offre tout au long de l'année des spectacles et animations variés, axés sur la création contemporaine, à l'initiative de la Ville. Construit à partir de 1973 à l'initiative du maire Louis Escande et inauguré en 1975, anciennement nommé Saônora, ce lieu (situé 1511 avenue Charles-de-Gaulle) héberge le théâtre (grande salle, petite salle, espace cabaret) mais aussi des studios de danse du Conservatoire à rayonnement départemental. La plus grande des deux salles permet de recevoir jusqu'à 897 spectateurs tandis que la seconde, aux dimensions plus modestes, présente une capacité d'accueil de 270 places pour des spectacles plus intimistes.
Petit théâtre « à l'italienne » indépendant, l'Orphée Théâtre est d'une capacité de 50 places situé 2 rue de Senecé, en plein centre-ville. Créé par Olivier Sandler (négociant en vin à la ville et artiste passionné de théâtre et de chant à la scène), il propose depuis la rentrée 2003 des pièces classiques et contemporaines (comédies, drames, vaudevilles) mais aussi des créations, des spectacles musicaux (récitals de chansons, pièces musicales, biographies en chansons), des lectures et de la poésie. Une quinzaine de comédiens amateurs bénévoles forme la troupe de l'Orphée Théâtre,.
La Cave à Musique est une salle de musiques actuelles d'une capacité de 400 places gérée depuis 1992 par l'Association Luciol. Elle est située 119 rue Boullay, du côté du quartier Saint-Clément. Première salle bourguignonne à avoir obtenu le label SMAc (scène de musiques actuelles), elle propose une programmation variée de musiques actuelles en trois trimestres : septembre-décembre, janvier-mars et avril-juin.
Autre scène musicale, le Crescent Jazz Club est une scène jazz et de musiques improvisées créée en 1995 à Mâcon (pour et) par les musiciens du Collectif Mu pour promouvoir le jazz. Installée depuis ses débuts au 83 rue Rambuteau, l'association du même nom qui la dirige comprend alors une salle de concerts (équipée d'un bar) d'une capacité de 50 places. Le 3 février 2014 ont débuté les premiers travaux d'un vaste chantier de rénovation des caves (et de la petite chapelle) de l'ancienne coopérative agricole de Mâcon (située au cœur de la ville, derrière la place Saint-Pierre) en vue d'accueillir l'association dans un nouveau lieu pensé dans les moindres détails par l'association et la ville de Mâcon dont l'investissement sur ce projet constitue une initiative rare et exceptionnelle,. Le 31 octobre 2014, après des travaux d'aménagement d'un coût de 1 470 000 €, le Crescent Jazz Club a rouvert place Saint-Pierre dans de nouveaux locaux comprenant notamment une salle de concert (avec bar ouvert) de 300 m2 d'une jauge de 290 places en version mixte (debout/assis) et 160 places en version cabaret (places assises seulement),.
L'Auditorium de Mâcon est la salle de concerts de l'École de musique de Mâcon. Elle est située au no 3 de la rue de la Préfecture, dans le quartier du Vieux Saint-Vincent. Enfin, la cathédrale Saint-Vincent est le lieu de concerts de musique classique, notamment ceux donnés par l'orchestre symphonique de Mâcon.

##### En plein air

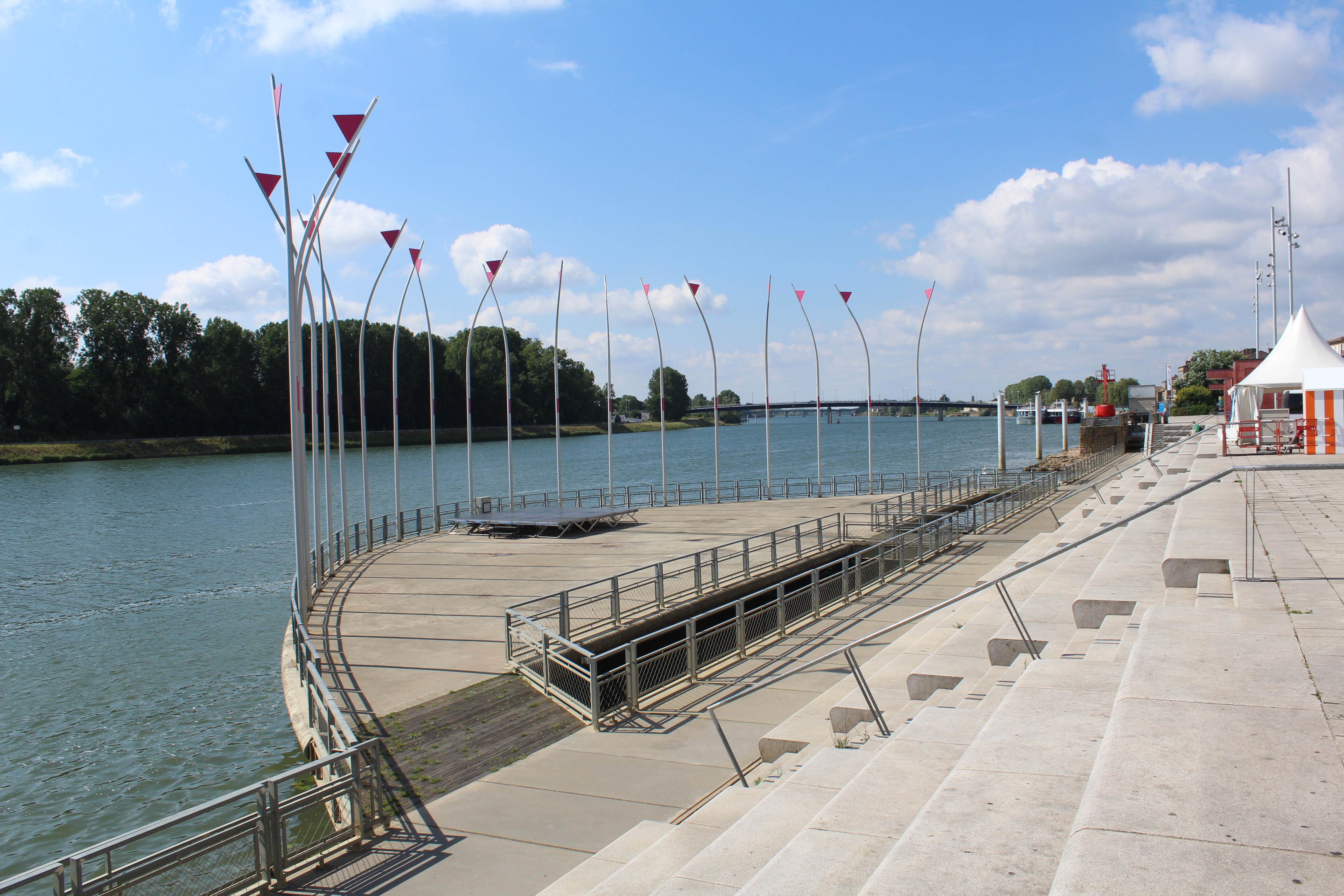
La scène sur l'eau de l'Esplanade Lamartine.

- L'esplanade Lamartine est le lieu de concerts de tous genres lors du festival estival « Été frappé ».
- La place Saint-Pierre est le lieu de concerts de musique classique, notamment ceux donnés par l'orchestre symphonique de Mâcon[a 15].

### Patrimoine culinaire

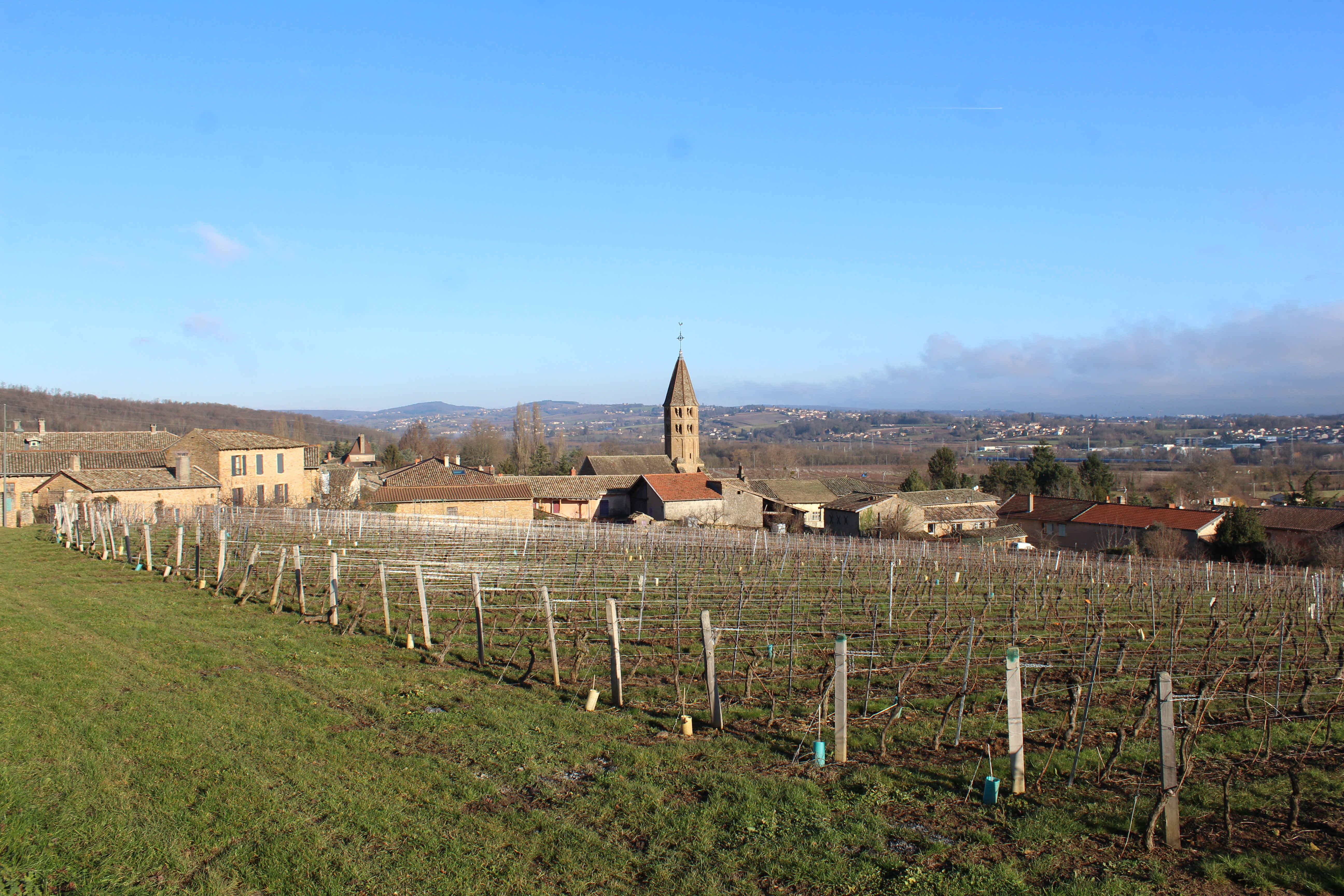
Pouilly-loché à Loché.

Parmi les spécialités mâconnaises se distinguent l'andouillette mâconnaise avec sa sauce au vin rouge ou blanc, les œufs en meurette ou les grattons. D'autres spécialités caractérisent la gastronomie locale dont l'idéal mâconnais, un gâteau à base de meringue fourrée de crème au beurre ou encore la gaufrette mâconnaise qui est une pâtisserie sucrée constituée d'une gaufre très fine roulée en cigarette, d'où le nom,.
La cité est entourée d'un vignoble de 5 000 ha qui produit 49 millions de bouteilles parmi lesquelles des crus fameux comme le saint-véran ou le pouilly-fuissé. Chaque année en janvier se déroule à Mâcon un important concours ouvert à tous les viticulteurs et aux caves coopératives des arrondissements de Mâcon et de Villefranche-sur-Saône : le Concours des vins du Mâconnais et du Beaujolais Saint Vincent (128e concours en 2019).

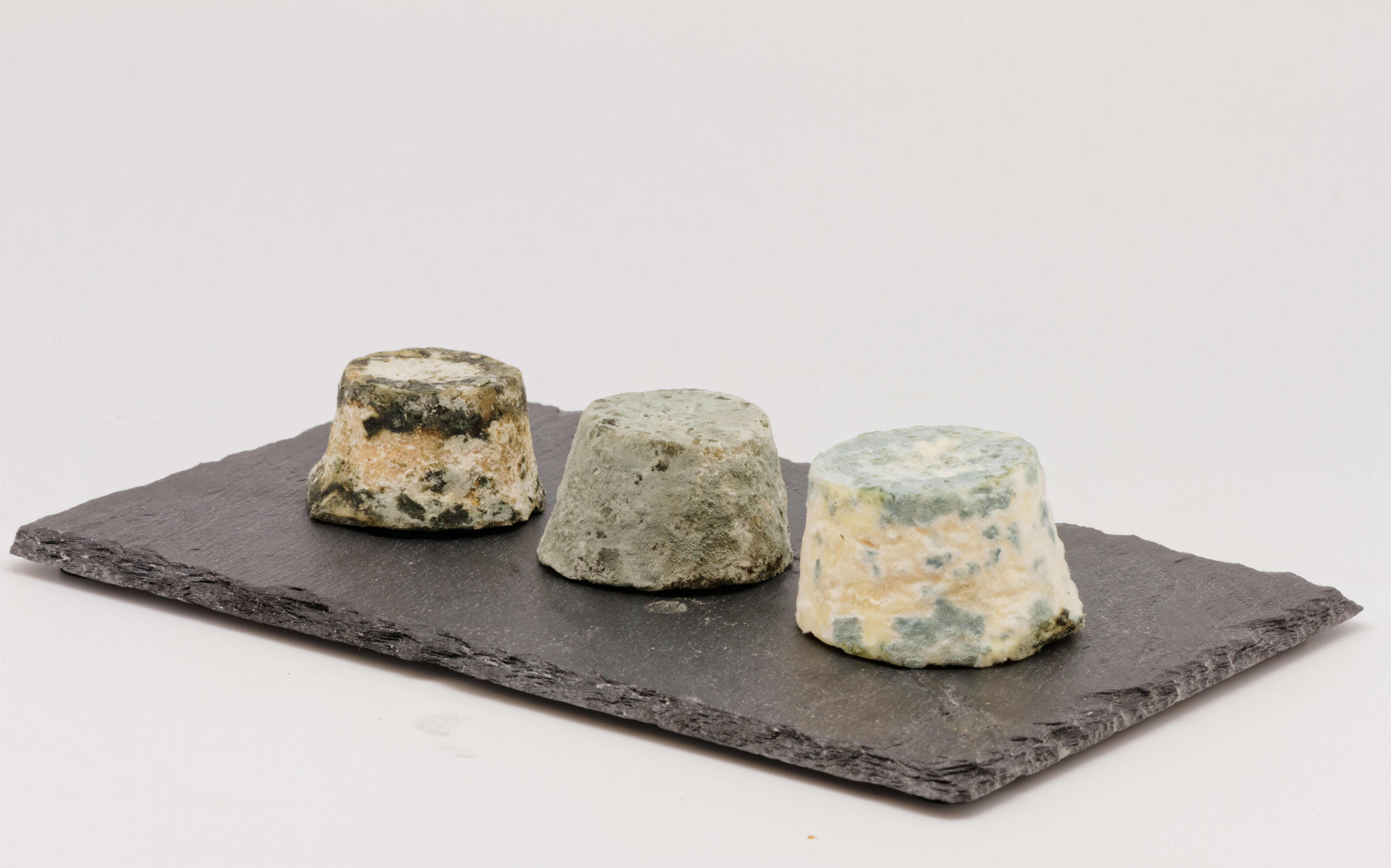
Le Mâconnais.

Le Mâconnais possède différentes spécialités de fromage de chèvre dont le Mâconnais, appelé aussi le chèvreton de Mâcon, bénéficiant d'une AOC et s'accordant à la dégustation des vins blancs du Mâconnais. Cette AOC regroupe 101 communes allant du nord de Tournus au sud de la Saône-et-Loire le long de la Saône,.
À l'ouest de Mâcon se trouve le pays Charolais, fameux pour ses bovins de race charolaise à robe blanche. À l'est de Mâcon, de l'autre côté de la Saône se trouve la Bresse réputée pour ses volailles blanches, les seules à bénéficier d'une AOC,.

### Lieux en Bourgogne du Sud
En Bourgogne du Sud, de nombreux sites à visiter se trouvent plus ou moins loin de Mâcon :
- le vignoble du Mâconnais ;
- la roche de Solutré, grand site de France. Depuis la roche, on peut apercevoir Mâcon et sa périphérie, voire le mont Blanc en cas de ciel dégagé ;
- l'arboretum domanial de Pézanin, l'un des plus riches de France, créé en 1903 ;
- le Lab 71, site consacré à la science et à l'habitat durable[142] ;
- Cluny, son abbaye millénaire et ses haras nationaux ;
- Charolles, berceau de la race charolaise.

### Personnalités liées à la commune

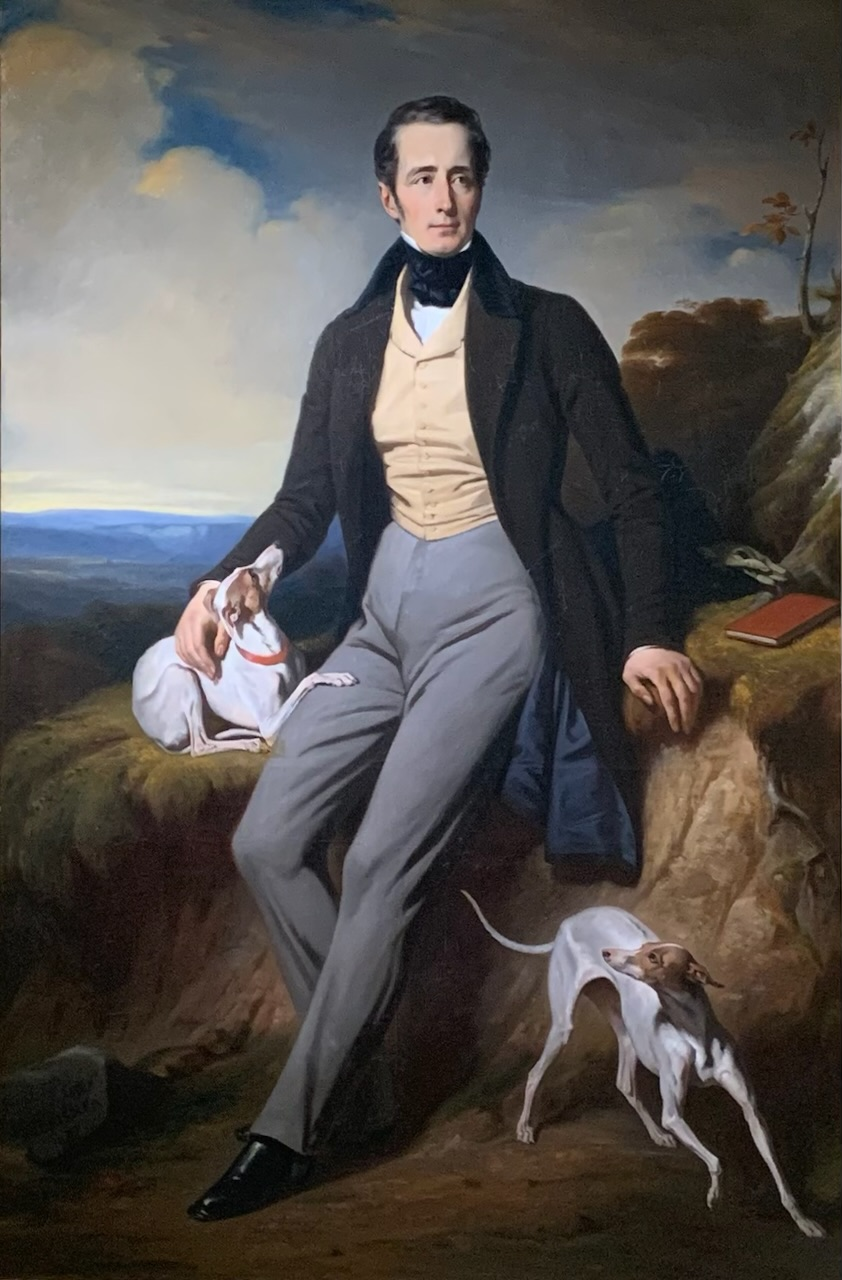
Alphonse de Lamartine.

#### Personnalités nées à Mâcon
- Samuel Guichenon (1607-1664), est un avocat, historien et généalogiste.
- Antoine Bauderon de Sénecé (1643-1737), poète.
- Pierre Desvignes de Davayé (1657-1727), maire de Mâcon de 1692 à 1727.
- Florent-Alexandre-Melchior de La Baume (1736-1794), dernier comte de Montrevel.
- Joseph Dombey (1742-1794), naturaliste, formé à l'université de Montpellier.
- Victor Amédée de La Fage (1750-1809), révolutionnaire.
- Jean-Baptiste Debrun (1750-1831), général français de la Révolution et de l'Empire.
- Claude Roberjot (1752-1799), homme politique.
- Étienne Rubat (1752-1816), homme politique, député de Saône-et-Loire, député au Conseil des Anciens.
- Jean Adrien Bigonnet (1755-1832), député en 1798 et en 1815 et maire de Mâcon en 1793 et en 1815.
- Claude-Philibert Barthelot de Rambuteau (1781-1869), homme politique.
- Claude-Louis Mathieu (1783-1875), astronome français.
- Pierre Boitard (1789-1859), botaniste et géologue.
- Alphonse de Lamartine (1790-1869), poète, écrivain et homme politique français.
- Henri Robert (1795-1874), mécanicien et horloger français.
- Clémence Robert (1797-1872), sa sœur, romancière française, féministe et républicaine, auteure de romans populaires historiques.
- Pierre Batilliat, pharmacien et viticulteur.
- Jean Gontard (1807-), clown acrobatique français.
- Victor Pellissier (1811-1884), homme politique, député de Saône-et-Loire de 1871 à 1876.
- Jérôme Cartellier (1813-1892), peintre français.
- Gustave Delahante (1816-1905), financier français.
- Charles Rolland (1818-1876), homme politique, député à l'Assemblée nationale, sénateur de Saône-et-Loire en janvier 1876.
- Pierre Vésinier (1824-1902), personnalité de la Commune de Paris.
- Louis Chicot (1827-1896), sculpteur français.
- Léon Couturier (1842-1935), artiste peintre naturaliste, spécialisé dans les sujets maritimes et militaires.
- Pierre Marie Burnez (1845-1922), général français.
- Jeanne Rongier (1852-1934), peintre française.
- Jules Protat (1852-1906), imprimeur, acquéreur du Bois Protat, le plus ancien bois gravé connu du monde occidental.
- Hippolyte Petitjean (1854-1929), peintre pointilliste.
- Victor Authier (1856-1945), avocat et homme politique, maire de Treffort, député de l'Ain de 1901 à 1910.
- Alfred Antoine François Lacroix (1863-1948), minéralogiste, volcanologue et géologue.
- Georges Lecomte (1867-1958), romancier et auteur dramatique.
- Jean Plumet (1871-1939), peintre.
- Honoré Hugrel (1880-1944), peintre français.
- Édouard-Émile Violet (1880-1955), acteur, réalisateur, scénariste et producteur de cinéma.
- Maurice Lenormand (1884-1981), organiste qui fut titulaire de l'orgue de la cathédrale Saint-Vincent de Mâcon de 1906 à 1966[Note 21].
- Gabriel Emmanuel Joseph Piguet (1887-1952), évêque français récipiendaire de la médaille des Justes parmi les nations de Yad Vashem.
- Robert de Roux (Sennecé-lès-Mâcon, 1899-1942), militaire colonial, compagnon de la Libération[143].

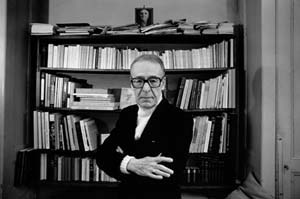
Henri Guillemin en 1980.

- Henri Guillemin (1903-1992), critique littéraire et historien[Note 22].
- André Déléage (1903-1944), historien de l'Antiquité et du Moyen Âge, résistant.
- Hugues Martin (1942), homme politique, maire de Bordeaux.
- Anne Brenon (1945), historienne médiéviste
- Jean-Claude Villain (1947), poète français.
- Alain Guerreau (1948-), historien médiéviste français.
- Dominique Mazille (1961-), rugbyman français, privé du titre de champion de France 1993 avec le FC Grenoble dans une sombre affaire[144],[145].
- Yves Baumgarten (1964-), prélat catholique, évêque du Puy-en-Velay.
- Pascal Milei (1972-), joueur de pétanque.
- Vincent Dedienne (1987-), humoriste et comédien.
- Antoine Griezmann (1991-), footballeur français, champion du monde 2018 avec l'équipe de France de football.
- Marine Lorphelin (1993-), Miss France 2013.
- Valentin Rongier (1994-), footballeur français, évoluant à l'Olympique de Marseille.
- Jean-Philippe Forêt (1968-2022), footballeur français.

#### Autres personnalités

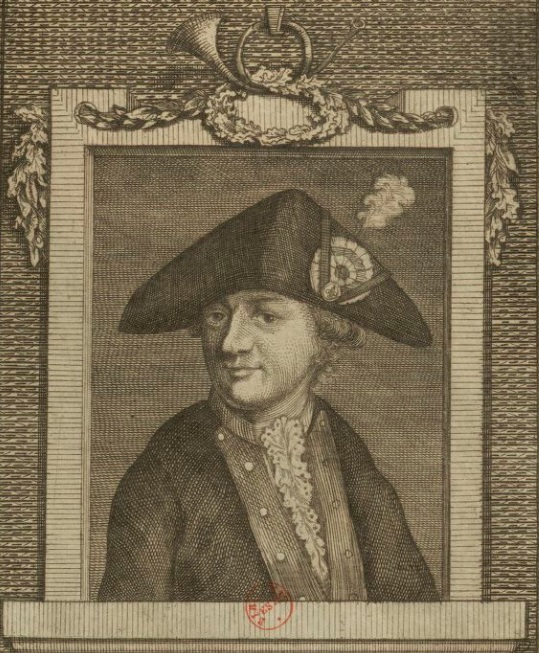
Le conventionnel Jean-Baptiste Drouet qui reconnut le roi à Varennes en 1791, mort à Mâcon en 1824.

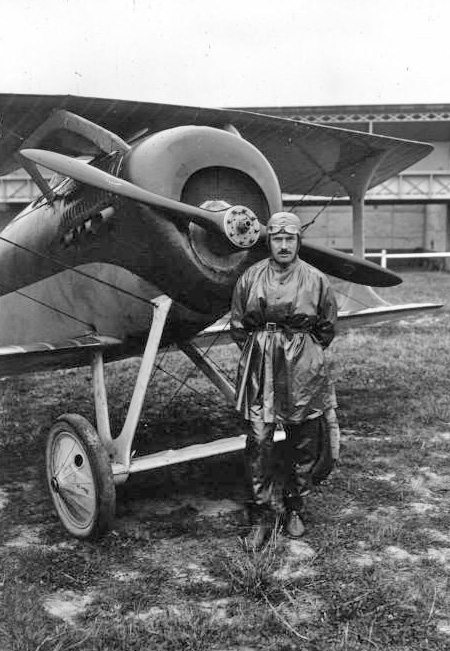
Bernard Barny de Romanet, as de guerre et recordman du monde de vitesse, en 1920.

- Oudard d'Attainville (1360- 1415), fils illégitime de Charles V et bailli ;
- Pierre Sigorgne (1719-1809), physicien français mort à Mâcon ;
- Lazare Rameau (1757-1794), organiste mort à Mâcon, neveu de Jean-Philippe Rameau compositeur français ;
- Jean-Baptiste Drouet (1763-1824), révolutionnaire français mort à Mâcon, ayant reconnu Louis XVI en fuite au relais de Sainte-Menehould ;
- Françoise-Alix de Lamartine, née des Roys (1766-1829), écrivaine française décédée à Mâcon, mère du poète Alphonse de Lamartine ;
- Henry Testot-Ferry (1826-1869), découvreur du site préhistorique de la Roche de Solutré, et membre titulaire de l'Académie de Mâcon ;
- Charles-Louis Marle (1799-1860), grammairien, Premier Directeur de l'école normale de Saône-et-Loire ;
- Joseph Monet et Adrien Goyon, fondateurs en 1917 à Mâcon de la marque de motocyclettes et de vélocimanes Monet-Goyon ;
- Gabriel Jeanton (1881-1943), historien et archéologue mâconnais qui s'intéressa particulièrement aux traditions populaires ;
- Marius Lacrouze (1891-1917), célèbre pilote français surnommé « le roi des loopers », scolarisé à Mâcon au lycée Lamartine où il effectua ses études secondaires et précurseur de l'aviation à Mâcon ;
- Jean Dagnaux (1891-1940), « l'as à la jambe de bois », scolarisé à Mâcon au lycée Lamartine ;
- Jean Combier (1891-1968) est un photographe et un éditeur de cartes postales installé à Mâcon[146] ;
- Bernard Barny de Romanet (1894-1921), pilote, as de la Première Guerre mondiale, né au château de Satonnay dans le Haut-Mâconnais, dont la famille s'installe ensuite au premier étage de l'hôtel Senecé à Mâcon et qui est scolarisé au lycée Lamartine ;
- Georges Duby (1919-1996), historien ayant vécu à Mâcon et célèbre pour ses travaux sur le Mâconnais ; il présida l'Institut de recherche du Val-de-Saône Mâconnais (installé à Mâcon, cours Moreau) fondé en 1992, dont il fut le premier président (1992-1994)[Note 23] ;
- Jean-Patrick Courtois (1951-), sénateur-maire de Dompierre-les-Ormes (1983-2001), puis de Mâcon (depuis 2001) ;
- Zvonko Radnic (1968-), joueur de pétanque, a joué à la Pétanque Mâconnaise de 1992 à 2003 ;
- Thomas Thévenoud (1974-), député de 1re circonscription de Saône-et-Loire depuis 2012.

### Héraldique
| Armes de Mâcon | Le blason de Mâcon a pour définition héraldique : « De gueules à trois annelets d'argent ». Ce blason serait utilisé depuis la Renaissance. |

## Pour approfondir